# マーキュリー計画
マーキュリー計画（マーキュリーけいかく、英: Project Mercury）は、1958年から1963年にかけて実施された、アメリカ合衆国初の有人宇宙飛行計画である。これはアメリカとソビエト連邦(以下ソ連)の間でくり広げられた宇宙開発競争の初期の焦点であり、人間を地球周回軌道上に送り安全に帰還させることを、理想的にはソ連よりも先に達成することを目標としていた。計画は、空軍から事業を引き継いだ新設の非軍事機関アメリカ航空宇宙局によって実行され、20回の無人飛行 (実験動物を乗せたものを含む)、およびマーキュリー・セブンと呼ばれるアメリカ初の宇宙飛行士たちを搭乗させた6回の有人飛行が行われた。
宇宙開発競争は、1957年にソ連が人工衛星スプートニク1号を発射したことにより始まった。この事件はアメリカ国民に衝撃を与え、その結果NASAが創設され、当時行われていた宇宙開発計画は文民統制の下で推進されることとなった。1958年、NASAは人工衛星エクスプローラー1号の発射に成功し、次なる目標は有人宇宙飛行となった。
だが初めて人間を宇宙に送ったのは、またしてもソ連であった。1961年4月、史上初の宇宙飛行士ユーリ・ガガーリンの乗るボストーク1号が地球を1周した。この直後の5月5日、アメリカ初の宇宙飛行士アラン・シェパードが搭乗するマーキュリー・レッドストーン3号が弾道飛行を行った。同年8月、ソ連はゲルマン・チトフを飛行させ1日間の宇宙滞在に成功した。アメリカが衛星軌道に到達したのは翌1962年2月20日のことで、ジョン・グレンが地球を3周した。マーキュリー計画が終了した1963年の時点で両国はそれぞれ6人の飛行士を宇宙に送っていたが、アメリカは宇宙での総滞在時間という点で依然としてソ連に後れを取っていた。
マーキュリー宇宙船を設計したのは、マクドネル・エアクラフト社であった。円錐の形状をした船内は完全に与圧され、水、酸素、食料などの補給物資を約1日間にわたり飛行士に供給した。打ち上げはフロリダ州ケープ・カナベラル空軍基地で行われ、発射機にはレッドストーンミサイルまたはアトラスDミサイルを改良したロケットが使用された。また宇宙船の先には、ロケットが故障するなどの緊急事態が発生した際に飛行士を安全に脱出させるための緊急脱出用ロケットが取りつけられていた。飛行手順は、追跡および通信の基地である有人宇宙飛行ネットワークを経由して地上からコントロールされるように設計されていたが、機内にもバックアップのための制御装置が搭載されていた。帰還の際には、小型の逆噴射用ロケットを点火して軌道から離脱した。また機体の底部には溶融式の耐熱保護板が取りつけられており、大気圏再突入時の高温から宇宙船を守った。最終的にはパラシュートが開いて海上に着水し、近隣にいる海軍の艦船のヘリコプターが宇宙船と飛行士を回収した。
計画名は、ローマ神話の旅行の神メルクリウス (Mercurius, マーキュリー) からつけられた。マーキュリーは翼の生えた靴を履き、高速で移動すると言われている。計画の総費用は16億ドル (2010年の貨幣価値で換算) で、およそ200万人の人間が関わった。宇宙飛行士たちはマーキュリー・セブンの名で知られ、各宇宙船には「7」で終わる名称が、それぞれの飛行士によってつけられた。
開始当初こそ失敗が連続して進行は遅れたものの、計画は次第に知名度を得、テレビやラジオで世界中に報道されるようになった。この後の二人乗りの宇宙船を使用するジェミニ計画では、月飛行で必要となる宇宙空間でのランデブーやドッキングが実行された。マーキュリー計画はその基礎を築いたと言える。さらにアポロ計画の開始が発表されたのは、マーキュリーが初の有人宇宙飛行を成功させた数週間後のことだった。

## 創設
マーキュリー計画が公式に承認されたのは1958年10月7日、また公表されたのは同年12月7日のことであった。当初の計画名が「宇宙飛行士計画 (Project Astronaut)」だったことからも分かるとおり、アイゼンハワー (Dwight D. Eisenhower ) 大統領の最大の関心は宇宙飛行士の選定にあった。その後古代神話に基づいてマーキュリーの名が与えられたが、これはSM-65ミサイルにギリシャ神話の神「アトラス」、PGM-19ミサイルにローマ神話の神「ジュピター」の名をつけたようにすでに先例があった。また当時空軍で予定されていた同じ目的を持つMISS (Man In Space Soonest, 人間をできる限り早く宇宙へ) 計画は、マーキュリー計画に吸収されることとなった。

### 背景

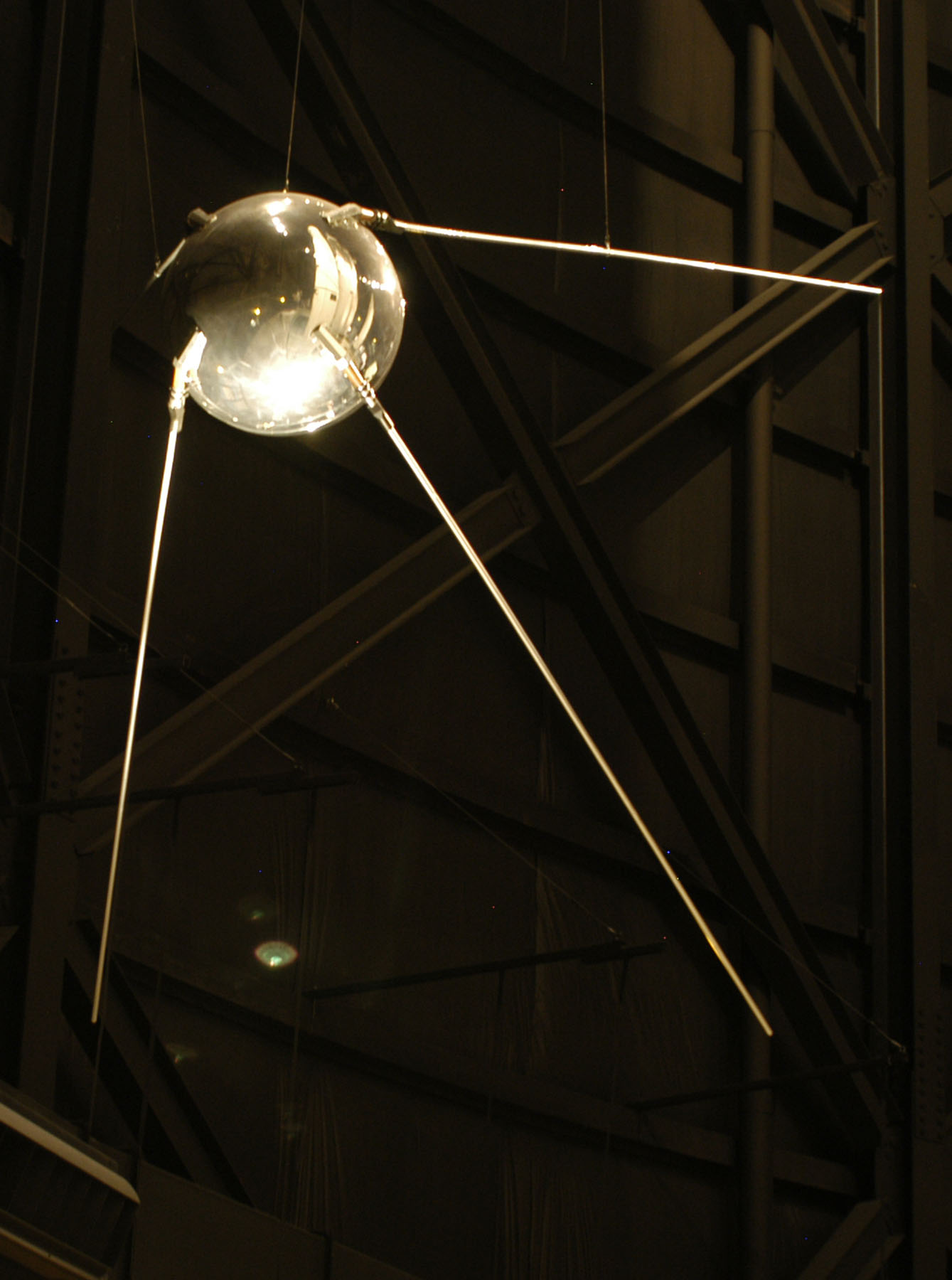
1957年に発射されたスプートニク1号の複製

第二次世界大戦終了後に米ソの間でくり広げられた核開発競争は、長距離ミサイルの開発へと発展していった。また同時に両極は、気象データの収集、通信、諜報などを目的とする人工衛星の製造にも着手したが、そのほとんどは機密事項とされていた。そのため米国民は1957年10月にソ連が史上初の人工衛星を打ち上げたことにより、アメリカが宇宙開発でソ連に遅れをとっているのではないかという懸念、いわゆる「ミサイル・ギャップ論争」に陥ることとなった。さらに拍車をかけるように、一ヶ月後ソ連はスプートニク2号で犬を軌道上に到達させた。この犬は生きて地球に回収されることはなかったが、彼らの目的が有人宇宙飛行にあることは明らかであった。これを受けアイゼンハワー大統領は、非軍事および科学目的の宇宙開発計画を担当する文民組織を創設することを命じた。シビリアン・コントロールとしたのは、宇宙開発の中で軍事目的に関わるものはその詳細を明らかにすることができなかったからである。連邦研究機関のアメリカ航空諮問委員会 (National Advisory Committee for Aeronautics, NACA) をアメリカ航空宇宙局 (National Aeronautics and Space Administration, NASA) と名称を改め1958年に設立されたこの新組織は、同年中にアメリカ初の人工衛星を打ち上げるという最初の課題を達成した。次なる目標は、人間を宇宙に送り込むことであった。
この当時、宇宙とは地表から高度100キロメートル以上の空間と定義されていた。そこに到達するためには、強力なロケットを使用する以外に手段はなかった。これは搭乗する飛行士が、爆発の危険性や強いG (加速度)、大気圏を突破するときの振動、さらに大気圏再突入の際の華氏10,000度 (摂氏5,540度) を超える高温などの様々な危険にさらされることを意味していた。
宇宙空間では、飛行士には呼吸をするために与圧室や宇宙服が必要とされる。またそこでは、平衡感覚を喪失させるおそれのある無重量状態も経験することになる。この他にも宇宙線や微小隕石の衝突にさらされる危険がある。放射線も隕石も、通常は分厚い大気の層にさえぎられて地表に到達することのないものである。だがこれらはすべて、克服することは可能であると考えられた。まずそれまでの衛星発射の経験から、隕石に衝突する可能性は無視できるほどのものであると予想された。また1950年代初期に行われた航空機を使用しての人工無重力実験や高Gの人体実験、さらに動物を宇宙空間に送っての観察結果などは、これらの問題はすべて技術によって対処できることを示唆していた。さらに大気圏再突入に関しては大陸間弾道弾を使って研究が行われていたが、これによれば宇宙船が減速する際に発生する熱のほとんどは、鈍角の (先端が尖っていない) 耐熱保護板を機体の前面に置くことで解消できることが明らかになっていた。

### 組織と施設

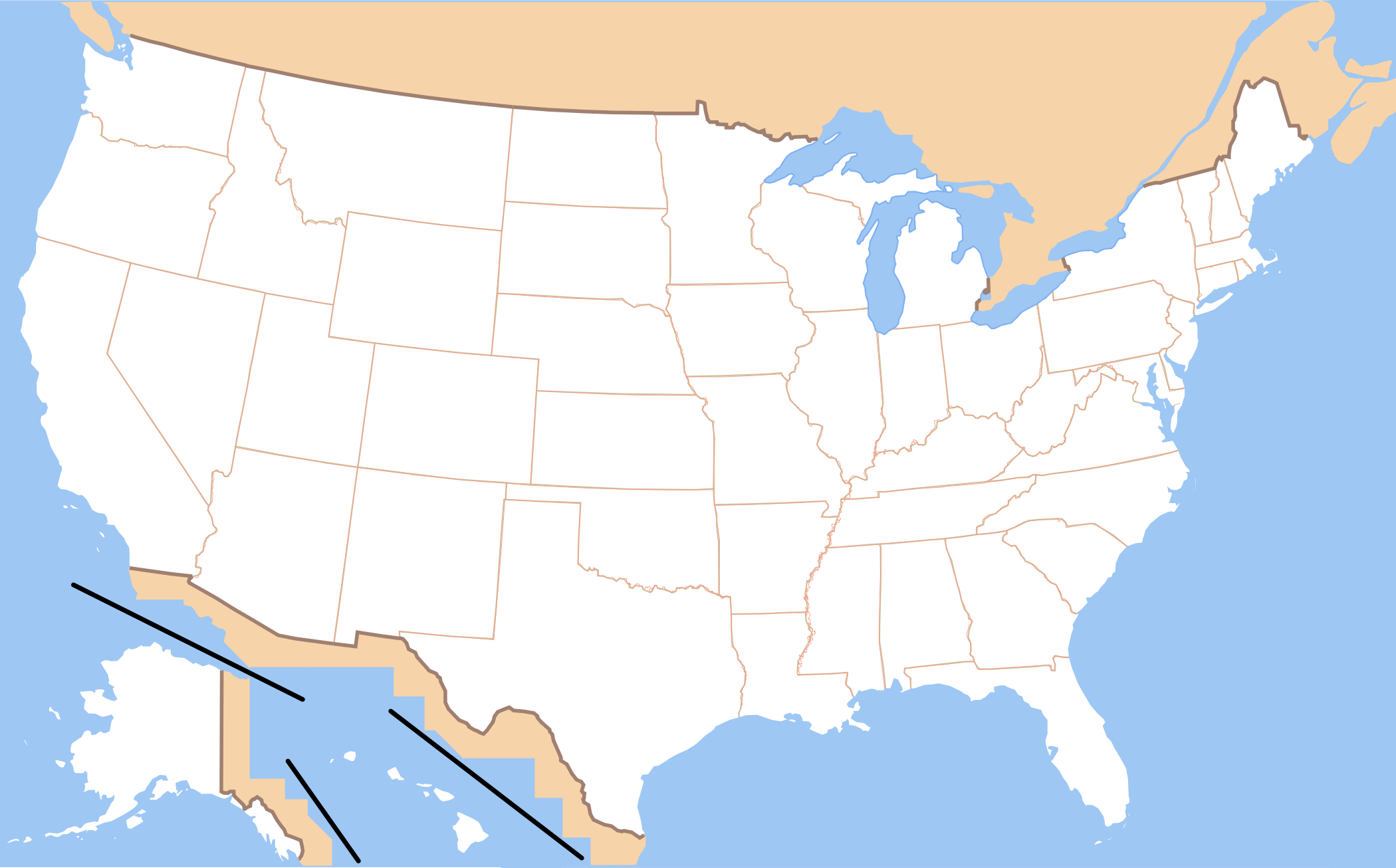
マーキュリー計画における製造施設と管制施設の位置

1958年10月1日、NASAが正式に発足し、キース・グレナン (T. Keith Glennan) が初代長官に、ヒュー・ドライデン (Hugh L. Dryden, 前NACA長官) が副長官に任命された。グレナンから大統領への報告は、国立航空宇宙評議会 (National Aeronautics and Space Council) を通して行われることになっていた。NASAの組織内においてマーキュリー計画に責任を持つのは「スペース・タスク・グループ (Space Task Group)」と呼ばれる集団で、その計画の目的は有人宇宙船を地球周回軌道に乗せ、宇宙空間での飛行士の能力や身体機能を観察し、搭乗員と宇宙船を安全に帰還させることであった。既存の技術や使用可能な装置は何でも利用され、また機体の設計においては最もシンプルで信頼のおける方法が試みられ、革新的な実験計画とともに現存するミサイルが発射機として活用された。宇宙船に要求される機能には、以下のようなものがあった。すなわち、1. 異常事態が発生したときに宇宙船と飛行士を発射用ロケットから分離させる緊急脱出用ロケット　2. 軌道上で宇宙船の姿勢をコントロールするための姿勢制御用ロケット　3. 宇宙船を軌道から離脱させるための逆噴射用ロケット　4. 大気圏再突入の際の空気力学的抵抗に耐えうる機体設計　5. 着水装置　である。飛行中の宇宙船と交信するためには、広範な通信ネットワークシステムを作る必要があった。当初アイゼンハワーはアメリカの宇宙計画に過度に軍事色を持たせることを望まなかったため、マーキュリー計画を国家の最優先事項に置くことをためらっていた。このためマーキュリー計画は「DXレーティング」という国防計画の優先事項の順位では軍事計画の後に置かれることになったが、この順位は1959年5月には逆転した。
マーキュリー宇宙船開発の入札には12社が参加した。1959年1月、マクドネル・エアクラフト社が2,000万ドルで落札し、宇宙船設計の主契約企業に選ばれた。この2週間前、ロサンゼルスに本拠を置くノースアメリカン社が、緊急脱出用ロケット開発に使用される小型ロケット「リトル・ジョー」の製作設計の契約を獲得していた。飛行中の宇宙船と地上との交信に必要な世界的な通信網の開発には、ウェスタン・エレクトリック社 (Western Electric Company) が任命された。弾道飛行に使用されるレッドストーンロケットの製作はアラバマ州ハンツビルのクライスラー社が、また軌道飛行に使用されるアトラスロケットの製作はカリフォルニア州サンディエゴのコンベア社が担当した。有人ロケット発射場には、フロリダ州ケープカナベラル空軍基地の中にある大西洋ミサイル基地が空軍によって準備された。またここは総合司令センターでもあり、一方で通信連絡に関する管制センターはメリーランド州のゴダード宇宙飛行センターに配置された。リトル・ジョーの発射実験はヴァージニア州のワロップス島で行われた。宇宙飛行士の訓練はヴァージニア州のラングレー研究所、オハイオ州クリーブランドのグレン研究センターおよびウォーミンスター海軍航空軍事センターで実施された。空力の研究にはラングレー研究所の風洞実験所およびニューメキシコ州アラモゴードのホロマン空軍基地にあるロケットスレッド施設が使用された。宇宙船の着水システムの開発には海軍と空軍両方の航空機が使用される一方で、海上に帰還した宇宙船の回収には海軍の艦船と海軍及び海兵隊のヘリコプターが使用された。またケープカナベラルの南にあるココアビーチという町が、にわかに注目をあびることになった。1962年にこの町からアメリカ初の軌道周回飛行への発射を見守った人は、およそ7万5,000人であった。

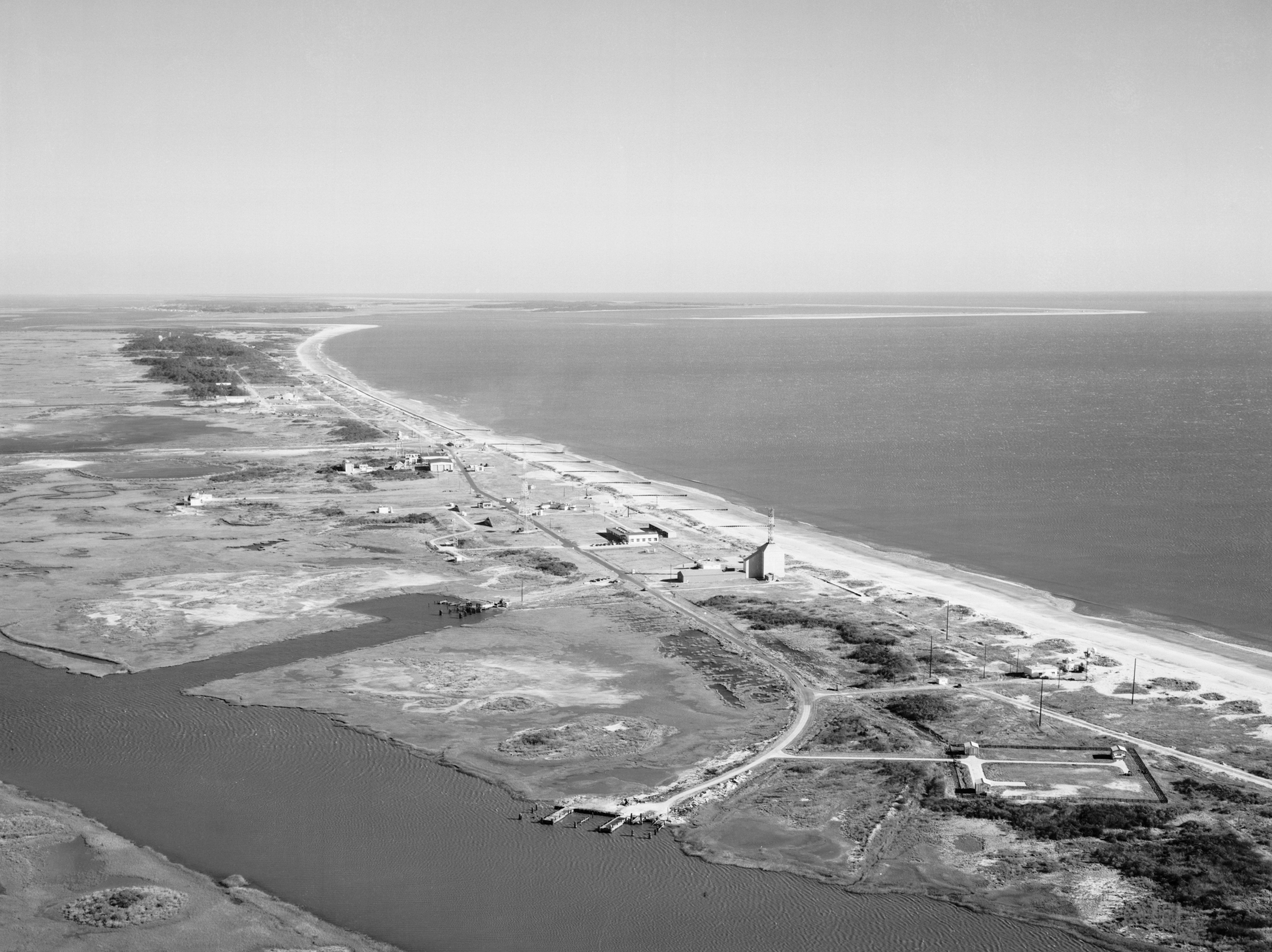
ワロップス島実験施設。1961年
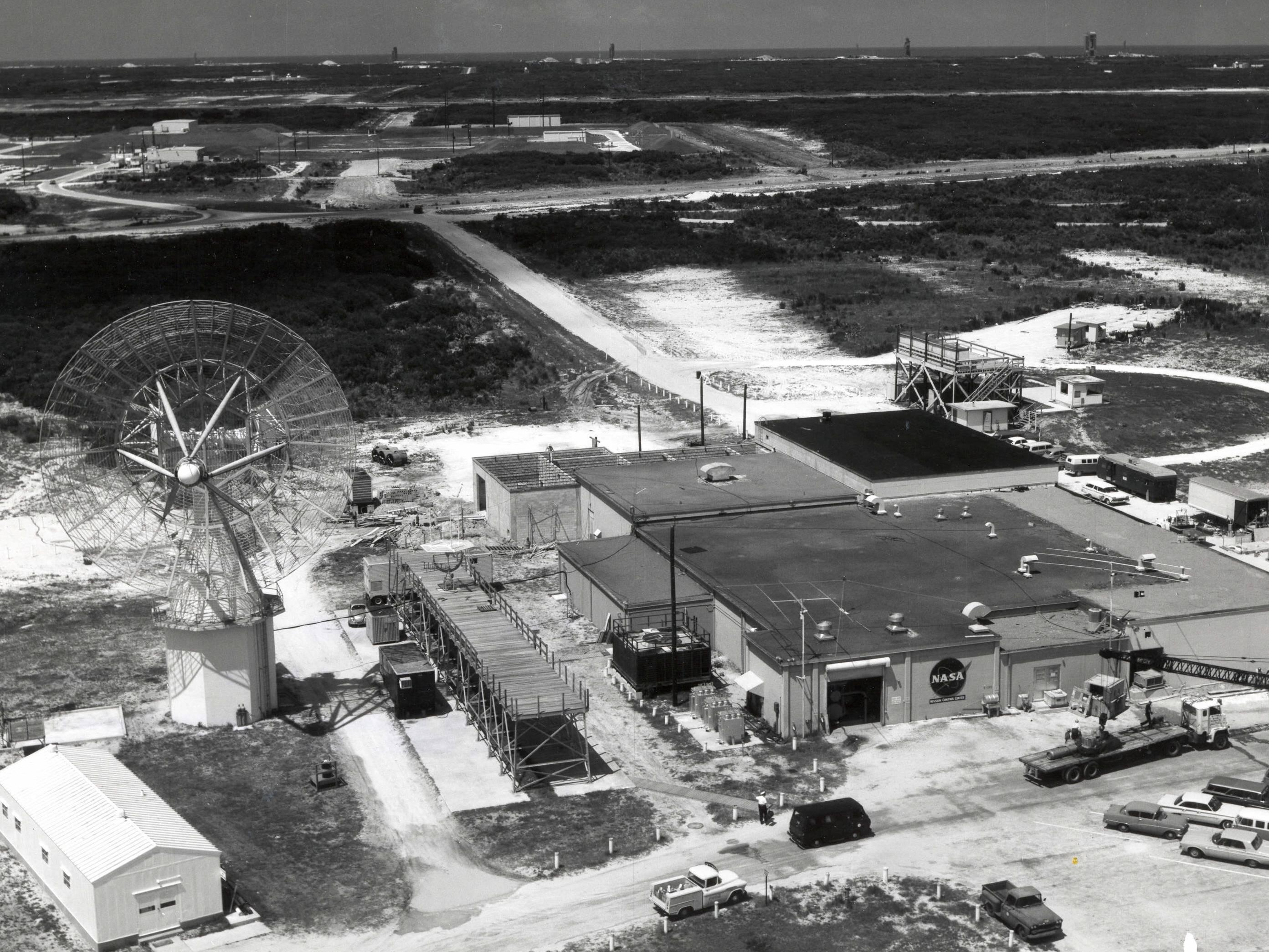
ケープ・カナベラルのマーキュリー管制センター。1963年
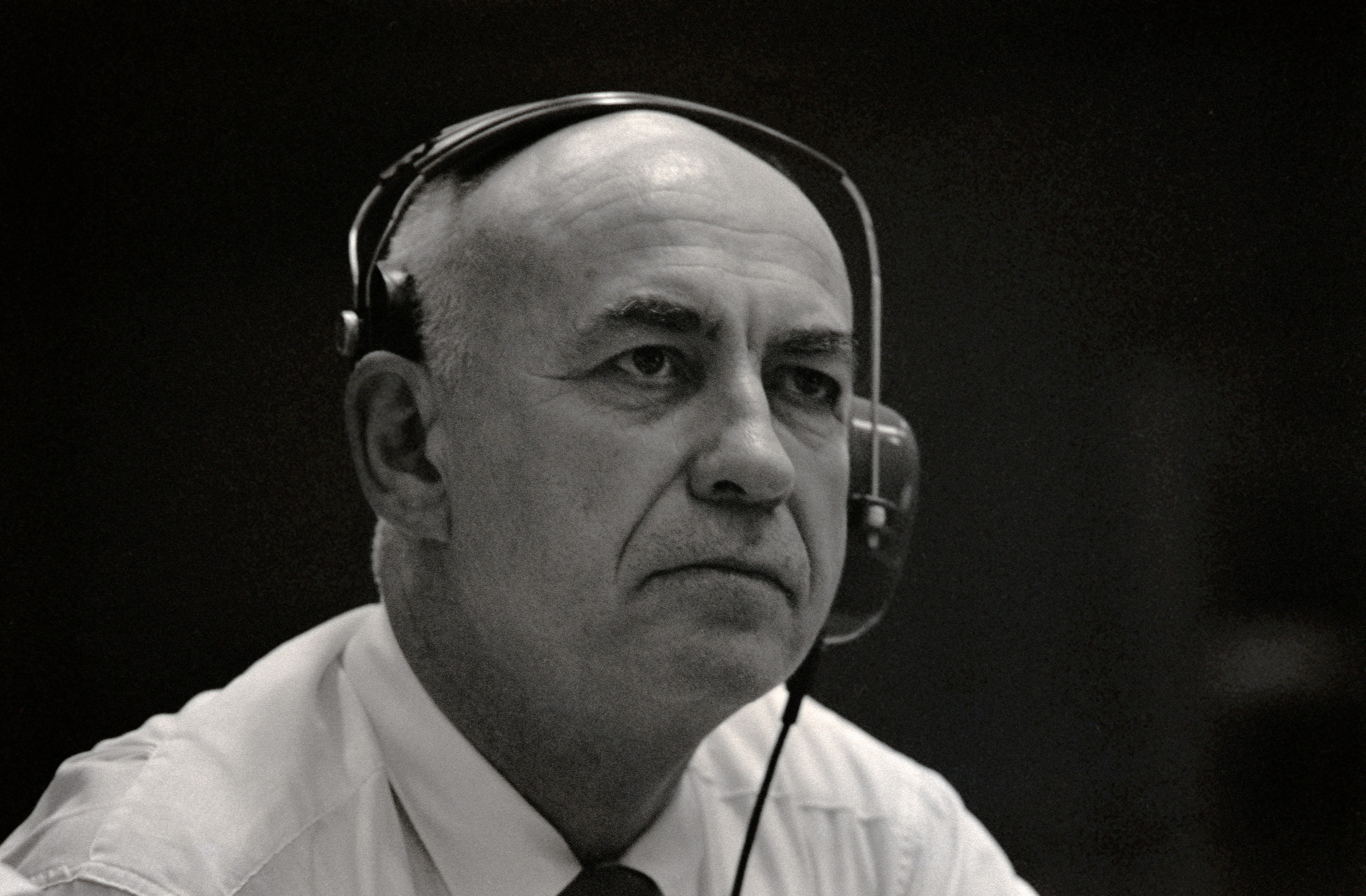
スペース・タスク・グループの責任者、ロバート・ギルルース (Robert R. Gilruth)。1969年

## 宇宙船
マーキュリー宇宙船の設計責任者は、NACA時代から有人宇宙飛行の研究に携わっていたマキシム・ファジェット (Maxime Faget) であった。機体の高さは3.3メートル、直径は1.8メートルで、緊急脱出用ロケットを加えると全体の高さは7.9メートルになった。居住空間の容積は2.8立方メートルで、飛行士一人が入り込むのが精一杯だった。また船内には55個のスイッチと30個のヒューズ、35個の機械式レバーの、総計120個の制御機器があった。機体の重量は、計画中で最も重かったマーキュリー・アトラス9の場合では1,400キログラムだった。船体の外殻は高温に耐えることができるレネ41というニッケル合金で作られていた。
宇宙船は円錐の形状をしており、先端部分には首状の部分があった。底部には凸面状の耐熱保護板が取りつけられており (下図の2を参照) 、その内部はグラスファイバーで何層にも覆われたアルミニウムのハニカム構造になっていた。また熱保護板には、帰還の際に宇宙船を減速させるための3基の逆噴射ロケット(1) がストラップで固定されていた。3基の逆噴射ロケットの間には、発射の最終段階で機体をロケットから分離し軌道に投入するための小型ロケットがあった。ストラップは逆噴射ロケット使用後に切断され、不要になったロケットは機体から切り離された。熱保護板のすぐ上には与圧された船室があり (3)、船内では飛行士は体の形に合わせた座席にシートベルトでしばりつけられた。飛行士の目の前には計器板が、背中には熱保護板があり、また座席の直下には環境制御装置が設置されていた。この装置は酸素の供給と船内の気温の調整をし、二酸化炭素や水蒸気および臭いの除去を行い、さらに軌道上での尿の採取などをした。先端部には回収装置が納められている区画 (4) があり、内部には減速用のドローグシュート1本とメインパラシュート2本が格納されていたが、メインのうちの1本は予備であった。熱保護板と船内の底部の隔壁の間にはエアバッグが納められており、着水直前に展開させて衝撃を和らげた。回収装置のさらにその先にはアンテナ区画 (5) があり、通信用と宇宙船追跡用の2基のアンテナが格納されていた。また帰還の際に熱保護板が正しく進行方向を向くように姿勢を安定させるフラップも設置されていた。宇宙船の前方に取りつけられている緊急脱出用ロケット (6) には、3基の固体燃料ロケットが装備されていた。発射が失敗した際には緊急脱出用ロケットが短時間だけエンジンを噴射し、宇宙船を迅速かつ確実に発射用ロケットから遠ざけ、機体が海面に接近するとパラシュートが展開し着水した (詳しい手順については計画の詳細を参照)。

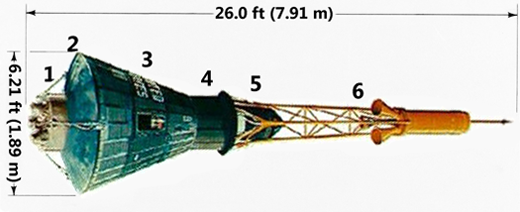
1. 逆噴射用ロケット 2. 耐熱保護板 3. 居住区画 4. パラシュート格納庫 5. アンテナ部 6. 緊急脱出用ロケット

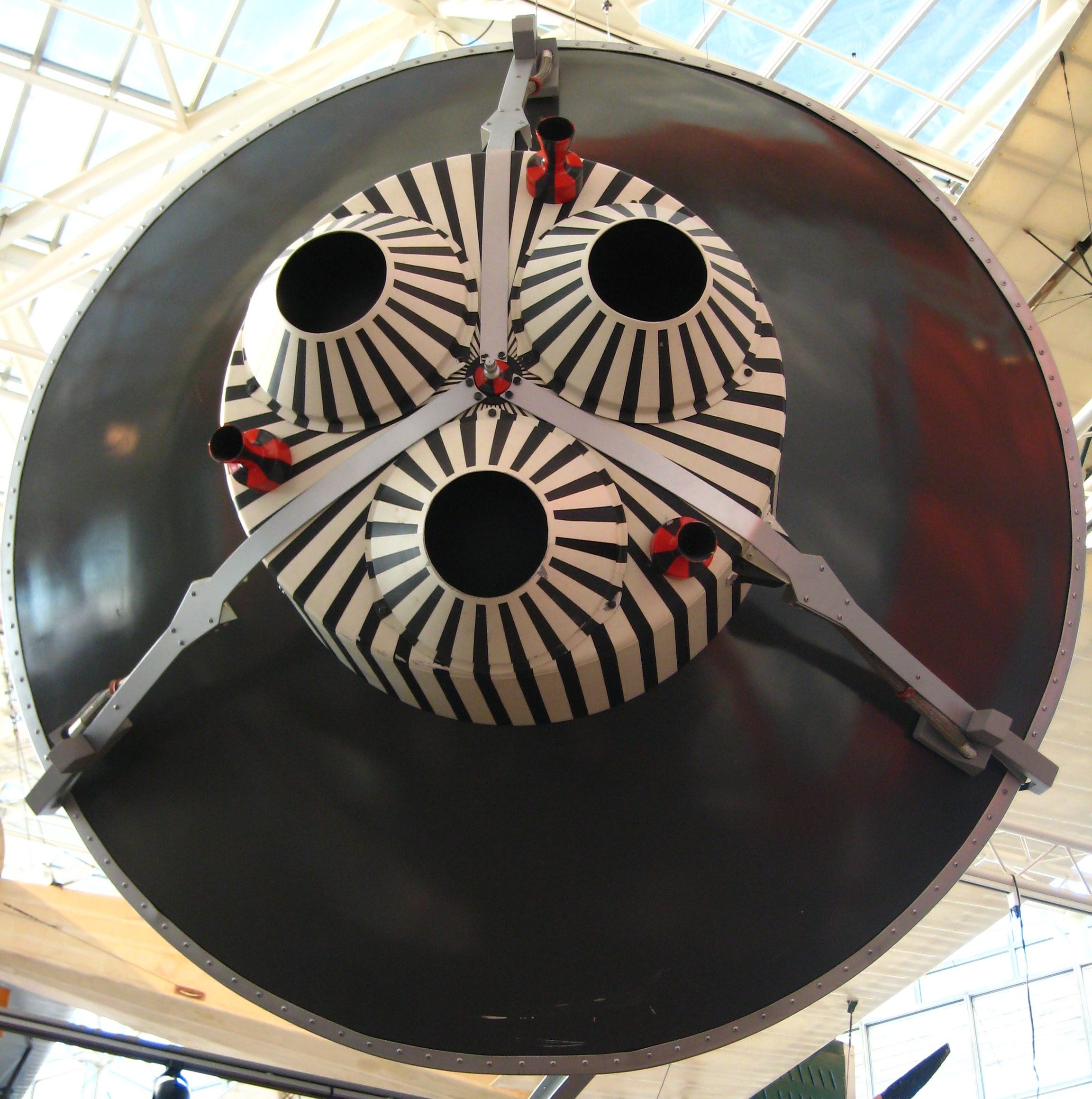
逆噴射用ロケットおよび補助推進ロケット

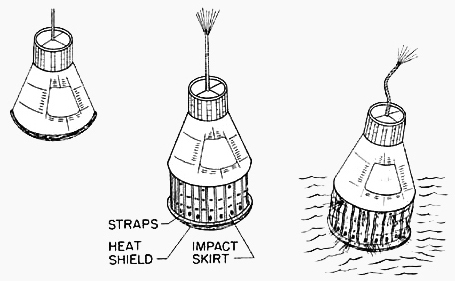
着水用エアバッグの展開

### 船内での飛行士

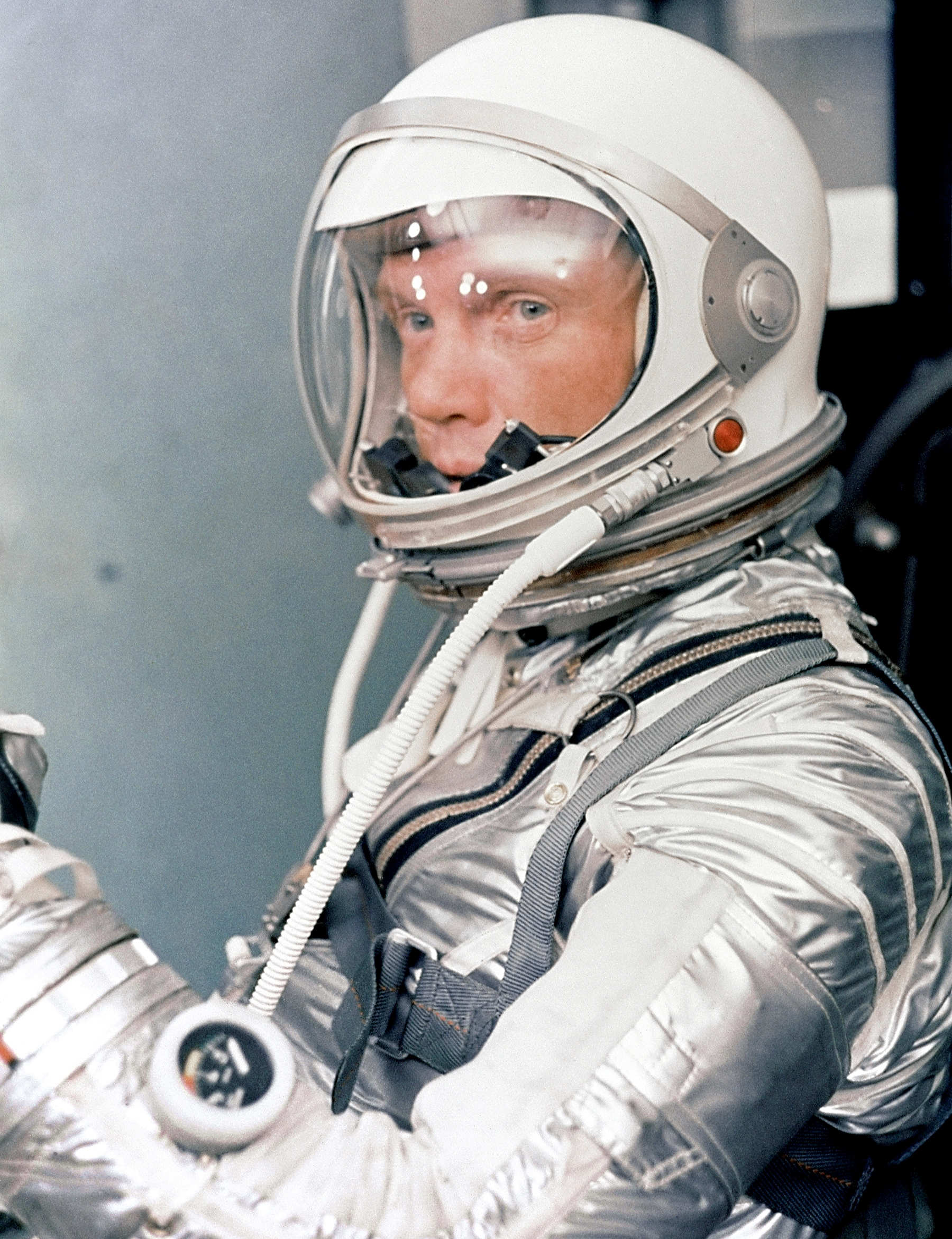
マーキュリー宇宙服を着用するジョン・グレン

船内では飛行士は耐熱保護板を背にし、椅子に座った姿勢であお向けに横たわっていた。地上での実験では、発射時や大気圏再突入時の高Gに耐えるにはこの姿勢が最適であることが判明していた。またファイバーグラス製の座席は、宇宙服を着たときの飛行士の体型にぴったり合うように特注されたものであった。飛行士の左手には緊急脱出用ロケットの操作レバーがあり、発射前あるいは発射中に非常事態が発生し、なおかつロケットが自動点火しなかった場合には、飛行士自身がこのレバーを引いて脱出した。
宇宙服には、船内の環境制御装置の他に独自の生命維持装置が付属しており、酸素の供給や体温の調節などを行うことができた。船内の空気には、5.5重量ポンド毎平方インチ (37.921ヘクトパスカル) の純粋酸素が使用された。一方でソ連の宇宙船では、地上の大気と同じ1気圧の酸素と窒素の混合気を使用していた。NASAがこの方式を選択したのは、こちらのほうが制御しやすく、減圧症 (潜水病とも言われる) の危険を避けることができ、宇宙服の重量を減らせたからである。火災が発生した際には (実際には一度も起らなかったが)、船内から酸素をすべて排出することによって消火した。またそのような事態に限らず、何らかの理由で船内の気圧がゼロになってしまったような場合でも、飛行士は宇宙服に保護されて地球に帰還することができた。ヘルメットのバイザーは、飛行中は上げた状態にされていた。これは宇宙服の中が通常は与圧されていないことを意味する。もしバイザーを下ろして服の中を与圧すると、宇宙服は風船のようにふくらんでしまい、重要なスイッチが配置されている左側の計器板にかろうじて手が届くだけという状態になってしまった。
飛行士には、胸部に心拍数を計測するための電極、腕には血圧を計測するための加圧帯、体温を測定するための直腸体温計がつけられ (最後の飛行では口中体温計に改められた)、測定値はリアルタイムで地上に送られた。また水は普通に飲み、丸薬状の食料も摂ることができた
軌道に乗ると、宇宙船は中心軸に沿ったもの (ロール)、左右方向 (ヨー)、上下方向 (ピッチ) の3つの軸に沿って回転させることができた。機体の制御は過酸化水素を燃料とする小型ロケットエンジンで行った 。また正面にある窓または潜望鏡によって位置を確認することができた。潜望鏡は360°回転させることができ、その画像は目の前のスクリーンに映し出された。
宇宙船の開発には飛行士たち自身も関わり、機体の制御と窓の設置は絶対に譲れない条件であると主張した。その結果、宇宙船の運動およびその他の機能は3つの方法によってコントロールされることとなった。1つは地上からの中継によるもの、1つは船内の機器によって自動的に行われるもの、最後は飛行士ら自身による制御で、飛行士の操作は他の2つよりも最優先されるものとなった。マーキュリー最後の飛行で飛行士のゴードン・クーパーは手動で大気圏に再突入したが、これは飛行士による操作ができるようにしていなければ実現不可能なものであり、その有効性が結果によって確認されることとなった。

### 開発と製造

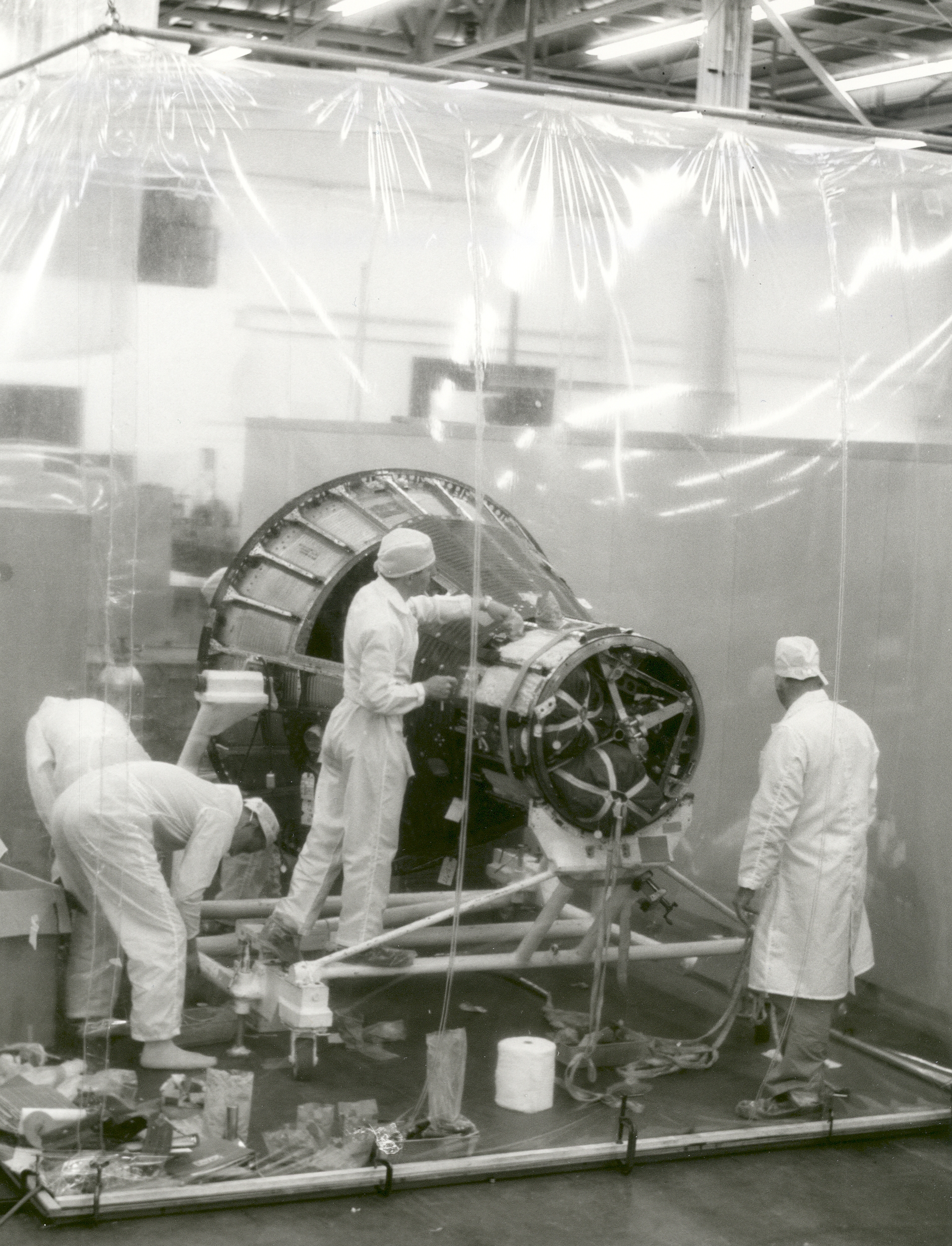
セントルイスのマクドネル社における宇宙船の製造

#### 大気圏再突入能力

##### 形状
NASAは1958年から1959年にかけ、三度にわたってマーキュリー宇宙船の設計を変更した。宇宙船の入札終了後の1958年11月、NASAは提出されていた設計案のうちの「C案」を採用したが、1959年7月の試験飛行が失敗した後、最終形態の「D案」が浮上した (下図参照)。耐熱保護板の形状についてはそれより以前に、1950年代の弾道ミサイルの実験を通して開発が進められていた。それによれば先端を鈍角の形状にすれば、発生した衝撃波が宇宙船の周囲の熱のほとんどを逃がしてくれることが明らかになっていた。

##### 熱設計
熱保護の対策をさらに進めるために、ヒートシンクまたはアブレータのいずれかを保護板にすることが検討された。
ヒートシンクとは保護板の表面に無数の細かい穴を開け、そこから空気を噴射して熱を逃がすという方式である。材質にはベリリウムが採用された。3号と4号の有人飛行で実際に使用された。
一方でアブレータとは保護板の表面にわざと熱で変性する物質を塗り、それが変性気化することにより熱を奪うというもので、無人試験がくり返された後、後者のほうが採用されることとなった。アブレータにはガラス繊維強化フェノール複合材が用いられた。宇宙船の設計と並行してX-15のような既存のロケット機状の形態も検討されていたが、この方式は宇宙船に採用するには技術的にまだあまりにも遠かったため、最終的に除外された。
アブレータを除いて、機体全体はチタンで覆われ、内部にニッケル合金製の圧力容器を持つ。

### 大気圏内飛行
熱保護板や機体の安定性については風洞試験がくり返され、後には実際に飛行させて試験された。単純に、上から落としてみて底部を下に落下するか確認した。緊急脱出用ロケットは無人で試験飛行が行われた。パラシュートは開発が難航したためロガロ翼のハンググライダーのような形式も検討されたが、最終的に却下された。

#### 製造
宇宙船はミズーリ州セントルイスにあるマクドネル・エアクラフト社工場内のクリーンルームで製造され、同所の真空室で試験された。600近くある下請け企業の中には、宇宙船の環境制御システムを製造したギャレット・エアリサーチ (Garrett AiResearch) 社などもあった。最終品質検査および最終準備は、ケープ・カナベラルのS格納庫で行われた。NASAは20機の製造を発注し、それぞれ1番から20番までの番号がふられたが、10、12、15、17、19番の機体は飛行することはなかった。また3番機と4番機は無人飛行試験の際に破壊された。11番機は大西洋の底に沈んだが、38年後に回収された。宇宙船の中には脱出システムを修正したり長時間の滞在ができるようにするなど、初期の段階から改良が加えられたものもあった。さらに数多くのモックアップ (宇宙船としての機能は搭載していない、飛行を目的とはしない性能試験のための模型) がNASAおよびマクドネルによって製造され、回収装置や緊急脱出用ロケットの試験のために使用されたまたマクドネルは飛行士の訓練のためのシミュレーターも製作した。

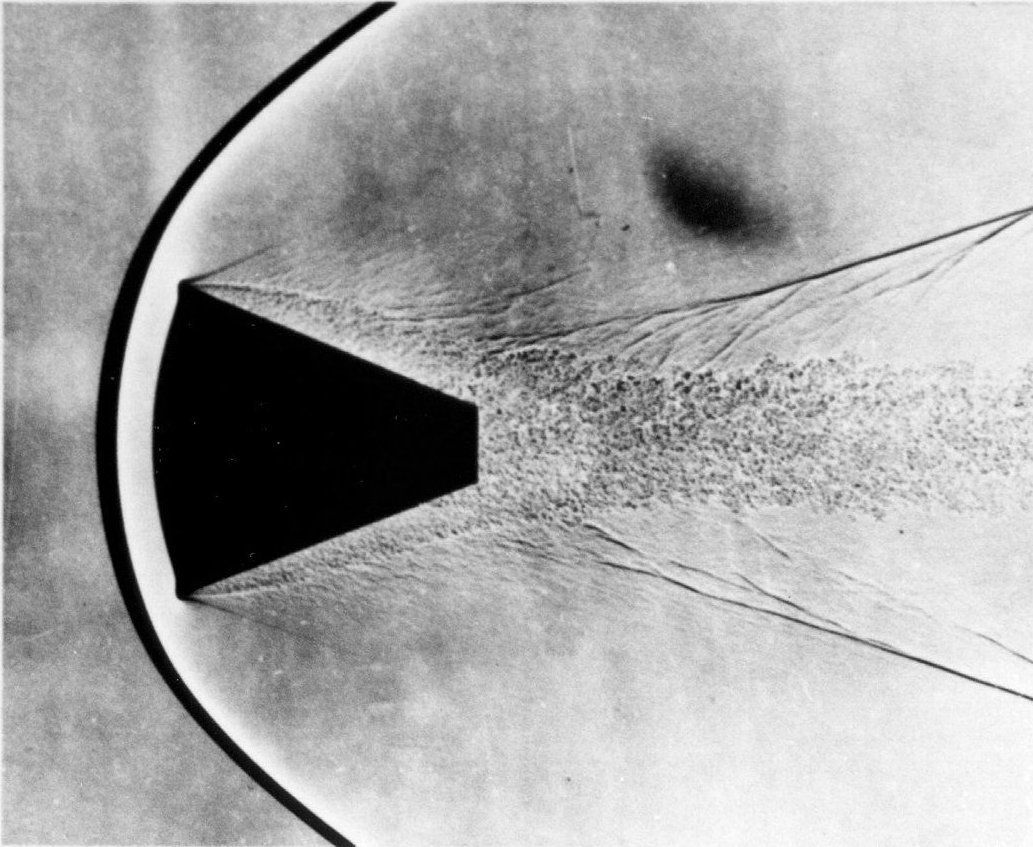
風洞実験で再現された衝撃波。1957年

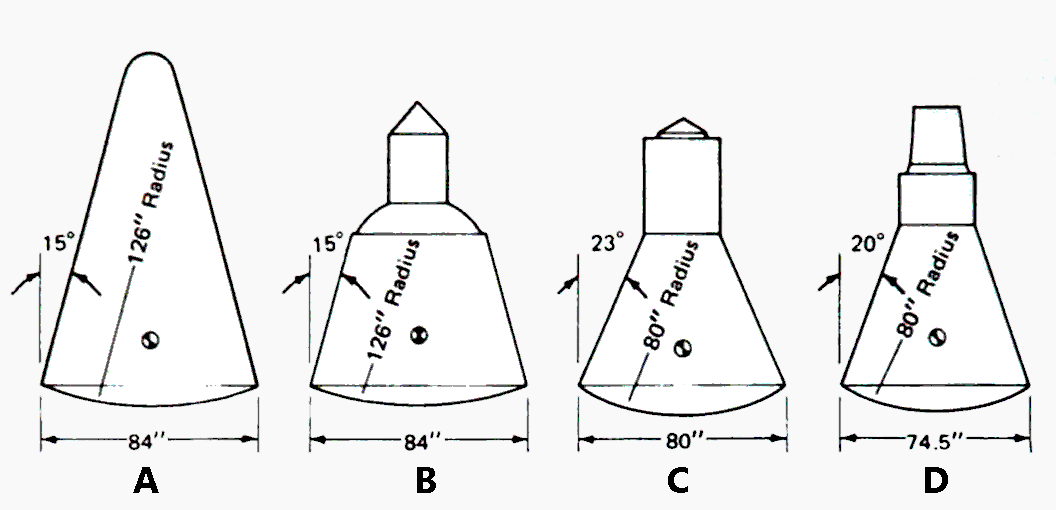
宇宙船デザインの進化。1958〜59年

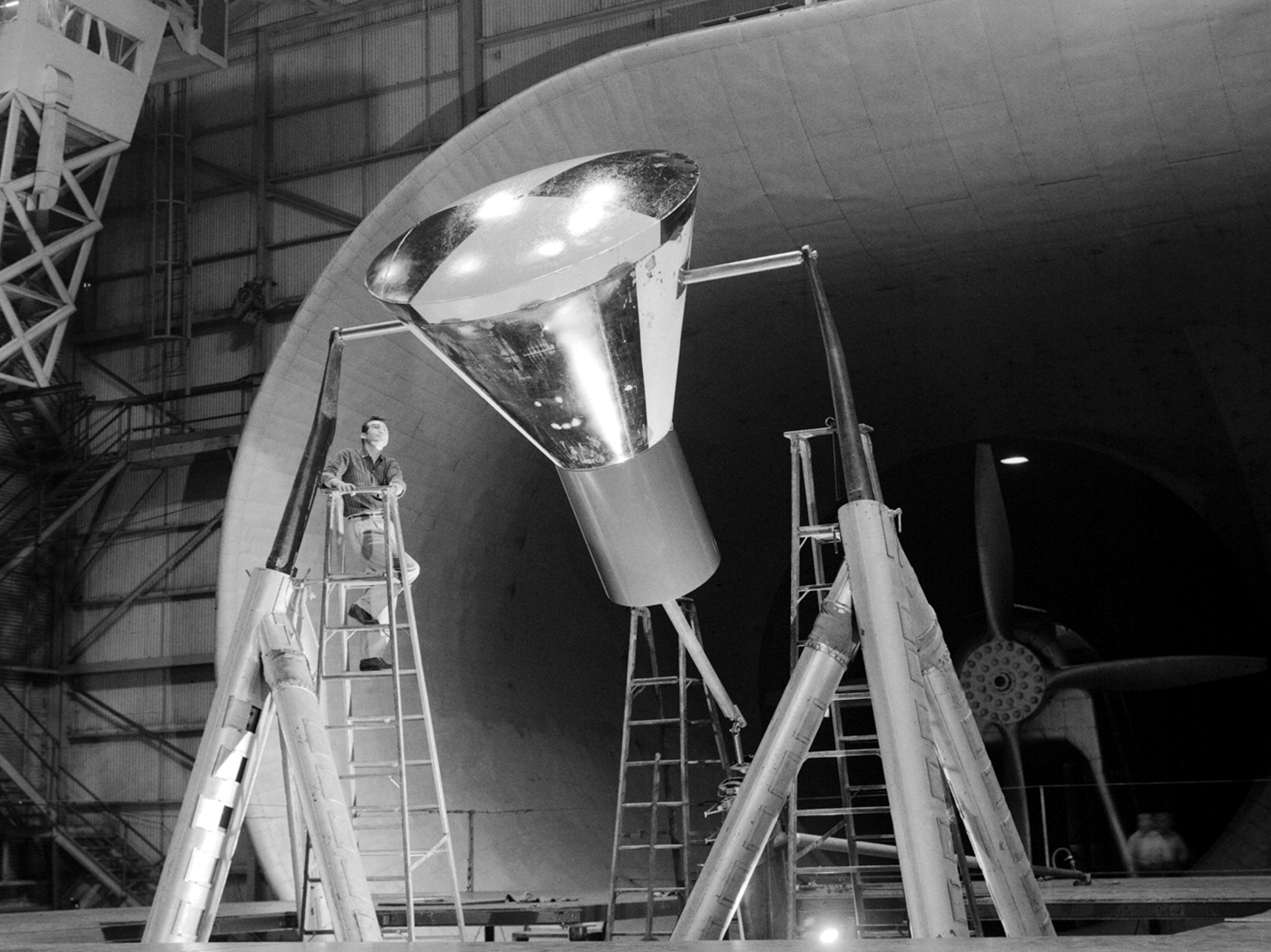
モックアップでの実験。1959年

## 発射機

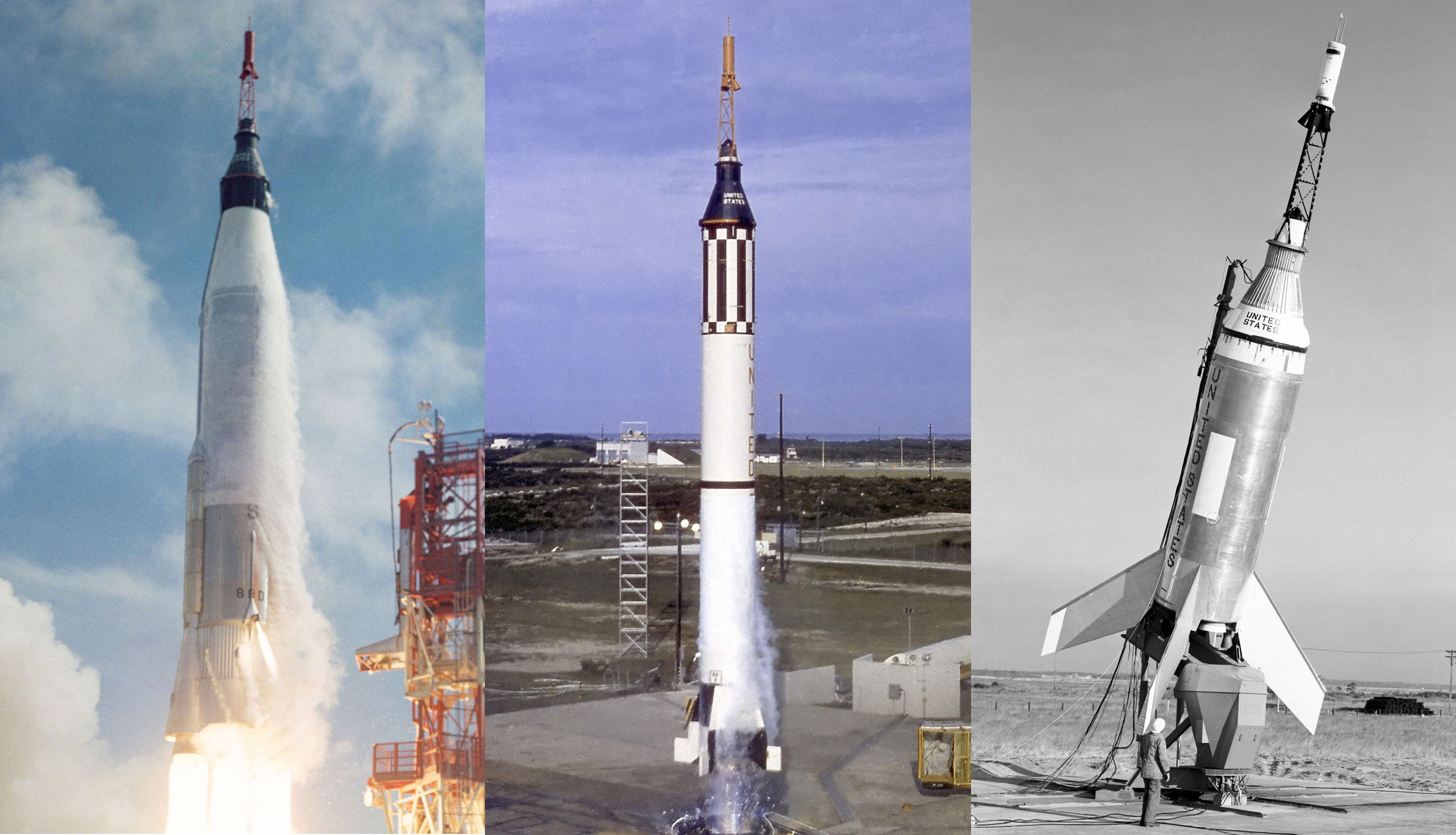
左からマーキュリー・アトラス、マーキュリー・レッドストーン、リトルジョー

マーキュリー計画では2種類の発射用ロケットが使用された。最も重要なのは、軌道飛行に使用されるAtlas LV-3B (アトラスD) ロケットであった。アトラスは1950年代半ばにコンベア社が空軍のために開発したもので、酸化剤には液体酸素 (LOX) を、燃料にはケロシンを使用していた。ロケット自体の全高は20メートルだが、宇宙船と緊急脱出用ロケットを加えると (ロケットと宇宙船の接合部を含む) 29メートルになった。第1段は2基のエンジンからなるスカート部で、ロケット本体から燃料と液体酸素を供給され、発射時には中央の本体ロケットとともに燃焼ガスを噴射し、宇宙船を軌道に投入するのに十分な推力を発生させた。第1段切り離し後は中央の本体ロケットが燃焼を続けた。本体ロケットにはスラスターが装備されジャイロスコープに従って動作した。この2基の小型ロケットは本体側面に設置され、より正確に機体を誘導することを可能にした。外殻はきわめて薄いステンレスで作られているため、機体がゆがんだりしないよう常に燃料またはヘリウムガスで内部から圧力をかけておく必要があった。これは燃料の重量の2パーセントまで機体の重量を削減できることを意味していた。またアトラスDは元々は核弾頭を搭載するために設計されていたので、それより重量のある宇宙船を乗せるためには機体をさらに強化することが求められた。また内蔵された誘導システムは、大型化した機体に合わせて位置を変えなければならなかった。マーキュリー計画後期にはLGM-25C (タイタンII) ミサイルの使用も検討されたが、時期的に間に合わなかった。アトラスはケープ・カナベラルまでは空輸され、発射台までは台車で運ばれ、発射台に到着したら整備塔のクレーンで台車とともに垂直に立たされ、複数のクランプで台に固定された。
もう一つの有人飛行用発射機は1段式で高さ25メートル (宇宙船と緊急脱出用ロケットを含む) のマーキュリー・レッドストーンロケットで、弾道飛行に使用された。燃料はアルコール、酸化剤に液体酸素を使用する液体燃料ロケットだったが推力はわずか34トンしかなかったため、宇宙船を衛星軌道に乗せることはできなかった。レッドストーンは1950年代初頭にドイツのV2ロケットを改良して陸軍のために開発されたものであり、マーキュリーに流用するにあたっては、先端を取り除いて宇宙船との接合部分を設置し発射時の振動を和らげるための素材を使用するなどの改良が施された。ロケットエンジンを製作したのはノースアメリカンで、フィンを作動させることによって進行方向を制御した。その方法は二つあり、一つは機体の底部についている翼を作動させるもの、もう一つはノズルのすぐ下にあるフィンを作動させて燃焼ガスの流れを変えるというものであった (もちろん、この二つを同時に使用することもあった)。アトラスとレッドストーンのどちらにも不具合を感知する自動中止装置が搭載されており、何か異常が発生した場合には自動的に緊急脱出用ロケットを点火するようになっていた。弾道飛行用には当初はレッドストーンの類縁であるジュピターミサイルの使用が検討されたが、1959年7月に予算の問題によりレッドストーンに決定された。
この他に高さ17メートルのリトル・ジョーと呼ばれる小型ロケットも使用された。これは打ち上げ脱出システムの無人テスト用であり、分離用ロケットエンジンを持つモジュール（いわゆるアボートタワー）を取り付けた宇宙船がその上部に据えられた。その主要な目的は、動圧が最大になり宇宙船をロケットから分離させることが最も困難になる、最大動圧点（マックスQ）であっても、システムを機能するものにすることだった。またマックスQは、飛行士が最も激しい振動にさらされる瞬間でもある。リトル・ジョーは固体燃料ロケットを使用し、1958年にNACAによって有人弾道飛行を目的として設計されたが、マーキュリー計画でアトラスDの発射をシミュレートすることを目的に再設計された。機体の製作はノース・アメリカンが行った。発射後に飛行方向を制御する機能は持っていなかったため、発射台を傾けることで目標方向に打ち上げた。最大到達高度はペイロード満載状態で160キロメートルだった。さらにリトル・ジョーのほかに宇宙船追跡ネットワークを検証するためスカウトロケットが一度だけ使用されたことがあったが、発射直後に打ち上げが失敗し地面に激突して機体は破壊された。

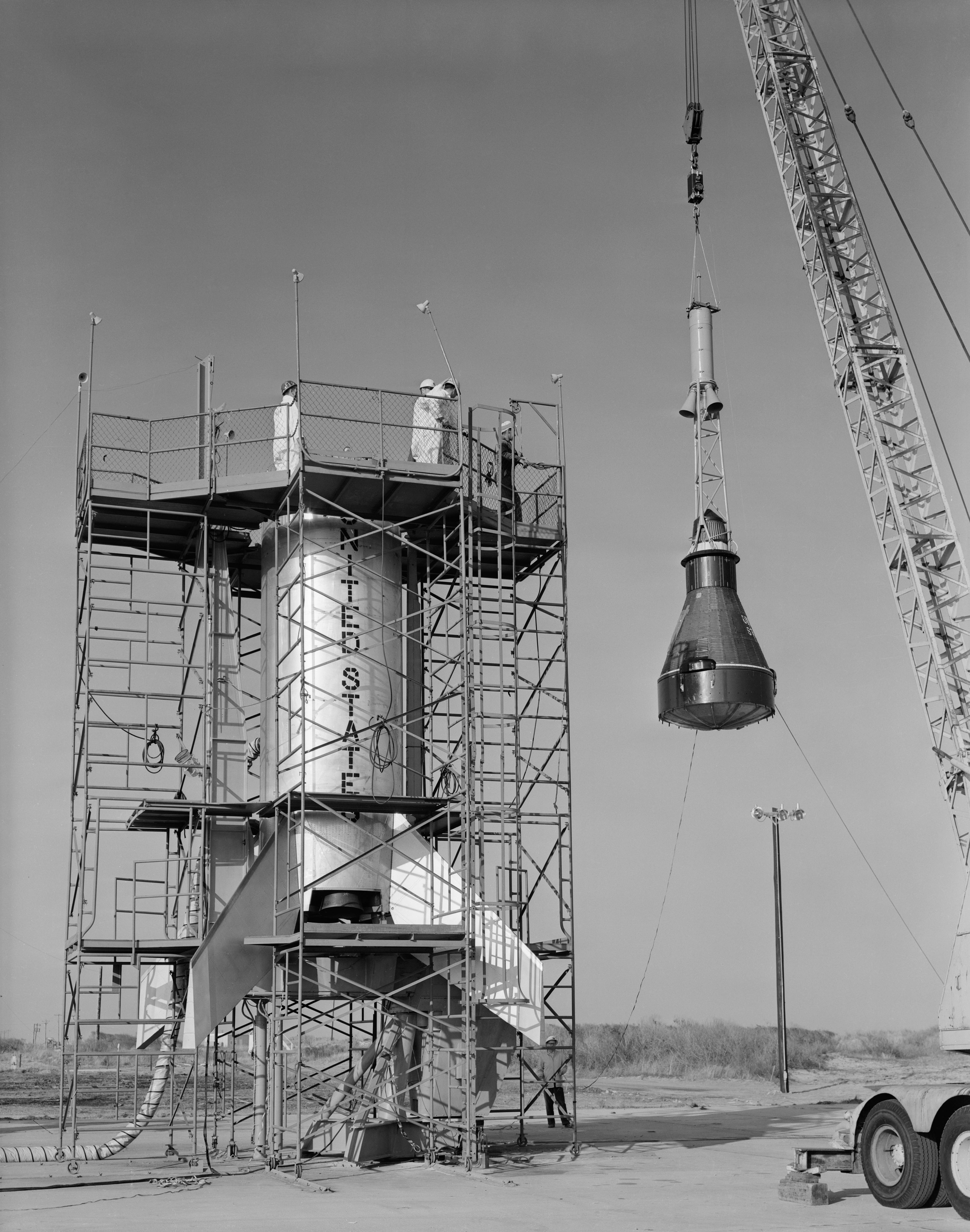
ワロップス島でリトル・ジョーの機体の上に宇宙船を設置する場面

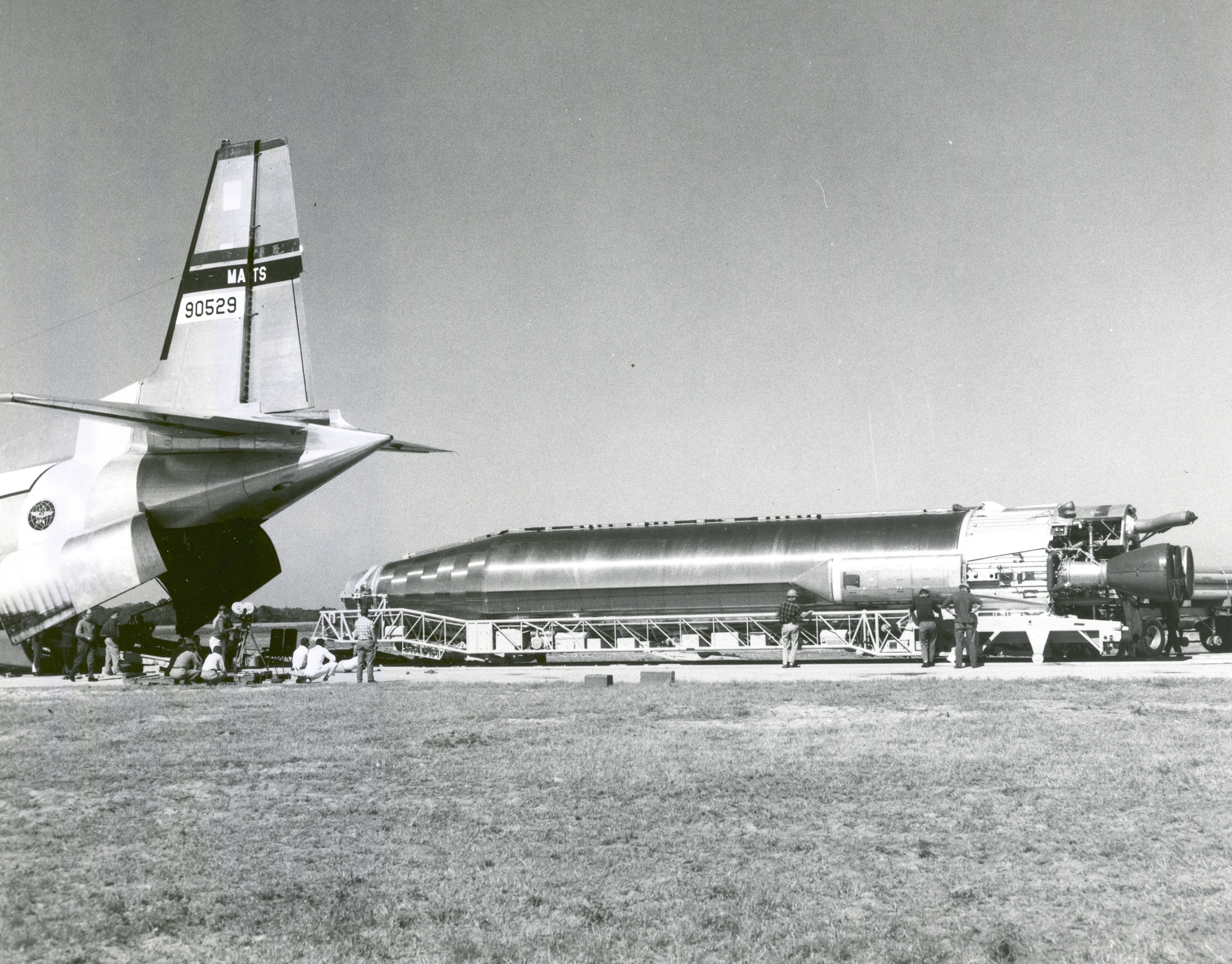
ケープ・カナベラルで、輸送機から降ろされるアトラス
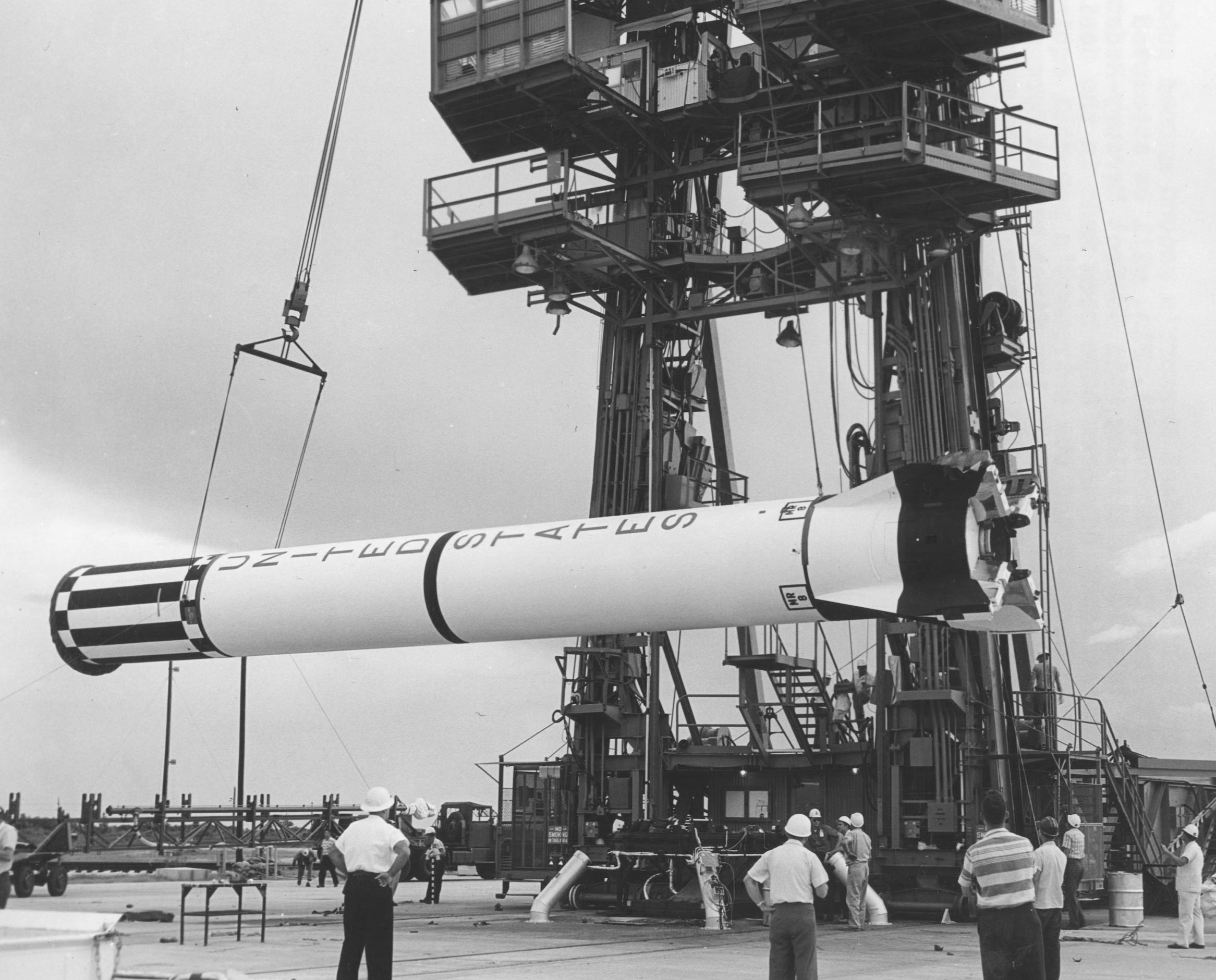
ケープカナベラル空軍基地第5発射施設で、発射台の上に立たされるレッドストーン
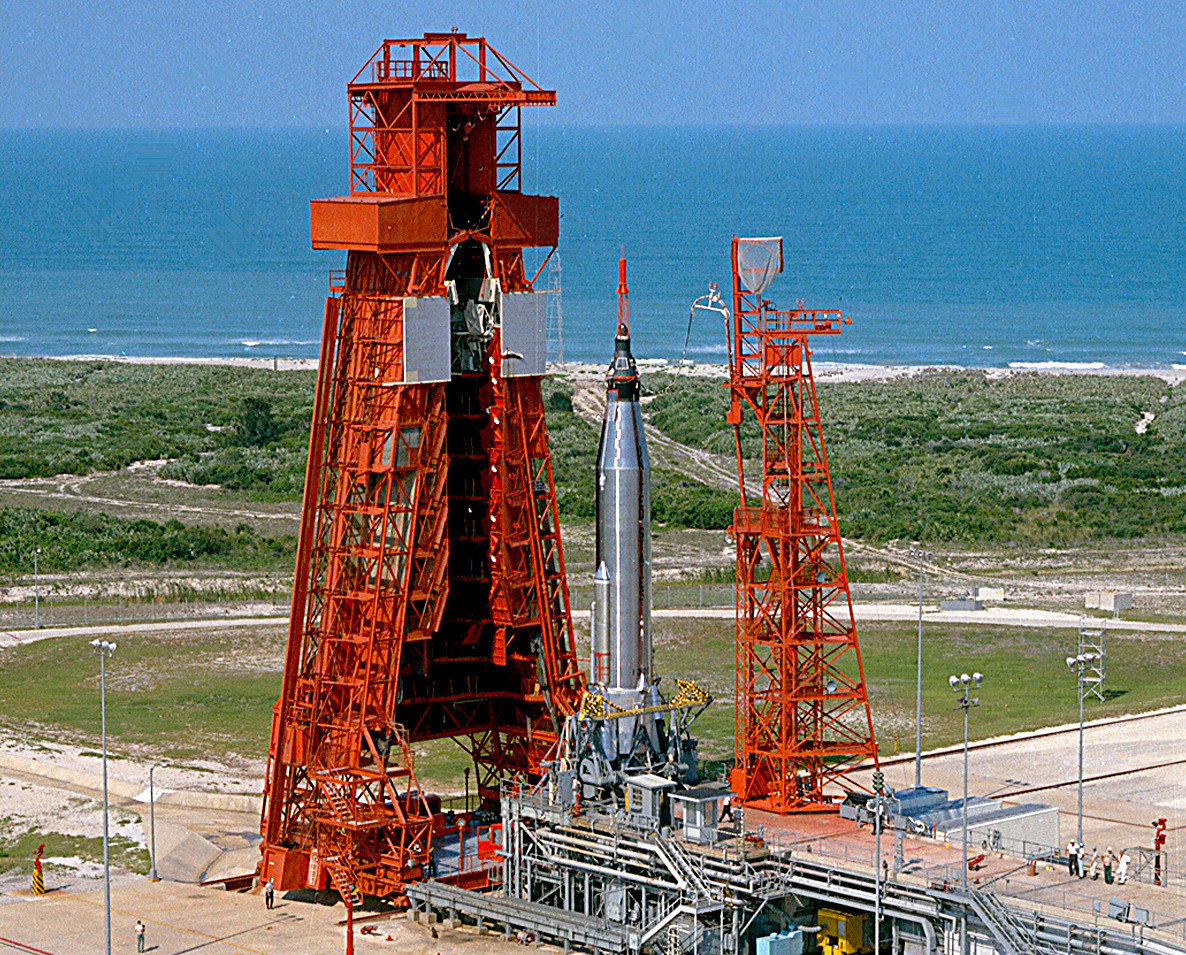
第14発射施設の発射台上のアトラス

## 宇宙飛行士

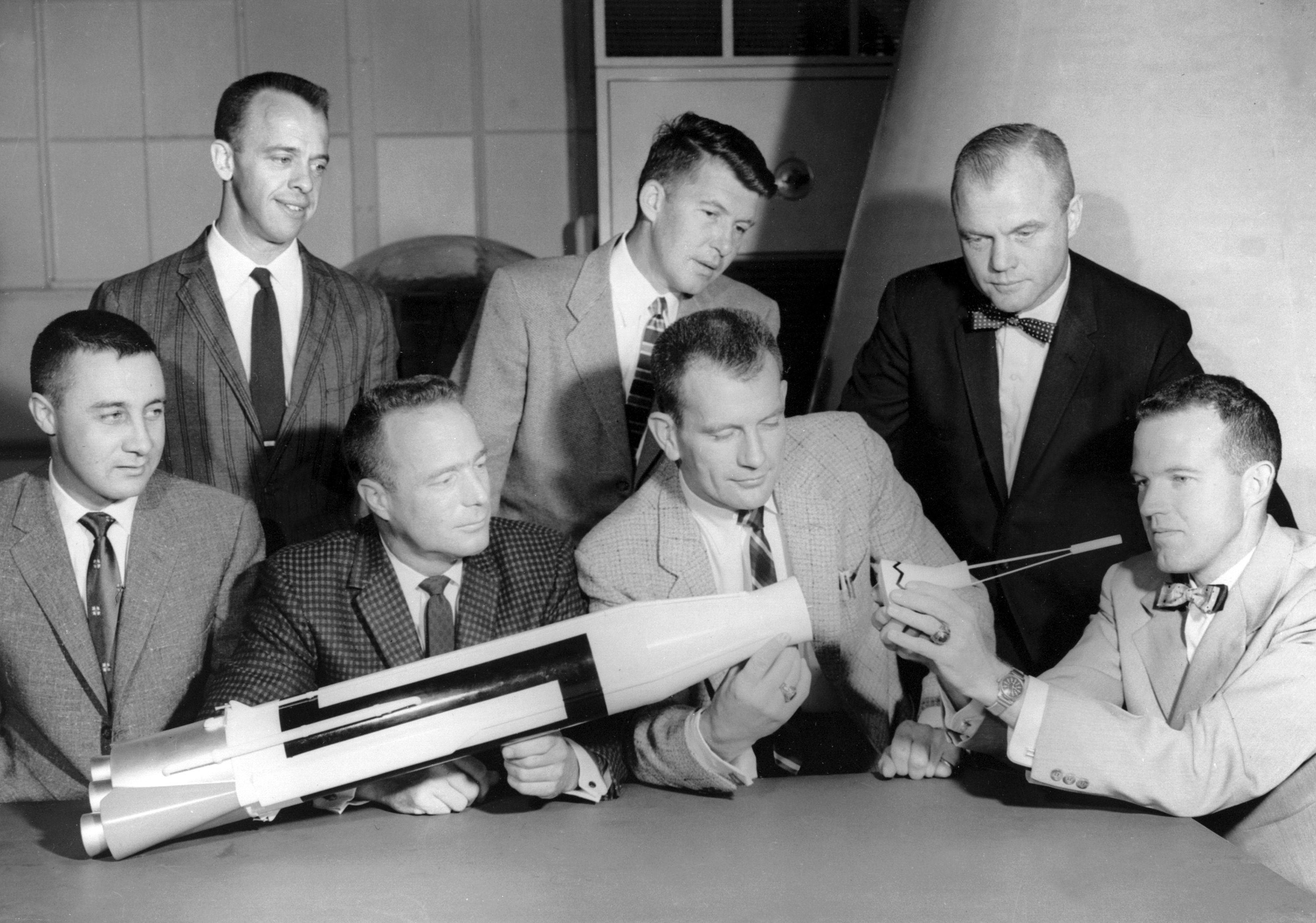
左からグリソム、シェパード、カーペンター、シラー、スレイトン、グレン、クーパー。1962年

1959年4月9日、NASAはマーキュリー・セブンの名で知られる以下の7名の宇宙飛行士を発表した。
- スコット・カーペンター (Malcolm Scott Carpenter 1925年〜2013年 海軍所属)
- ゴードン・クーパー (Leroy Gordon "Gordo" Cooper, Jr. 1927年〜2004年 空軍所属)
- ジョン・ハーシェル・グレン (John Herschel Glenn, Jr. 1921年〜2016年 海兵隊所属)
- ガス・グリソム (Virgil Ivan "Gus" Grissom 1926年〜1967年 空軍所属)
- ウォルター・シラー (Walter Marty "Wally" Schirra, Jr. 1923年〜2007年 海軍所属)
- アラン・シェパード (Alan Bartlett Shepard, Jr. 1923年〜1998年 海軍所属)
- ドナルド・スレイトン (Donald Kent "Deke" Slayton 1924年〜1993年 空軍所属)

1961年5月にシェパードは弾道飛行に成功し、宇宙に行った初めてのアメリカ人となった。彼はアポロ14号でも飛行し、マーキュリー・セブンの中で唯一月面に降り立った。グリソムはアメリカ人として2番目に宇宙に行き、その後のジェミニ計画およびアポロ計画にも参加したが、1967年1月にアポロ1号の事故で死亡した。グレンは1962年2月に地球周回軌道に到達した初めてのアメリカ人となり、その後NASAを引退して政治家となったが、1998年にスペースシャトルSTS-95で飛行士として復活した。スレイトンは健康上の理由でマーキュリーにはついに搭乗できず、1962年からは職員としてNASAに残ったが、1975年にアポロ・ソユーズテスト計画で飛行した。クーパーはマーキュリー最後の飛行で同計画の中では最も長く宇宙に滞在し、またジェミニ計画でも飛行した。カーペンターはマーキュリーが唯一の宇宙飛行となった。シラーはマーキュリーでの3度目の地球周回飛行に搭乗し、ジェミニ計画にも参加した。またその3年後のアポロ7号でも船長を務め、マーキュリー、ジェミニ、アポロの3つの計画で宇宙に行った唯一の飛行士となった。
飛行士らの任務の中には広報活動も含まれており、彼らは報道陣のインタビューに答え、計画に関わる施設を訪れ職員と会話をした。移動を容易にするために、飛行士らはジェット戦闘機の使用を要求した。マスコミの間ではジョン・グレンが最も受けが良く、セブンの代表であるかのように見なされていた。飛行士らは『ライフ』誌に手記を売り、同誌は彼らを愛国的で信心深い家族思いの男であると描写した。飛行士が宇宙にいる間、彼の家に入り家族と接触することが許されたのはライフだけだった。計画中、グリソム、カーペンター、クーパー、シラー、スレイトンらはラングレー空軍基地内またはその近辺で家族とともに過ごしたが、グレンは同基地に単身赴任し週末にワシントンD.C.にいる妻子のところに戻った。シェパードはバージニア州のオセアーナ海軍航空基地で家族とともに生活した。

### 飛行士の選抜と訓練
宇宙飛行士の資格を満たす者は、当初はあらゆるリスクを引き受ける覚悟がある男あるいは女であれば誰でもよいだろうと思われていたが、アイゼンハワーの主張により、アメリカ人で最初に宇宙に乗り込む者は当時508名いたテストパイロットの中から選抜されることになった。しかしながら軍のテストパイロットの中には女性はいなかったため、必然的に飛行士はすべて男性で構成された。またこのときNACAでX-15のテストパイロットをしていた、後に人類初の月面着陸をすることになるニール・アームストロングは、民間人であるという理由で除外された。さらに選抜条件の中には、25歳から40歳までで身長1メートル80センチ以下、さらに科学または技術の分野で学位を持っていることという項目が加えられた。学位の条件が追加されたことにより、実験機X-1の飛行士で人類で初めて音速を突破したチャック・イェーガーなども除外されることになった。イェーガーは後にマーキュリー計画に対しては批判的になり、特に猿を使って実験したことをひどく軽蔑した。 気球で高度31,330メートルの成層圏からスカイダイビングをした世界記録 (当時) を持つジョゼフ・キッティンジャーはすべての条件をクリアしていたが、彼が当時関わっていた超高空ダイビングのプロジェクトを進行させることを選んだため応募しなかった。有資格者の中には、有人宇宙飛行がマーキュリー計画の後にも継続されるとは信じられなかったため辞退した者たちもいた。508名の中から110名が面接で選ばれ、さらにその中から32名が体力および心理テストでふるい分けられた。残った候補者は健康面、視力、聴力が検査され、騒音、振動、加速度、孤独環境、熱などに対する耐性も検査された。特殊な隔離室では、混乱した状況の中で課題をこなす能力があるかを調べられた。また候補者たちは自身に関する500以上の質問を受け、様々な画像を表示され何が見えるかを答えさせられた (白紙を見せられることもあった) 。ジェミニおよびアポロで飛行したジム・ラヴェルは、体力試験で落とされた。これらの試験の後、最終的には6名まで絞り込む予定だったが、7名のままにすることになった。
飛行士らが受けた訓練の中には、選抜試験の項目と重複するものもあった。海軍航空開発センターにある遠心加速器では、発射および帰還時に経験する重力加速度の変化をシミュレーションし、6G以上の加速度を受けたときに必要とされる特殊な呼吸法などを習得した。航空機を使用しての無重力訓練も行われ、初期の段階では複座式戦闘機の後部座席を使用し、後期の段階では貨物機の内部を改造し壁や床にマットを敷き詰めたものが使われた。ルイス飛行推進研究所にある「多軸回転試験慣性装置 (Multi-Axis Spin-Test Inertia Facility, MASTIF)」と呼ばれる設備では、船内にある操縦桿を模したコントローラーを使用して宇宙船の姿勢を制御する訓練が行われた。この他にもプラネタリウムやシミュレーターを使用して、星や地球を基準にして軌道上で正しく姿勢を制御する方法などを学んだ。通信や飛行手順の訓練にはフライトシミュレーターが使用され、最初の段階ではトレーナーが一対一でサポートし、後の段階では飛行士自身でコントロールセンターと連絡を取る訓練をした。着水訓練にはラングレーのプールが使用され、後には実際に海に出て潜水士がつきながらヘリコプターで回収される訓練が行われた。

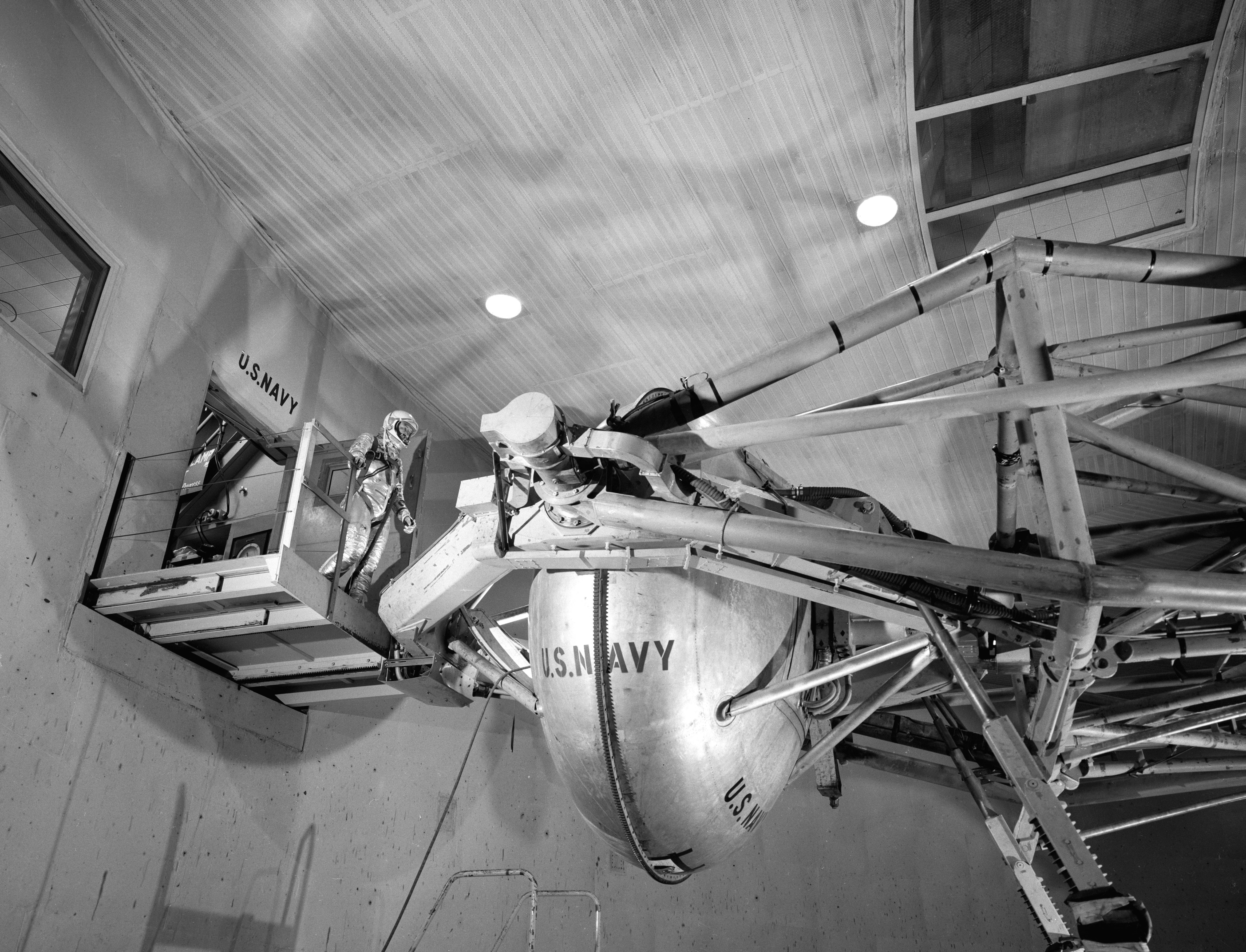
海軍航空開発センターにおける耐G訓練。1960年
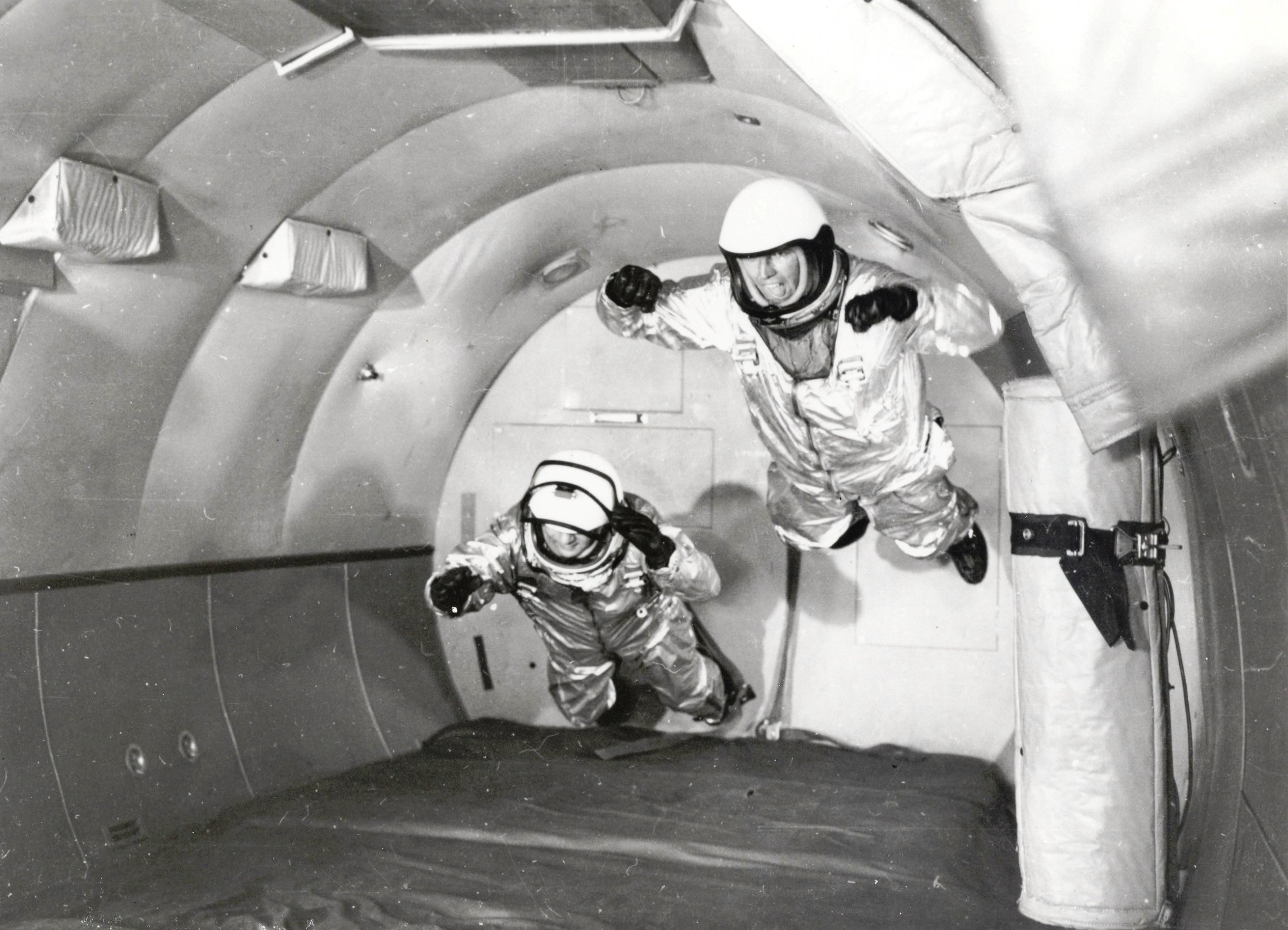
C-131輸送機を使用しての無重力訓練
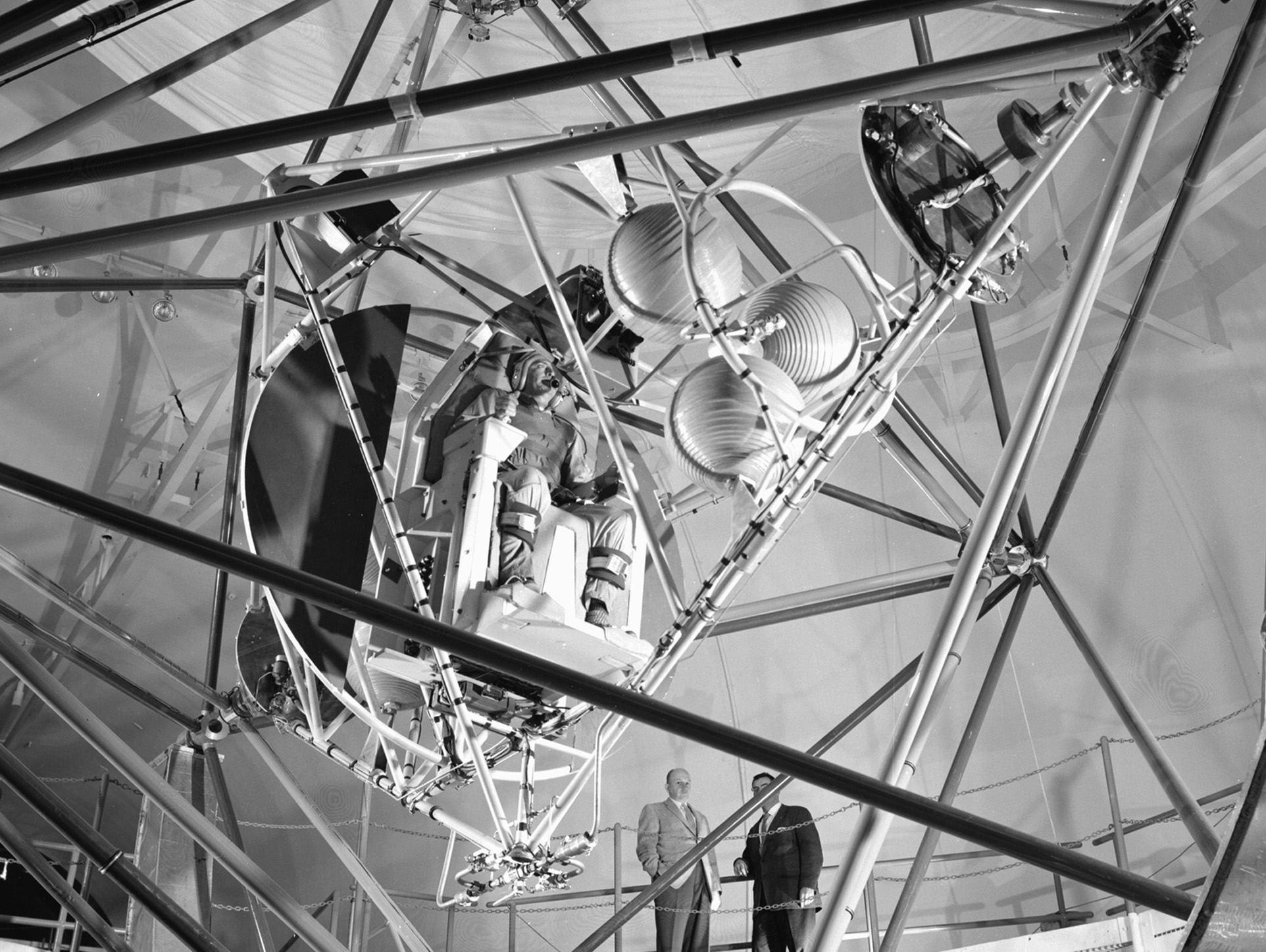
ルイス研究センターのMASTIF
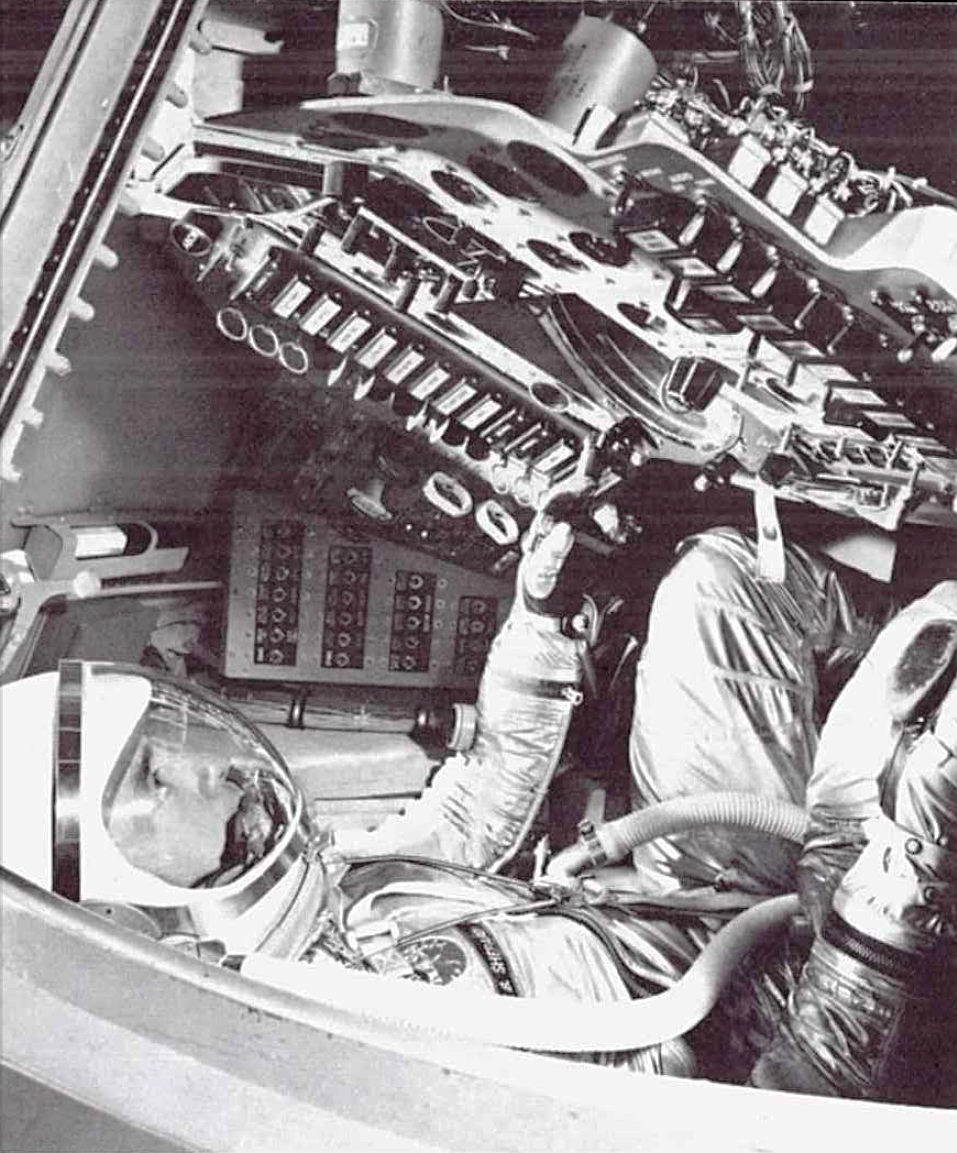
ケープ・カナベラルにおける飛行訓練
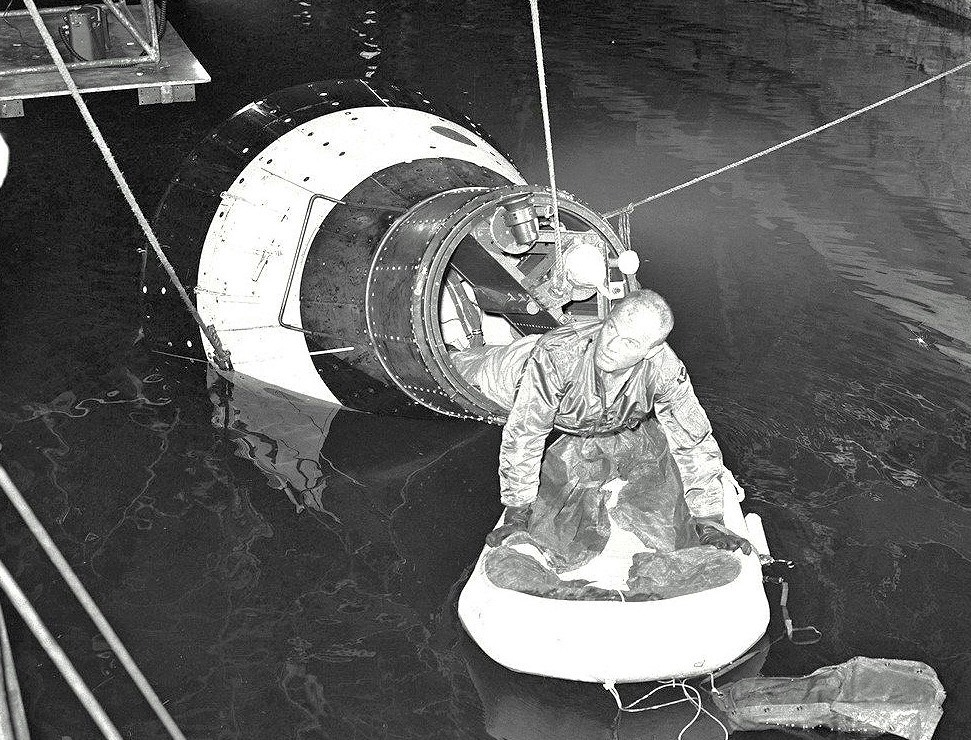
ラングレー調査センターにおける降機訓練

## 計画の詳細

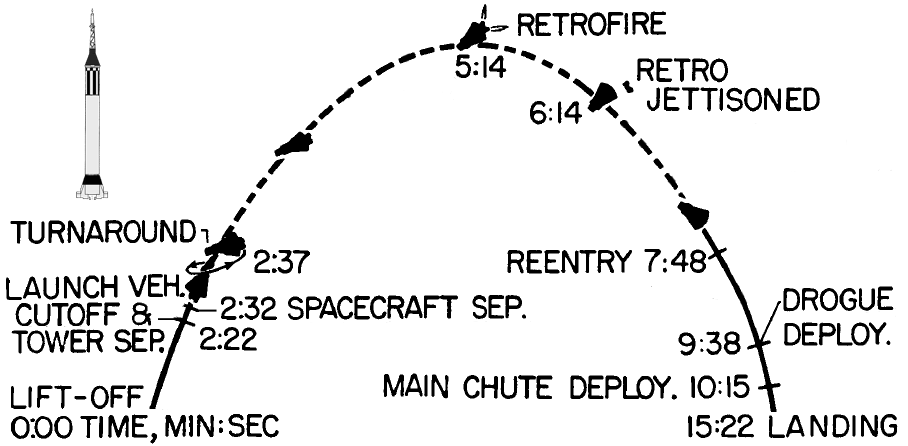
弾道飛行の詳細。点線は無重力の期間を表す。

マーキュリー計画には弾道飛行、軌道 (地球周回) 飛行の二種類の飛行計画があった。弾道飛行にはレッドストーンを使用し、2分30秒の燃焼で宇宙船を高度32海里 (59キロメートル) まで上昇させ、ロケット分離後は放物線を描いて慣性で飛行した。打ち上げ後は自然に落下してくるため逆噴射ロケットは本来は必要なかったが、性能を検証するために点火された。宇宙船は弾道飛行、軌道飛行ともに大西洋に帰還した。着水後には潜水士が機体に姿勢を安定させるための浮き輪を取りつけることになっていたが、弾道飛行では準備が間に合わなかった。弾道飛行では15分間の飛行で高度102〜103海里 (189〜190キロメートル)、軌道飛行距離は262海里 (485キロメートル) に到達した。
計画の準備は主搭乗員と予備搭乗員の選抜よりも1ヶ月先行して行われた。予備搭乗員は主搭乗員に万一のことがあった場合の控えで、すべての訓練を主搭乗員とともに受けた。発射3日前、飛行士は飛行中に排便する可能性を最小限にするために特別食をとりはじめたが、発射当日の朝食にはステーキを食べるのが慣例となっていた。飛行士の体にセンサーをつけ宇宙服を着用させると、船内の環境に適応させるために宇宙服の中に純粋酸素が送り込まれた。発射台にバスで到着すると、飛行士は整備塔に付属するエレベーターでホワイトルームと呼ばれる準備室に行き、作業員に補助され発射の2時間前に宇宙船に乗り込んだ。飛行士の体をシートベルトで座席に固定するとハッチがボルトで締められ、作業員が撤退し整備塔がロケットから離れた。この後、ロケットのタンクに液体酸素が充填された。発射準備および発射後のすべての進行は、カウントダウン (秒読み) と呼ばれる工程表に沿って行われた。発射1日前に予備秒読みが開始され、ロケットや宇宙船のすべてのシステムが点検される。その後15時間中断され、この間に火工品が充填される。この後、軌道飛行の場合は発射6時間半前 (Tマイナス390) に主秒読みが開始され、発射の瞬間 (T0) の瞬間までは数が少なくなり、発射後は軌道投入の瞬間 (Tプラス5分) まで読み上げが続行された。

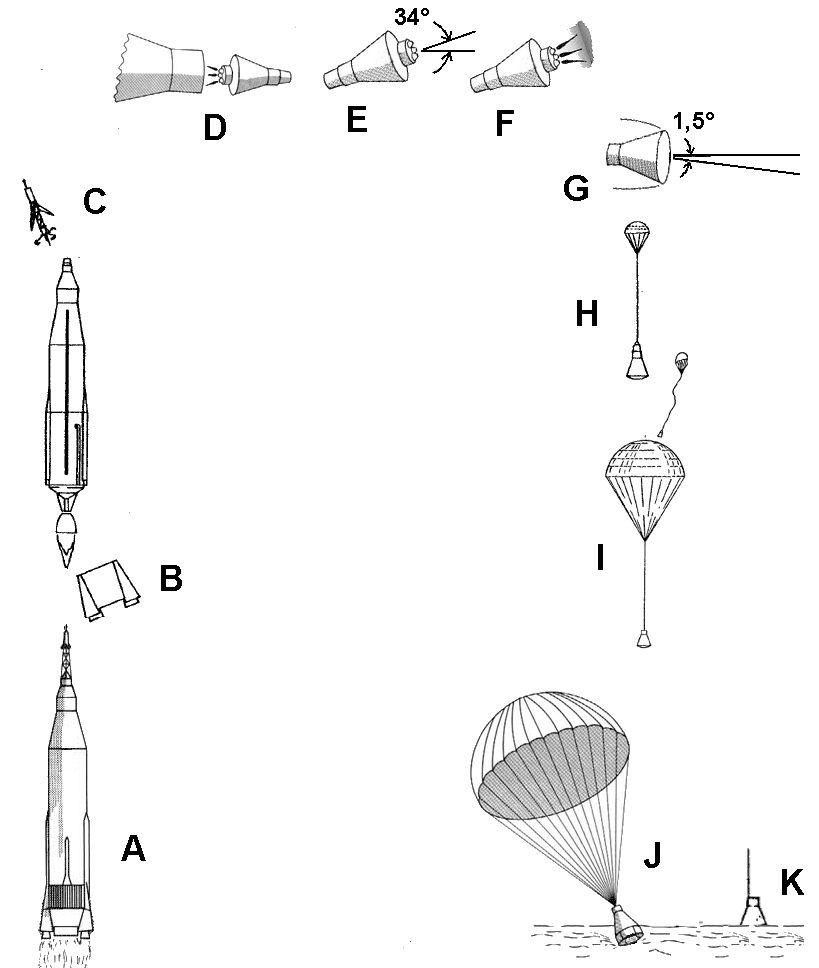
軌道飛行の詳細。AからDまでは発射、EからKまでは帰還および着水。

軌道飛行では、アトラスのエンジンは発射4秒前に点火される。ロケットは留め金で固定されており、十分な推力が発生するとフックが外れて発射台を離れる (A) 。30秒後に動圧が最大になるマックスQに達し、このとき飛行士は激しい振動にさらされることになる。2分10秒後、第1段のスカート部が切り離される (B)。この時点で緊急脱出用ロケットは必要なくなるので、切り離し用ロケットに点火して投棄される (C).。ロケットはその後次第に進路を水平に傾け、発射から5分10秒後、高度87海里 (161キロメートル) で宇宙船が軌道に投入される (D)。ちなみにマーキュリーに限らず、世界の多くの国において人工衛星は地球の自転を利用するために東に向かって発射されるのが通例となっている。ここで3基の切り離し用小型ロケットが1秒間点火され、宇宙船はロケットから離れる。エンジンを停止する直前には、加速度は8Gに達する (弾道飛行では6G)。軌道に投入されると宇宙船は自動的に180° 向きを変え、逆噴射用ロケットを前方にし機首を14.5° 下方に傾けた姿勢になる。機首を下に向けるのは、地上との交信のために必要だからである。いったん軌道に乗ると、宇宙船は帰還のために大気圏再突入をするときを除いて軌道を変更することは不可能になる。地球を1周するのには、通常88分を要する。軌道に投入されるのは近地点と呼ばれる軌道が最も低くなる場所で、高度はおよそ87海里 (161 km) である。逆に最も高くなる (約150海里, 280 km) 場所は遠地点と呼ばれ、地球の反対側になる。帰還の際 (E) には下向きの角度が34° にまで増加される。逆噴射ロケットの燃焼時間は1基が10秒で、一つが点火してからそれぞれ5秒の間隔を置いて次々に噴射される (F)。再突入の間 (G)、飛行士には8G (弾道飛行では11から12G) の加速度が加わる。耐熱保護板の周囲の温度は華氏3,000度 (摂氏1,650度) に達し、またこのとき宇宙船の周囲の空気が高温によりイオン化するため、ブラックアウトと呼ばれる通信が途絶する時間帯が2分間ほど発生する。再突入後、高度2万1,000フィート (6,400メートル) で姿勢を安定させるためのドローグシュートと呼ばれる小型パラシュートが展開し (H)、その後高度1万フィート (3,000メートル) でメインパラシュートが展開する (I)。ロープにかかる張力を低減させるため最初は小さく開き、数秒後に全開する。着水直前、衝撃を和らげるために耐熱保護板の裏にあるエアバッグが展開される (J)。着水するとパラシュートを切り離し、アンテナが伸ばされ艦船やヘリコプターが追跡できるよう電波のビーコンが発信される (K) 。また空から視認しやすくさせるため、緑色の染料が宇宙船の周囲に流される。ヘリが到着すると、潜水士が姿勢を垂直に保つための浮き輪を機体に取りつける。先端部にワイヤーがひっかけられると飛行士が爆発ボルトのスイッチを入れてハッチを吹き飛ばし、飛行士と宇宙船はともにヘリによってホイスト (つり上げ) されて回収される。

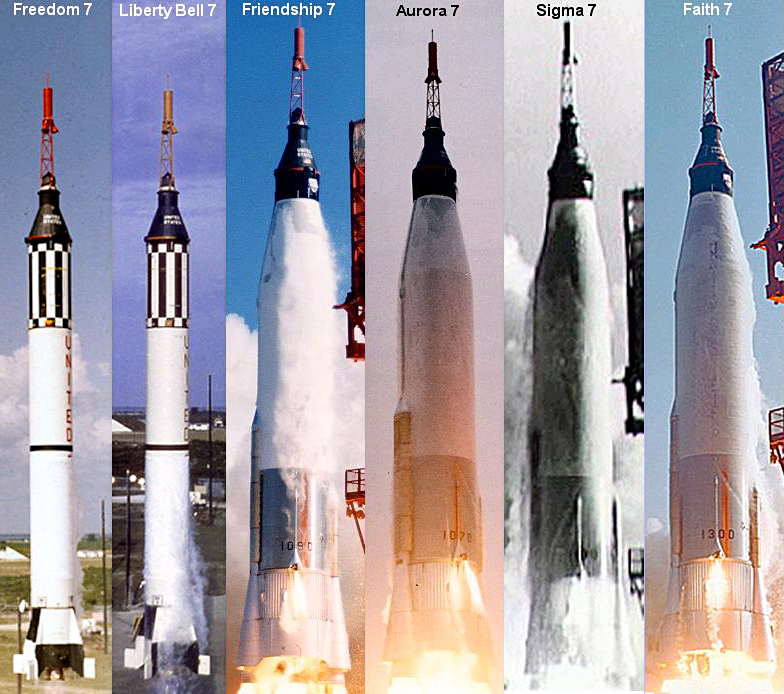
マーキュリーで使用された有人発射機
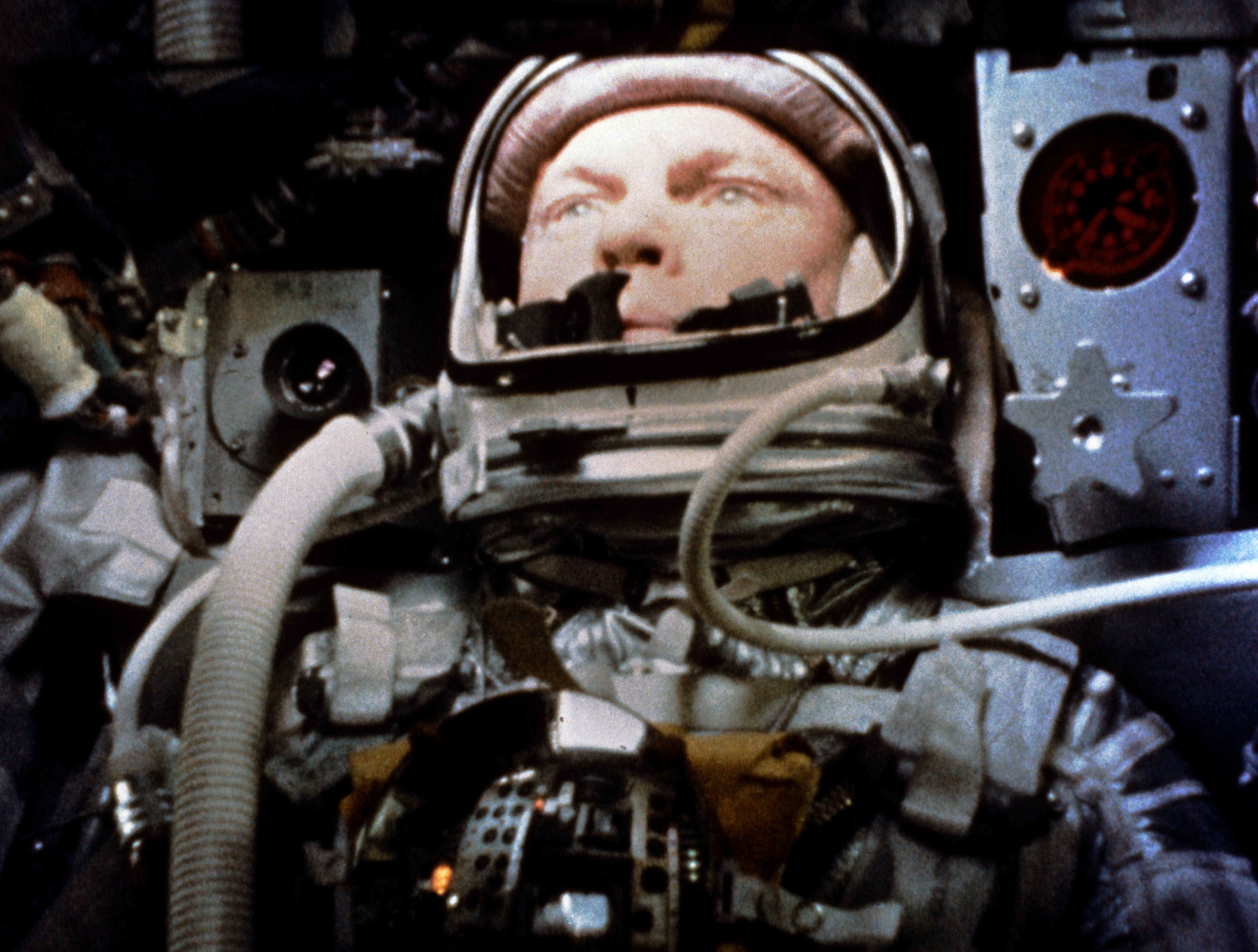
軌道上のジョン・グレン (マーキュリー・アトラス6)
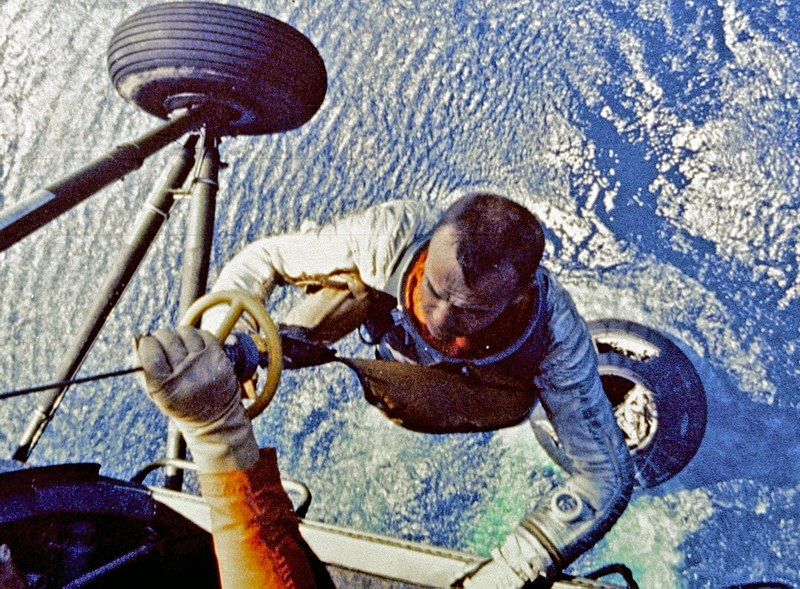
ヘリコプターによる回収作業(マーキュリー・レッドストーン3)

## 地上管制

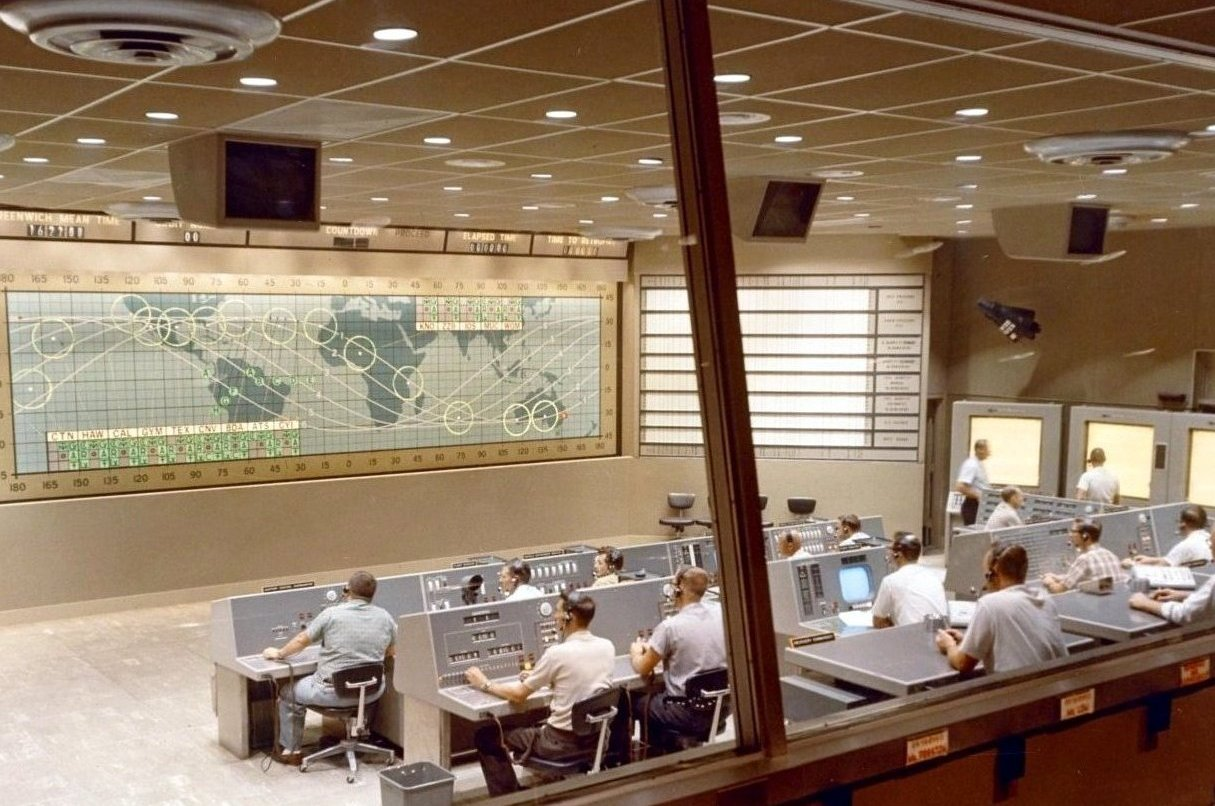
ケープ・カナベラルの管制センター内部 (マーキュリー・アトラス8)

マーキュリー計画を支える人員は通常1万8,000人前後で、そのうち回収作業に関わったのはおよそ1万5,000人だった。その他の人員のほとんどは、世界中にはりめぐらされた宇宙船追跡ネットワークに関わっていた。追跡ネットワークは赤道上に置かれた18の基地からなるもので、1960年中には完成していた人工衛星追跡網を基礎にしていた。その主な役割は宇宙船からデータを収集することと、飛行士と地上の間の双方向の通信を提供することだった。各基地は700海里 (1,300キロメートル) 離れており、宇宙船がその間を通過するには通常7分を要した。また他の飛行士たちには宇宙船通信担当官 (Capsule Communicator, CAPCOM) の任務が割り当てられ、軌道上にいる飛行士との通信連絡を担当した。宇宙船から送られてきたデータはゴダード宇宙センターで処理された後にケープ・カナベラルのマーキュリー管制センターに送られ、管制室にある世界地図の両側に表示された。地図上には宇宙船の現在位置と、緊急事態が発生した場合に30分以内に帰還できる位置が示されていた。

## 飛行

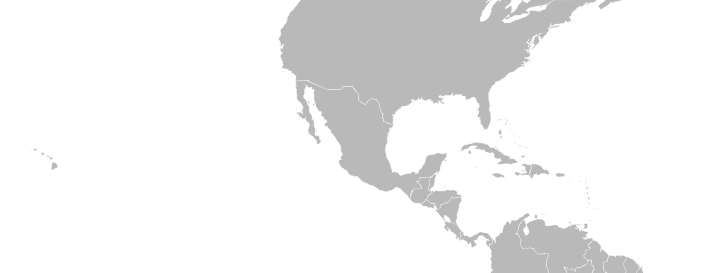
マーキュリー計画における着水点

1961年4月12日、ソ連のユーリ・ガガーリンが地球周回飛行に成功し、人類初の宇宙飛行士となった。その3週間後の5月5日、アラン・シェパードが弾道飛行に成功し、アメリカ初の宇宙飛行士となった。アメリカが地球周回飛行に成功したのは1962年2月20日のことで、マーキュリー3人目の飛行士ジョン・グレンが軌道に到達したが、これ以前の1961年8月にはソ連の2人目の飛行士ゲルマン・チトフがすでに1日間の飛行に成功していた。マーキュリーでは1963年5月16日までにさらに3度の発射が行われ、最後の飛行では1日間で地球を22周したものの、その翌月に行われたボストーク計画最後の飛行ボストーク5号では、ほぼ5日間で地球を82周する当時の最長記録を打ち立てていた。

### 有人飛行
マーキュリーにおける有人飛行はすべて成功裏に終了した。主な医療的問題は、単純な個人衛生と飛行後の起立性低血圧が発生しただけだった。発射用ロケットは無人試験の段階から継続して使用されてきたため、有人飛行の計画番号は1からは始まらなかった。また2種類の異なるロケットが使用されたため、飛行計画にもMR (マーキュリー・レッドストーン、弾道飛行) とMA (マーキュリー・アトラス、軌道飛行) の2種類の名称が与えられることになったが、飛行士たちはパイロットの伝統に従っておのおのの宇宙船に独自に名前をつけていたため、MR、MAの名称は一般的には用いられることは少なかった。また飛行士らが与えた名称には、7名の宇宙飛行士を記念して末尾に"7"がつけられた。マーキュリー・レッドストーンはケープカナベラル空軍基地第5発射施設から、マーキュリー・アトラスはケープ・カナベラル空軍基地第14発射施設から打ち上げられた。時計には現地時間よりも5時間進んでいる協定世界時が使用された。
| データ                                | データ          | データ       | データ                 | データ             | データ        | データ      | データ      | データ          | データ                   |
| 計画                                  | 識別名          | 飛行士       | 発射時間               | 飛行時間           | 地球周回 回数 | 遠地点 (km) | 近地点 (km) | 最大速度 (km/h) | 予定着水点 との誤差 (km) |
| ------------------------------------- | --------------- | ------------ | ---------------------- | ------------------ | ------------- | ----------- | ----------- | --------------- | ------------------------ |
| マーキュリー・レッドストーン3号 (MR3) | フリーダム7     | シェパード   | 1961年5月5日 14時34分  | 15分22秒           | 0             | 188         | —           | 8,262           | 5.6                      |
| マーキュリー・レッドストーン4号 (MR4) | リバティ・ベル7 | グリソム     | 1961年7月21日 12時20分 | 15分37秒           | 0             | 190         | —           | 8,317           | 9.3                      |
| マーキュリー・アトラス6号 (MA6)       | フレンドシップ7 | グレン       | 1962年2月20日 14時47分 | 4時間55分23秒      | 3             | 261         | 161         | 28,234          | 74                       |
| マーキュリー・アトラス7号 (MA7)       | オーロラ7       | カーペンター | 1962年5月24日 12時45分 | 4時間56分5秒       | 3             | 269         | 161         | 28,242          | 400                      |
| マーキュリー・アトラス8号 (MA8)       | シグマ7         | シラー       | 1962年10月3日 12時15分 | 9時間13分15秒      | 6             | 283         | 161         | 28,257          | 7.4                      |
| マーキュリー・アトラス9号 (MA9)       | フェイス7       | クーパー     | 1963年5月15日 13時04分 | 1日 10時間19分49秒 | 22            | 267         | 161         | 28,239          | 8.1                      |

| 備考                            | 備考 |
| ------------------------------- | --- |
| マーキュリー・レッドストーン3号 | アメリカ初の有人宇宙飛行。 空母レイク・シャンプレインが回収。 |
| マーキュリー・レッドストーン4号 | 回収作業中に不意にハッチが開いたため海水が浸入して沈没。空母ランドルフが回収作業に当たる。 |
| マーキュリー・アトラス6号       | アメリカ初の地球周回飛行。逆噴射ロケットを装着したまま大気圏に再突入。フリゲート艦ノア (Noa) が回収。                                                                                         |
| マーキュリー・アトラス7号       | スレイトンに替わりカーペンターが飛行。駆逐艦ファラガットが回収。 |
| マーキュリー・アトラス8号       | 最も狂いなく計画通りに進行した。操縦テストを実行。空母キアサージが回収。 |
| マーキュリー・アトラス9号       | アメリカ初の1日以上の宇宙滞在。アメリカ最後の単独での宇宙飛行。空母キアサージが回収。 |
| 回収方法の違い                  | MA6では宇宙船と飛行士がヘリコプターによって直接ホイストされた (釣り上げられた) 。MA8では宇宙船と飛行士が船まで曳航された。MA9では宇宙船は飛行士を乗せたままヘリで釣り上げられ船まで運ばれた。 |

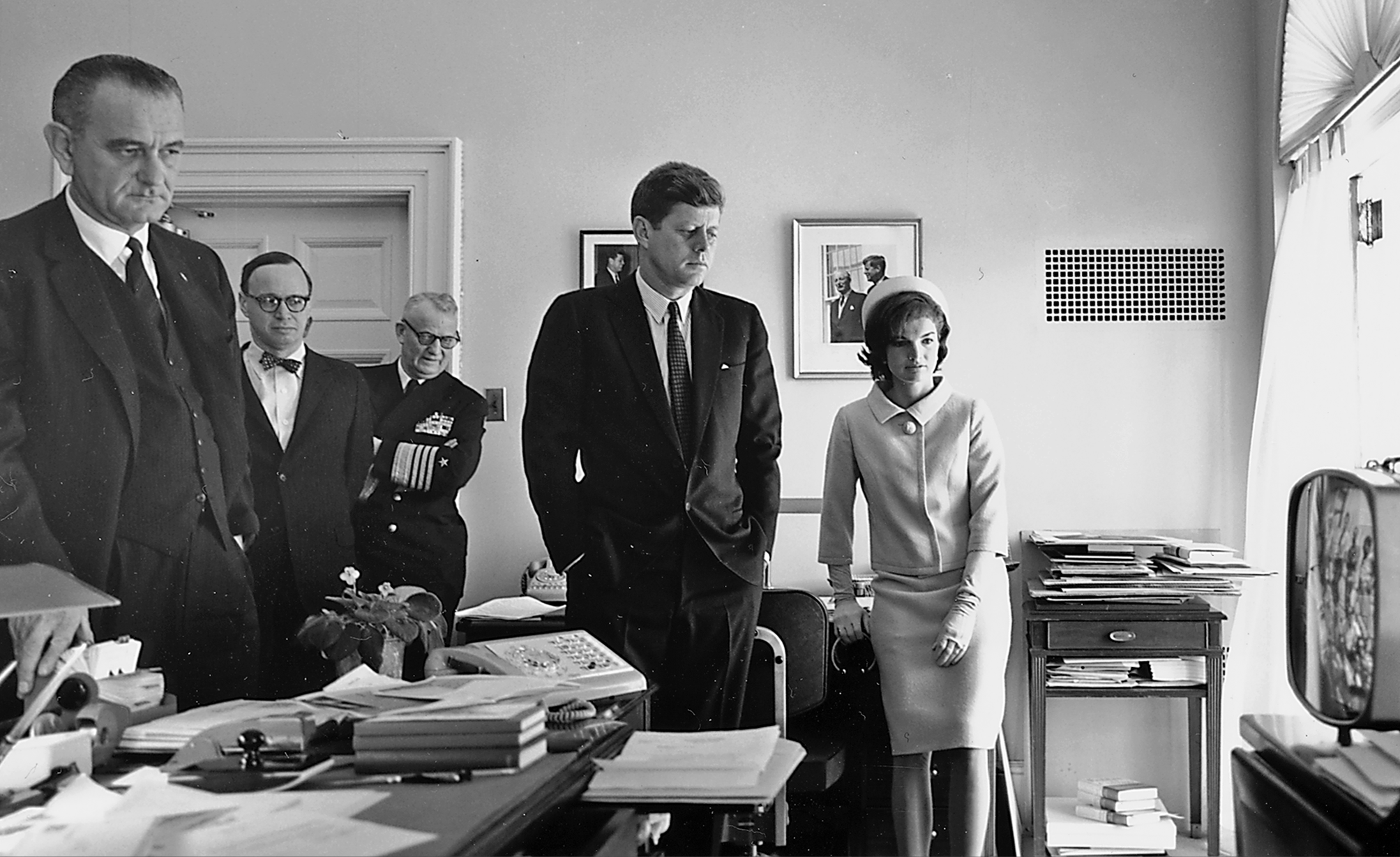
ホワイトハウスでシェパードの飛行をテレビで見るケネディ大統領
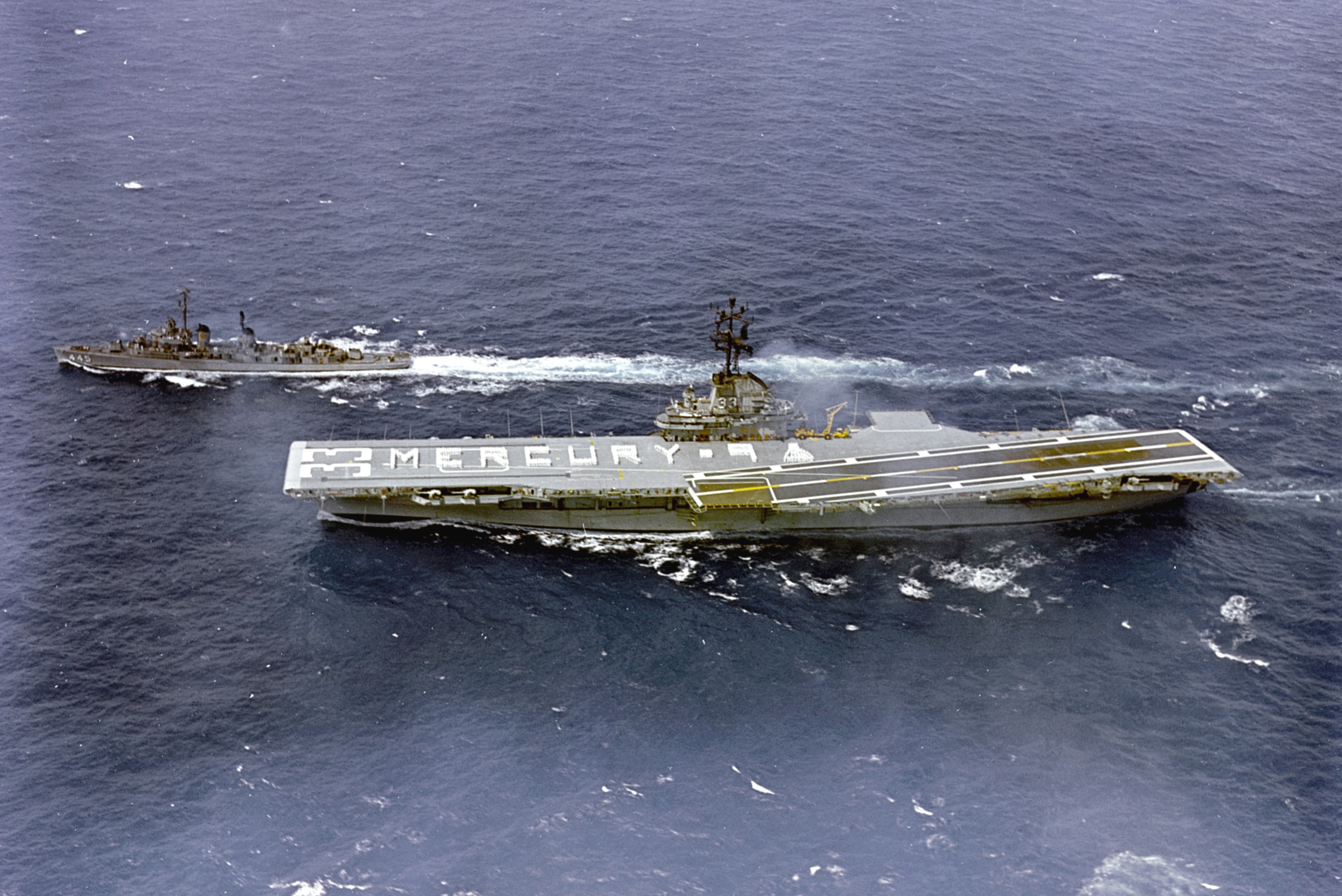
空母キアサージの甲板でマーキュリー9の人文字を作る船員たち
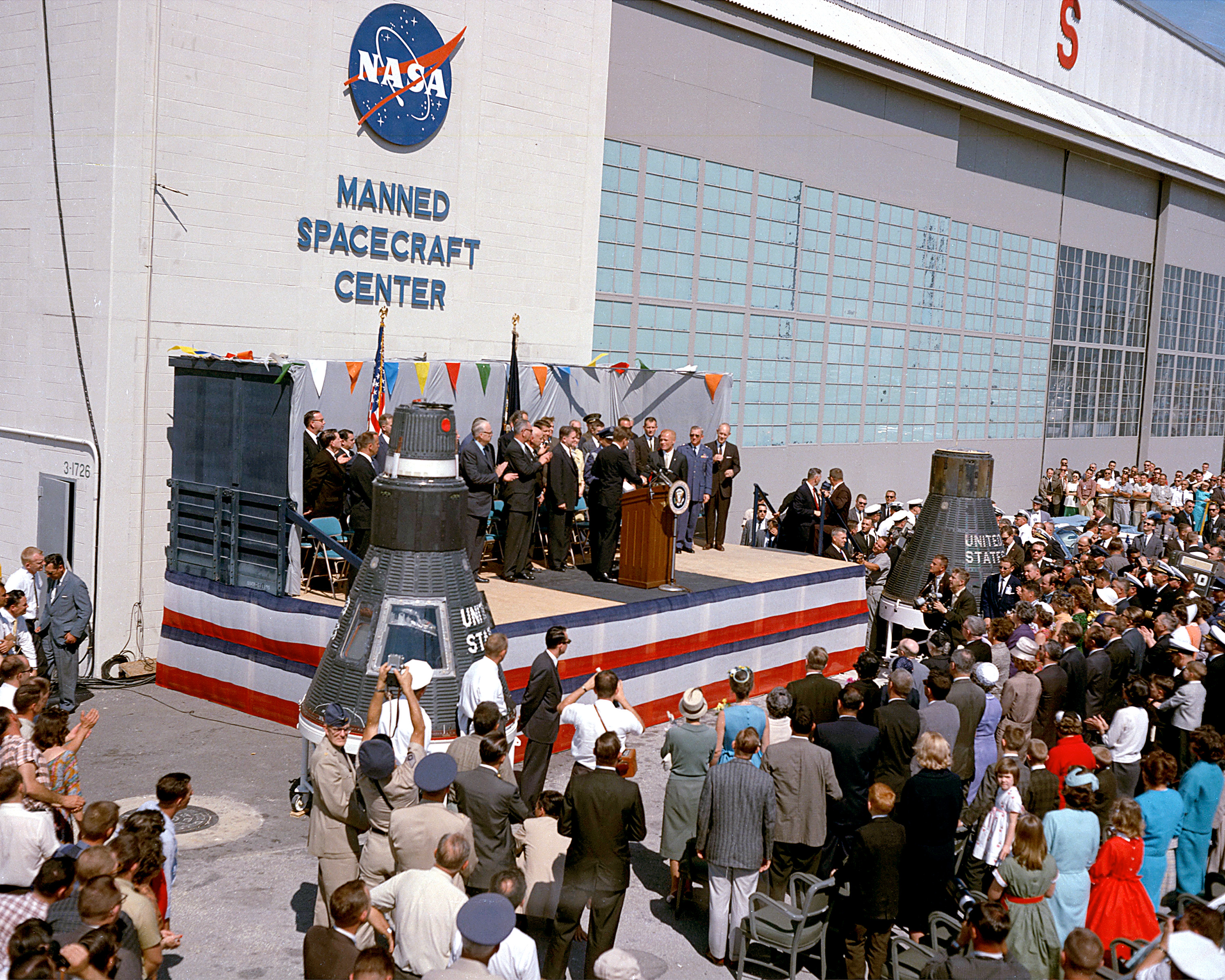
大統領に表彰されるジョン・グレン

### 無人飛行
無人飛行ではリトル・ジョー、レッドストーン、アトラスが使用され、発射機、脱出システム、宇宙船および追跡ネットワークの開発が行われた。地上追跡ネットワークを試験するため1度だけスカウト・ロケットを使用して無人機の発射が試みられたが、失敗して軌道に到達することはなかった。リトル・ジョーを使用したものでは8度の飛行で7機の機体が打ち上げられ、そのうちの3度が成功した。2度目のリトル・ジョーの飛行にはリトル・ジョー6の名称が与えられたが、これは最初の5機がすでに他の飛行に割り当てられた後で計画に挿入されたことによるものであった。
| 計画名                                  | 発射日時       | 飛行時間      | 備考 |
| --------------------------------------- | -------------- | ------------- | --- |
| リトル・ジョー1号                       | 1959年8月21日  | 20秒          | 失敗。緊急脱出用ロケットの試験を行う予定だったが、電気系統の故障のため発射30分前に脱出ロケットが点火してしまい、ロケット本体を地上に残したまま宇宙船と脱出ロケットが発射されてしまった。 |
| ビッグ・ジョー1号                       | 1959年9月9日   | 13分00秒      | 一部成功。耐熱保護板およびアトラスと宇宙船の接続部分のテストが行われた。マーキュリー・アトラスとしては実質的にこれが初めての飛行となった。ケープ・カナベラル南東2,407キロメートルの洋上でUSSストロングが回収。高度105キロメートルに到達し、耐熱保護板の性能が検証された。                               |
| リトル・ジョー6号                       | 1959年10月4日  | 5分10秒       | 宇宙船の空力特性および総合試験。一部が成功。追加の試験は行われなかった。 |
| リトル・ジョー1A号                      | 1959年11月4日  | 8分11秒       | 宇宙船の模型を使用して飛行中における脱出ロケットの試験が行われ、一部が成功。ロケットが点火した時間が予定より10秒遅れた。ワロップス島南東18.5キロメートル沖合でUSSオポチューンが回収。 |
| リトル・ジョー2号                       | 1959年12月4日  | 11分6秒       | 脱出ロケットの試験として霊長類を乗せて行われ、成功した。サムという名のアカゲザルを搭乗させ、高高度に到達させた。ヴァージニア州ワロップス島南東312キロメートル沖合でUSSボリーが回収。高度85キロメートルに到達。                                                                                          |
| リトル・ジョー1B号                      | 1960年1月21日  | 8分35秒       | 模型の宇宙船に猿を乗せ、マックスQにおける脱出ロケットの試験が行われ成功した。搭乗させたのはミス・サムという名のアカゲザルだった。高度15キロメートルに到達。 |
| 海岸での脱出ロケット発射                | 1960年5月9日   | 1分31秒       | 脱出ロケットのみの発射試験。成功。 |
| マーキュリー・アトラス1号 (MA1)         | 1960年1月29日  | 3分18秒       | 宇宙船とアトラスの組み合わせとして発射されたが、マックスQで爆発して失敗。重量削減のためにビッグ・ジョー以来アトラスの外殻は薄く作られるようになっていたが、これが機体崩壊の原因を招いた。次のアトラスは一時的対応として機体が強化されたが、一方で残りのものはビッグ・ジョーと同じ機体特性で製造された。 |
| リトル・ジョー5号                       | 1960年11月8日  | 2分22秒       | 実機の宇宙船を使用しての初の脱出ロケット試験を行ったが、失敗した。宇宙船との接合部が空気抵抗で変形した上に配線が間違っていたため脱出ロケットが予定よりも早く点火し、さらに発射ロケットから切り離すことにも失敗した。接合部はその後ロケットスレッドで検査された。高度16キロメートルに到達。              |
| マーキュリー・レッドストーン1号 (MR1)   | 1960年11月21日 | 2秒           | 実機の宇宙船を使用してのマックスQにおける性能試験を行う予定だったが失敗。配線が誤っていたため点火後2秒でレッドストーンのエンジンが停止し、ロケットは10センチメートル上昇してまた発射台に戻った。 |
| マーキュリー・レッドストーン1A号 (MR1A) | 1960年12月19日 | 15分45秒      | マーキュリー・レッドストーンの組み合わせとしての性能試験を行い、成功。MRとしての初の飛行。空母ヴァリー・フォージが回収。高度210キロメートルに到達。 |
| マーキュリー・レッドストーン2号 (MR2)   | 1961年1月31日  | 16分39秒      | ハムという名のチンパンジーを乗せて弾道飛行を行う。USSドナー (LSD-20) がケープ・カナベラル南東679キロメートル沖合で回収。 |
| マーキュリー・アトラス2号 (MA2)         | 1961年2月21日  | 17分56秒      | マーキュリー・アトラス接続部の試験。USSドナーがケープ・カナベラル南東2,305キロメートル沖合で回収。 |
| リトル・ジョー5A号                      | 1961年3月18日  | 23分48秒      | 実機の宇宙船を使用しての2度目の脱出ロケット試験。一部成功。予定より14秒早く脱出ロケットが点火し、宇宙船を発射ロケットから切り離すことに失敗した。 |
| マーキュリー・レッドストーンBD号        | 1961年3月24日  | 8分23秒       | レッドストーン最後の試験飛行 (BDはBooster Development、『ロケットの開発』の意味)。 |
| マーキュリー・アトラス3号 (MA3)         | 1961年4月25日  | 7分19秒       | ロボットの飛行士を乗せての軌道飛行 (弾道飛行より向上)を行う予定だったが失敗。軌道に乗らないことが分かった時点で破壊された。模型の宇宙船は回収され、MA4で再使用された。 |
| リトル・ジョー5B号                      | 1961年4月28日  | 5分25秒       | 実機の宇宙船を使用しての3度めの脱出ロケット試験。成功。リトル・ジョー計画の終了。 |
| (1961年5月〜7月、有人弾道飛行)          |                |               | |
| マーキュリー・アトラス4号 (MA4)         | 1961年9月13日  | 1時間49分20秒 | ロボットの飛行士を搭乗させての軌道上における環境制御装置の試験。成功。地球を1周し、データを地上に送信。計画における初の軌道飛行。バミューダ諸島東方283キロメートルの洋上でUSSディケーター (DD-936) が回収。                                                                                             |
| マーキュリー・スカウト1号 (MS1)         | 1961年11月1日  | 44秒          | 宇宙船追跡ネットワークの検査を試みるも失敗。誘導システムが故障した後に中止される。追跡ネットワークのデータはMA4とMA5のものが流用された。 |
| マーキュリー・アトラス5号 (MA5)         | 1961年11月29日 | 3時間20分59秒 | エノスという名のチンパンジーを搭乗させての環境制御装置の試験を行い、成功。軌道を2周し、同装置が人間を搭乗させても十分に機能することを証明した。マーキュリー・アトラス最後の試験飛行。バミューダ南東410キロメートルの洋上でUSSストームスが回収した。                                                     |
| (1962年2月〜1963年5月、有人軌道飛行)    |                |               | |

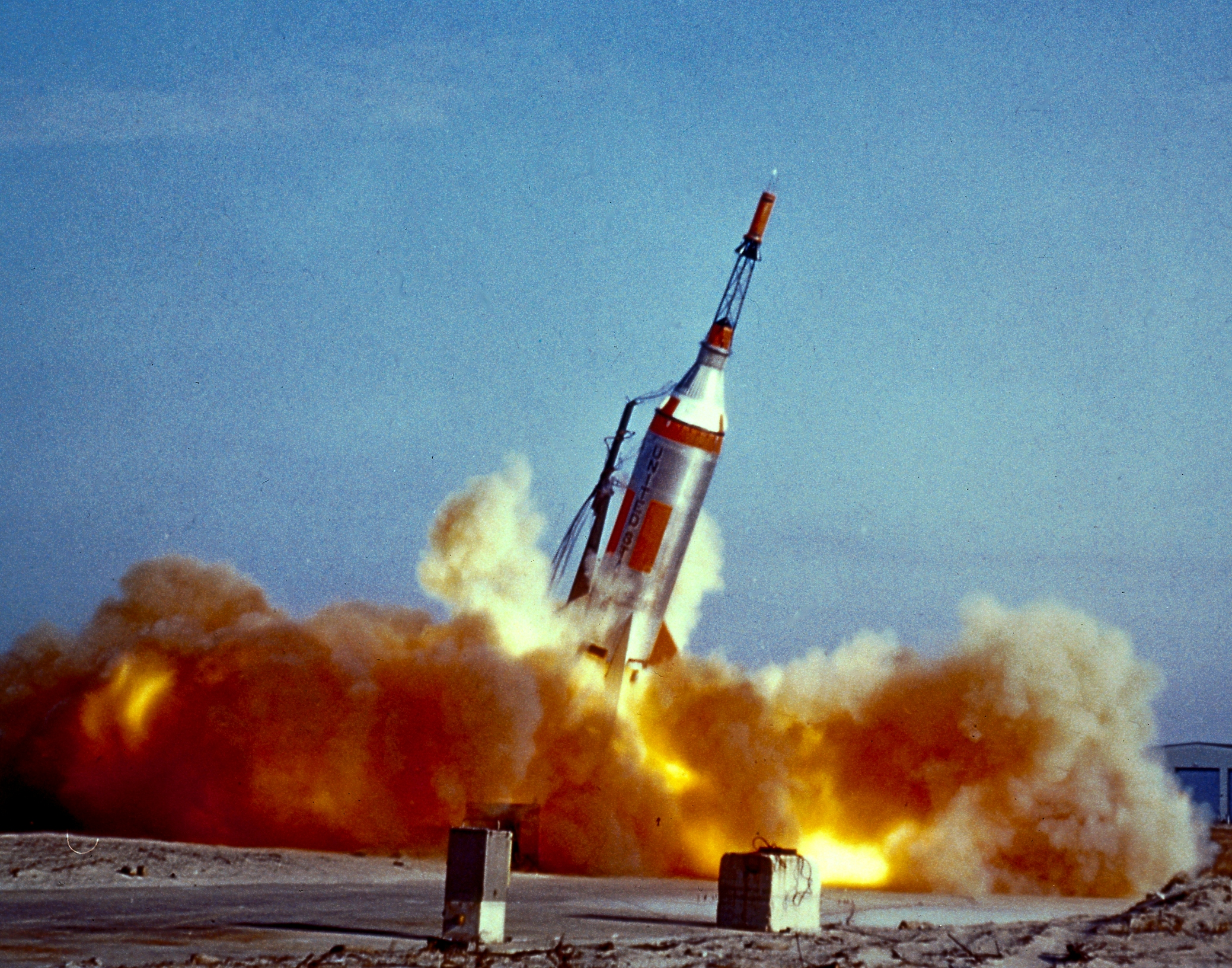
ミス・サムを乗せて発射台を離れるリトル・ジョー1B。1960年
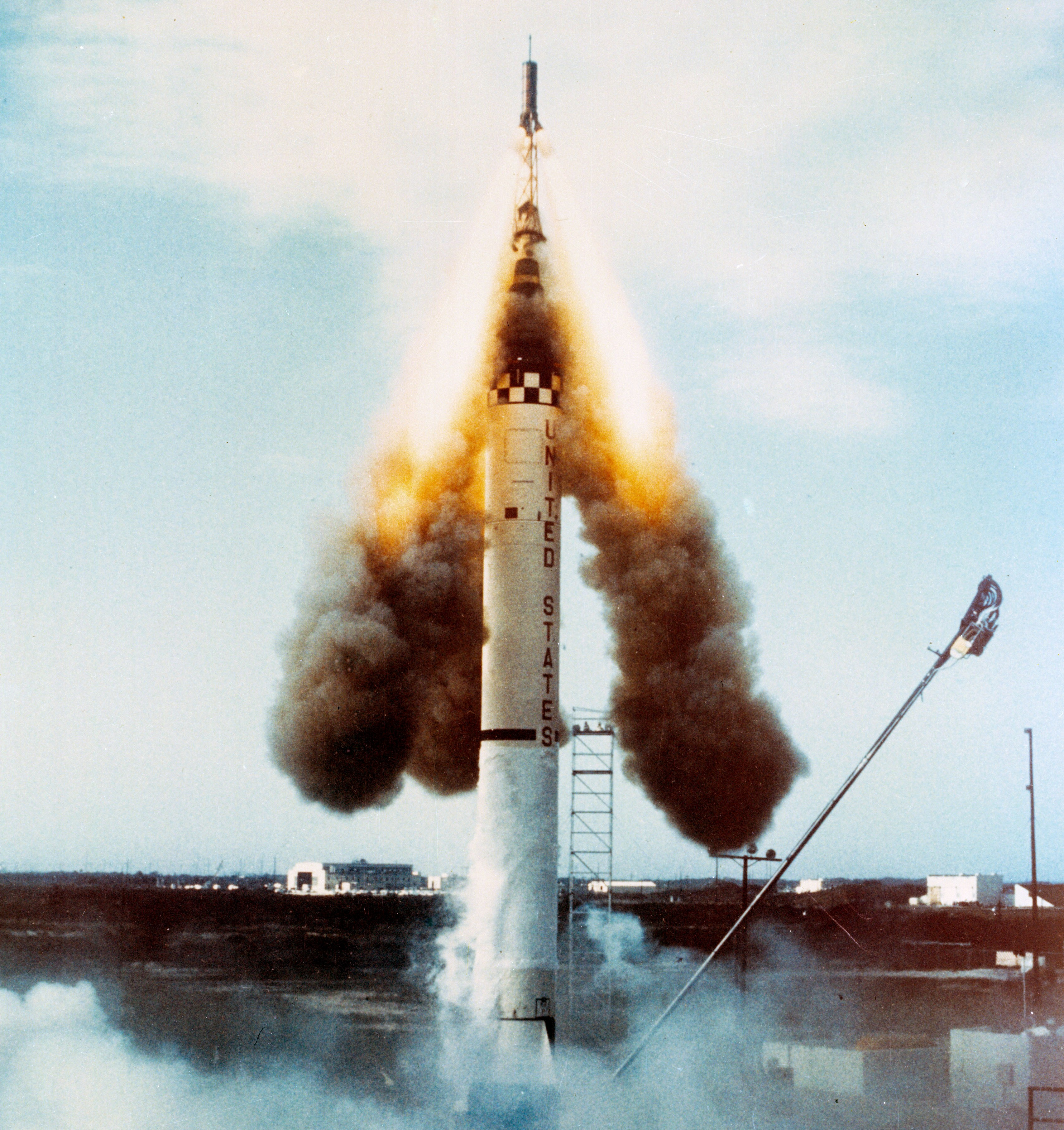
発射中止後に点火してしまったMR1の脱出ロケット。1960年
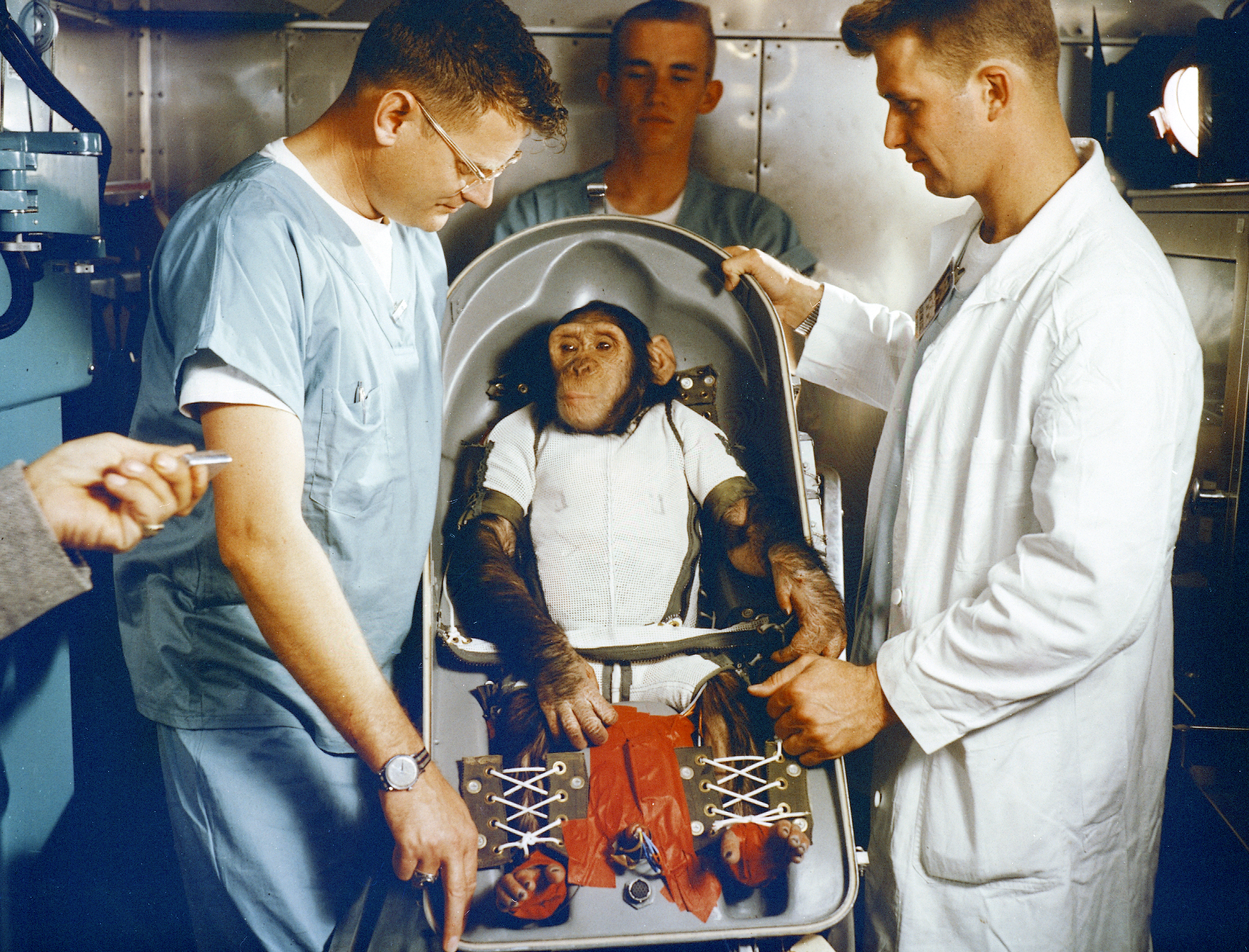
MR2のハム。1961年
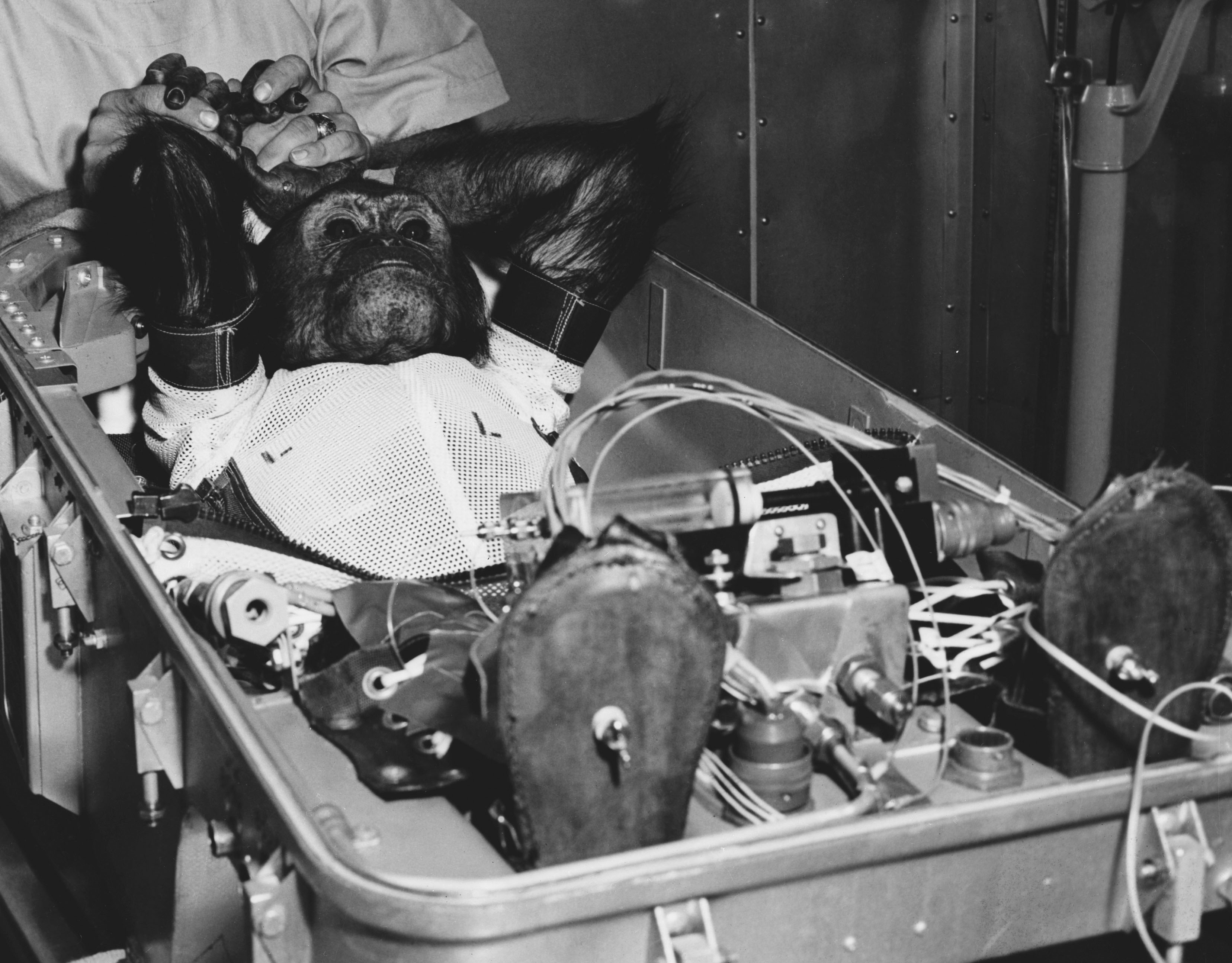
MA5のエノス。1961年

### キャンセルされた計画
| 計画名                          | 識別名         | 飛行士        | 予定発射日       | キャンセル 決定日時 | 備考                                           |
| ------------------------------- | -------------- | ------------- | ---------------- | ------------------- | ---------------------------------------------- |
| マーキュリー・ジュピター1号     |                |               |                  | 1959年 1月1日       |                                                |
| マーキュリー・ジュピター2号     |                | チンパンジー  | 1960年1〜3月期   | 1959年 1月1日       | 宇宙船の最大動圧試験を行うことが提案されていた |
| マーキュリー・レッドストーン5号 |                | グレン (予定) | 1960年3月        | 1961年8月           | 他の4飛行士らによる弾道飛行が計画されていた。  |
| マーキュリー・レッドストーン6号 |                |               | 1960年4月        | 1961年7月           | 他の4飛行士らによる弾道飛行が計画されていた。  |
| マーキュリー・レッドストーン7号 |                |               | 1960年5月        |                     | 他の4飛行士らによる弾道飛行が計画されていた。  |
| マーキュリー・レッドストーン8号 |                |               | 1960年6月        |                     | 他の4飛行士らによる弾道飛行が計画されていた。  |
| マーキュリー・アトラス10号      | フリーダム7-II | シェパード    | 1963年10月       | 1963年 6月13日      | 3日間の飛行を予定。                            |
| マーキュリー・アトラス11号      |                | グリソム      | 1963年10〜12月期 | 1962年10月          | 1日間の飛行を予定。                            |
| マーキュリー・アトラス12号      |                | シラー        | 1963年10〜12月期 | 1962年10月          | 1日間の飛行を予定。                            |

## 後世に与えた影響と遺産

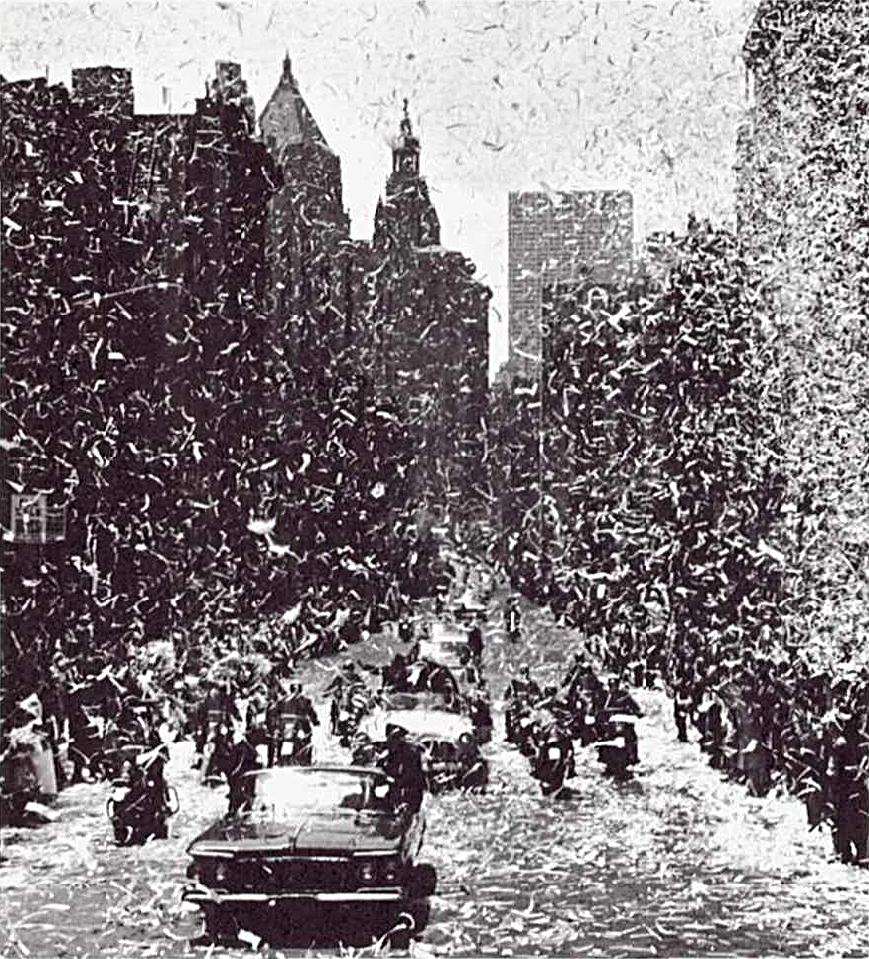
ゴードン・クーパーのパレード。1963年

計画は、開始から最後の軌道飛行までを数えると22ヶ月遅れた。また12の元請と75の下請け、さらに約7,200の孫請け企業と契約し、従業した人数は200万を数えた。1969年にNASAが行った試算によれば、費用は総額で3億9,260万ドル (インフレ 率を換算すれば17億3,000万ドル) におよび、その内訳は宇宙船開発費が1億3,530万ドル、発射機開発費が8,290万ドル、運営費が4,930万ドル、宇宙船追跡の運用および装置が7,190万ドル、施設費が5,320万ドルであった。
マーキュリーは、今日ではアメリカ初の有人宇宙飛行計画として記念されている。ソビエトとの宇宙開発競争に勝利することこそできなかったものの、国威を発揚し、また後続のジェミニ、アポロ、スカイラブ計画などに対しては先駆者として科学的成功を収めた。1950年代の段階では科学者の中には有人宇宙飛行の実現性を信じていない者もいて、ジョン・F・ケネディが大統領に選出されるまで、彼を含む多くの者は計画に疑念を抱いていた。フリーダム7の発射数ヶ月前、ケネディは大統領として、社会にとって大きな成功を収めるものとしてマーキュリー計画を支持することを選んだ。結局アメリカ大衆の大多数も有人宇宙飛行を支持し、数週間以内にケネディは、1960年代の終わりまでに人間を月に着陸させかつ安全に地球に帰還させる計画を発表した。飛行した6人のパイロットは勲章を受け パレードで行進し、また2名はアメリカ合衆国議会合同会議に招かれ演説した。女性を除外した飛行士の選考基準を受け、独自に飛行士を選ぶ民間のプロジェクトも立ち上がった。そこでは13名の女性飛行士が選ばれ、彼女たちはマーキュリー計画で男性飛行士が受けたテストをすべてクリアし、メディアによってマーキュリー13と命名された。このような努力にもかかわらず、NASAは1978年にスペースシャトル計画で新たに飛行士を選出するまで女性飛行士を誕生させなかった。
1964年、ケープ・カナベラルの第14発射施設の近くで、計画のシンボルと数字の7を組み合わせた金属製の記念碑が除幕された。1962年、アメリカ合衆国郵便公社はMA6の飛行を称え、マーキュリー記念切手を発行した。有人宇宙飛行を描いた切手が発行されるのはこれが初めてのことであった。この切手は1962年2月20日、アメリカ初の有人地球周回飛行が行われたその当日、フロリダ州ケープ・カナベラルで発売された。2011年5月4日、郵便公社は計画初の有人飛行フリーダム7の50周年の記念切手を発行した。映像表現においては、同計画は1979年のトム・ウルフの小説『ライトスタッフ』を元に1983年に製作された同名の映画で描写されている。2011年2月25日、世界最大の技術専門家協会であるIEEE (Institute of Electrical and Electronic Engineers, アイ・トリプル・イー、『電気電子技術者協会』の意) はマクドネル社の後継企業であるボーイングに、マーキュリー宇宙船を開発した功績により「Milestone Award for important inventions (重要発明品記念賞)」を授与した。

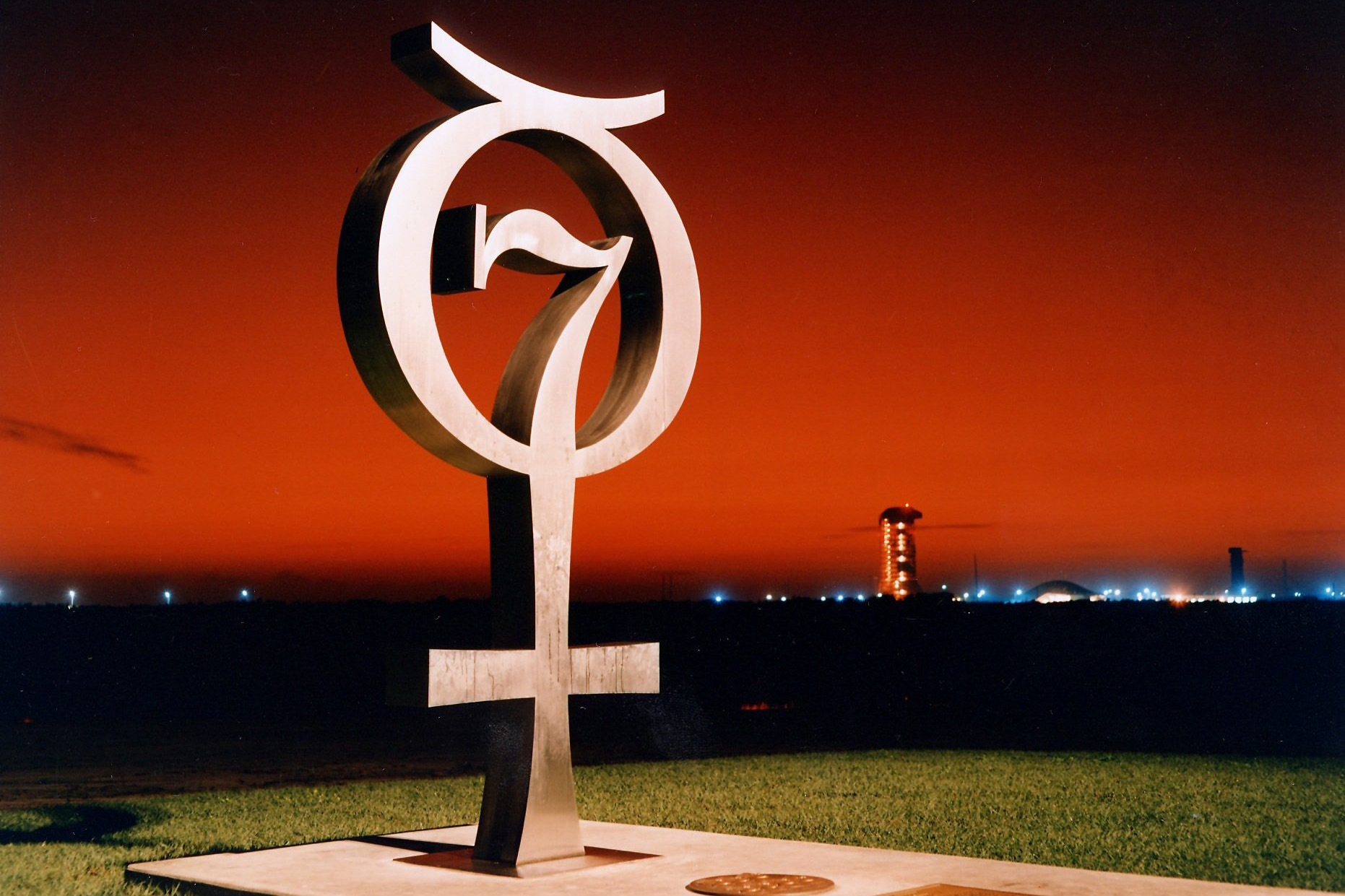
14番発射施設のマーキュリー記念碑。1964年

### 展示

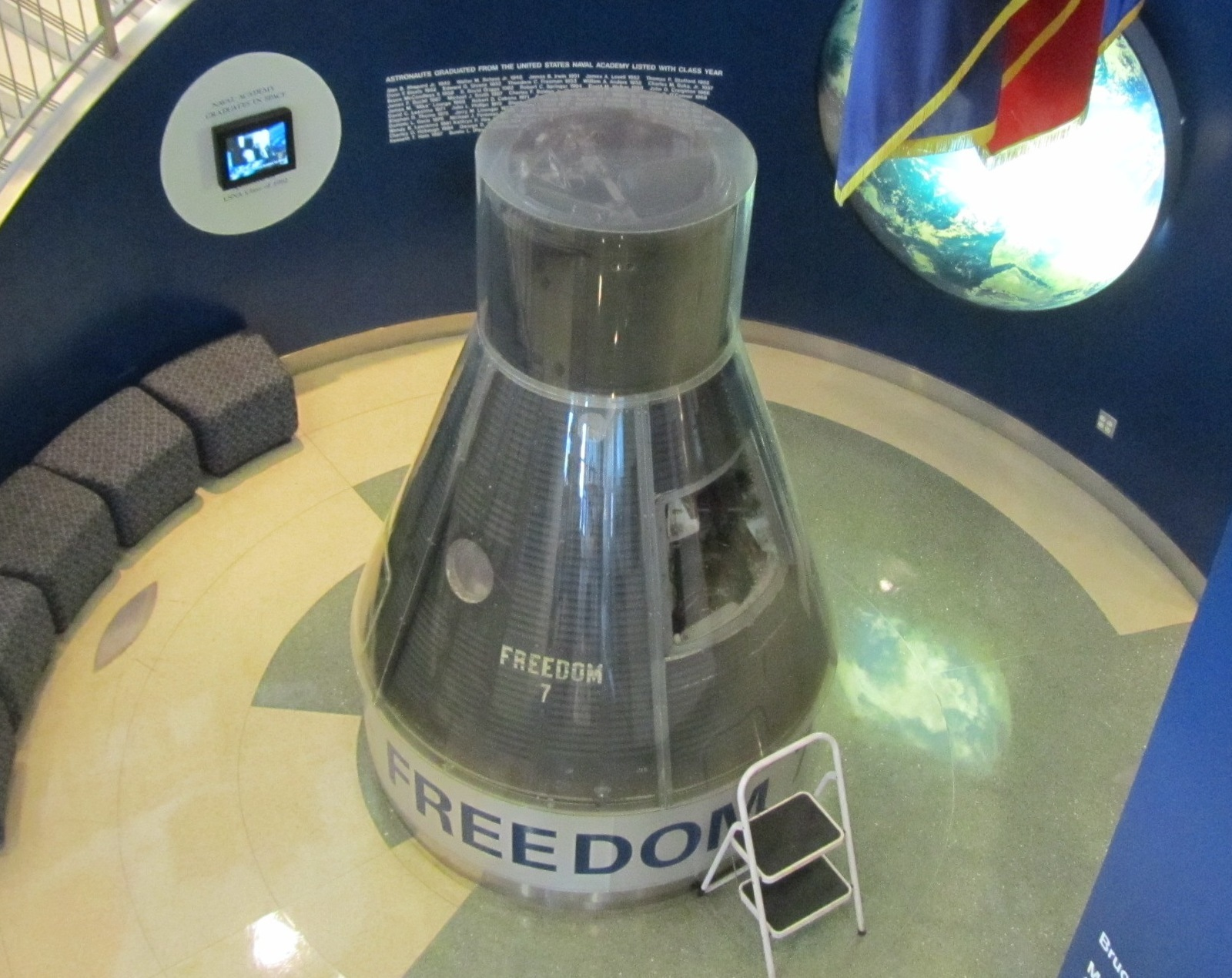
海軍兵学校に展示されているフリーダム7。2010年
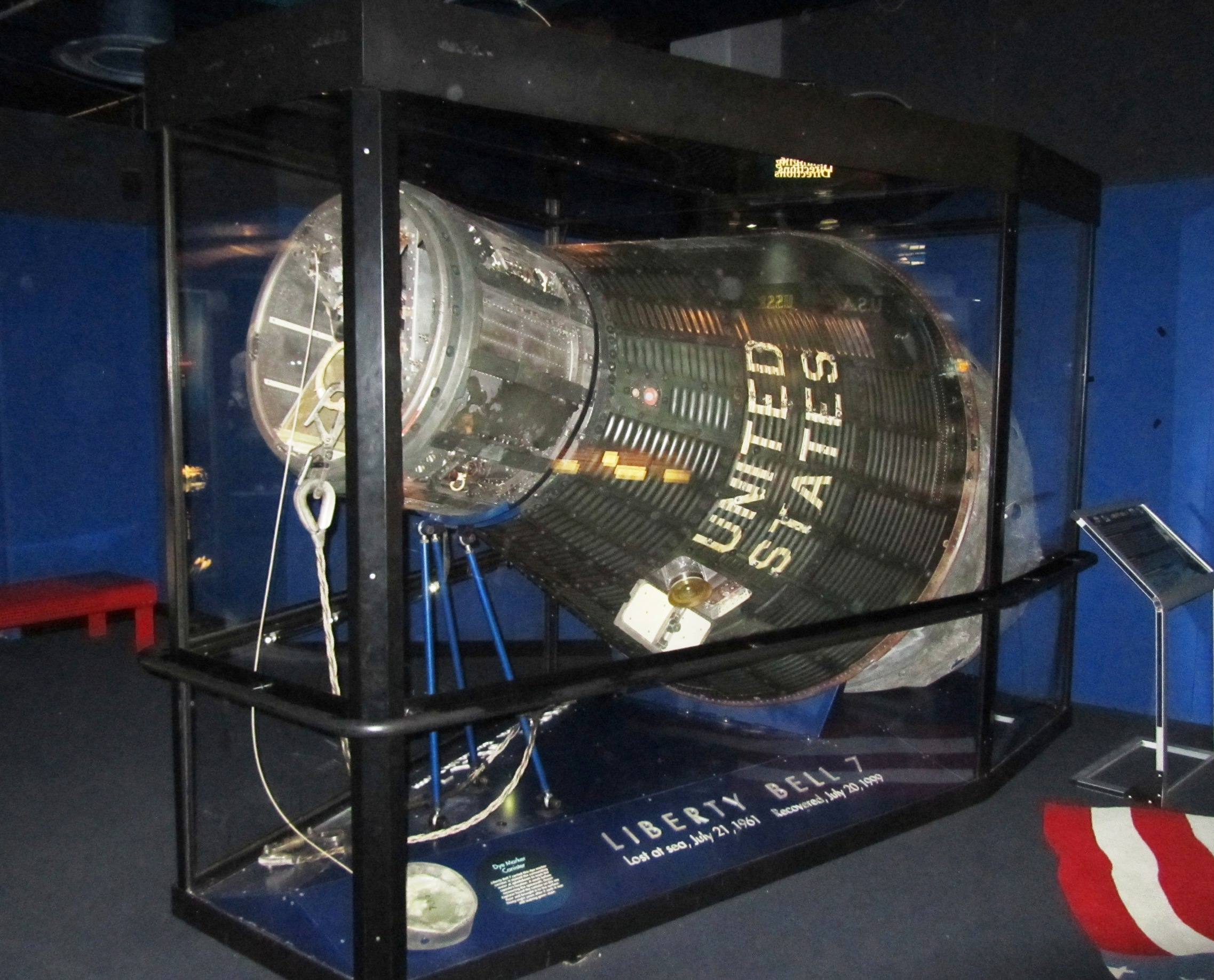
カンザス・コスモスフィア宇宙センターに展示されているリバティ・ベル7。2010年
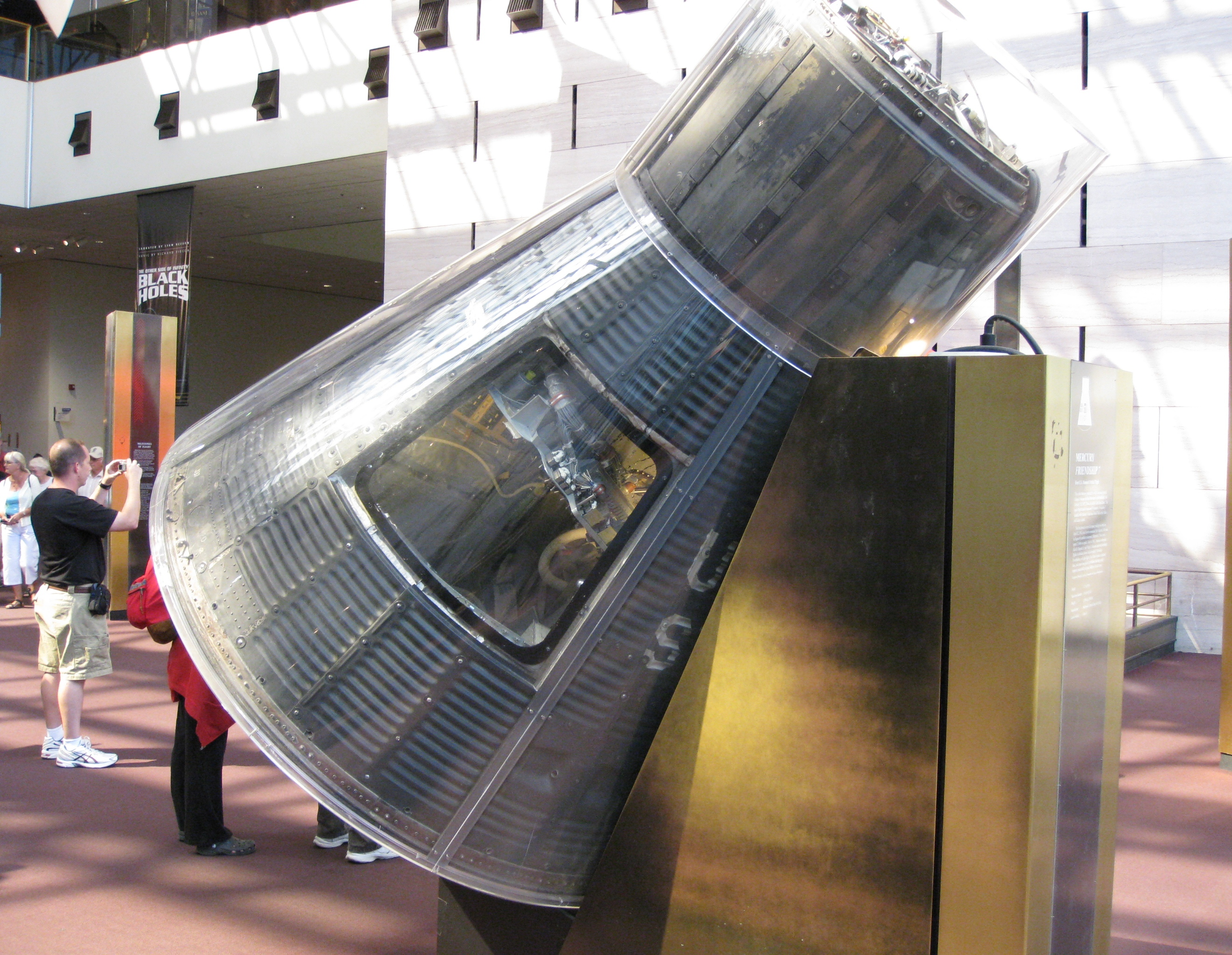
国立航空宇宙博物館に展示されているフレンドシップ7。2009年
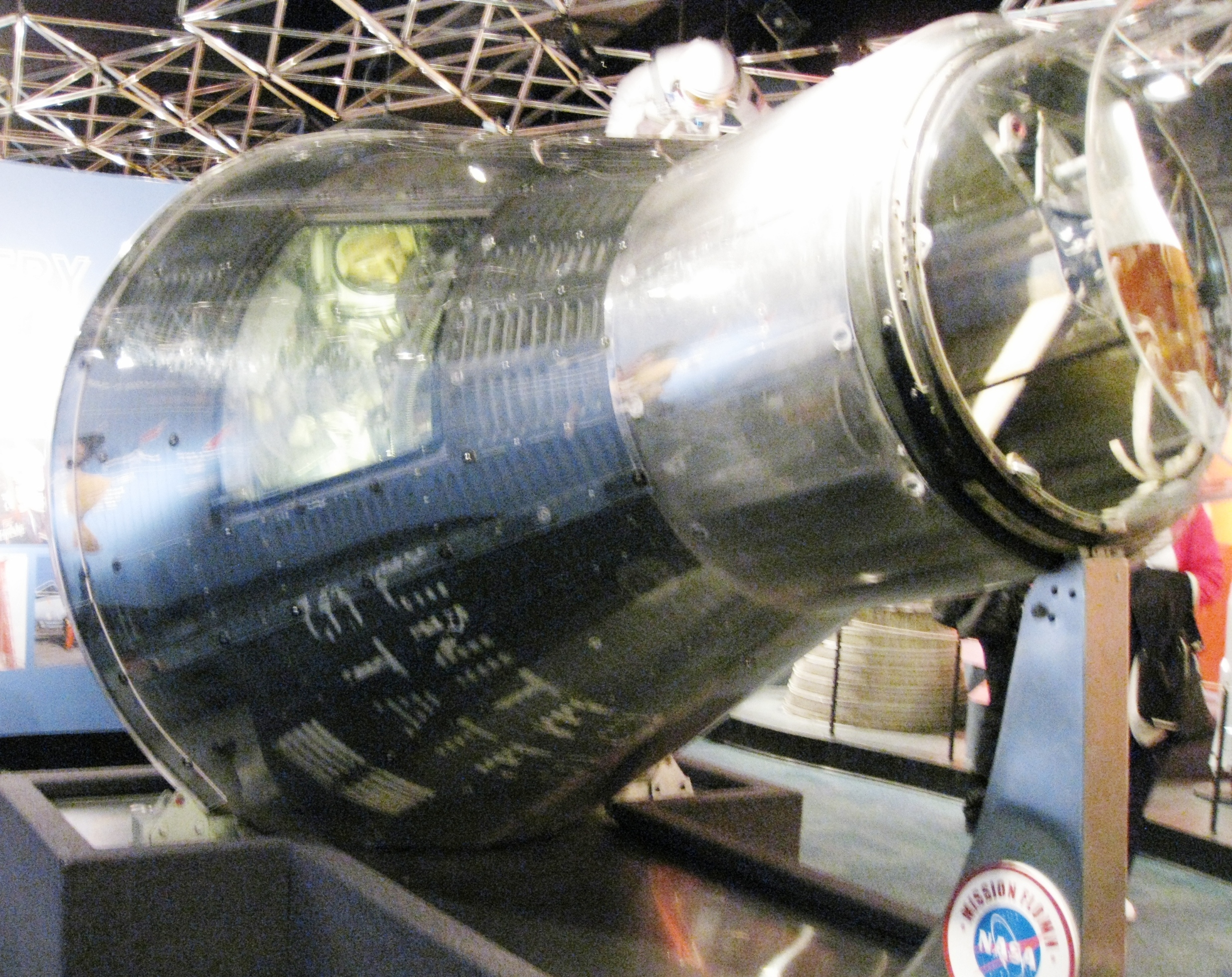
シカゴ科学産業博物館に展示されているオーロラ7。2009年
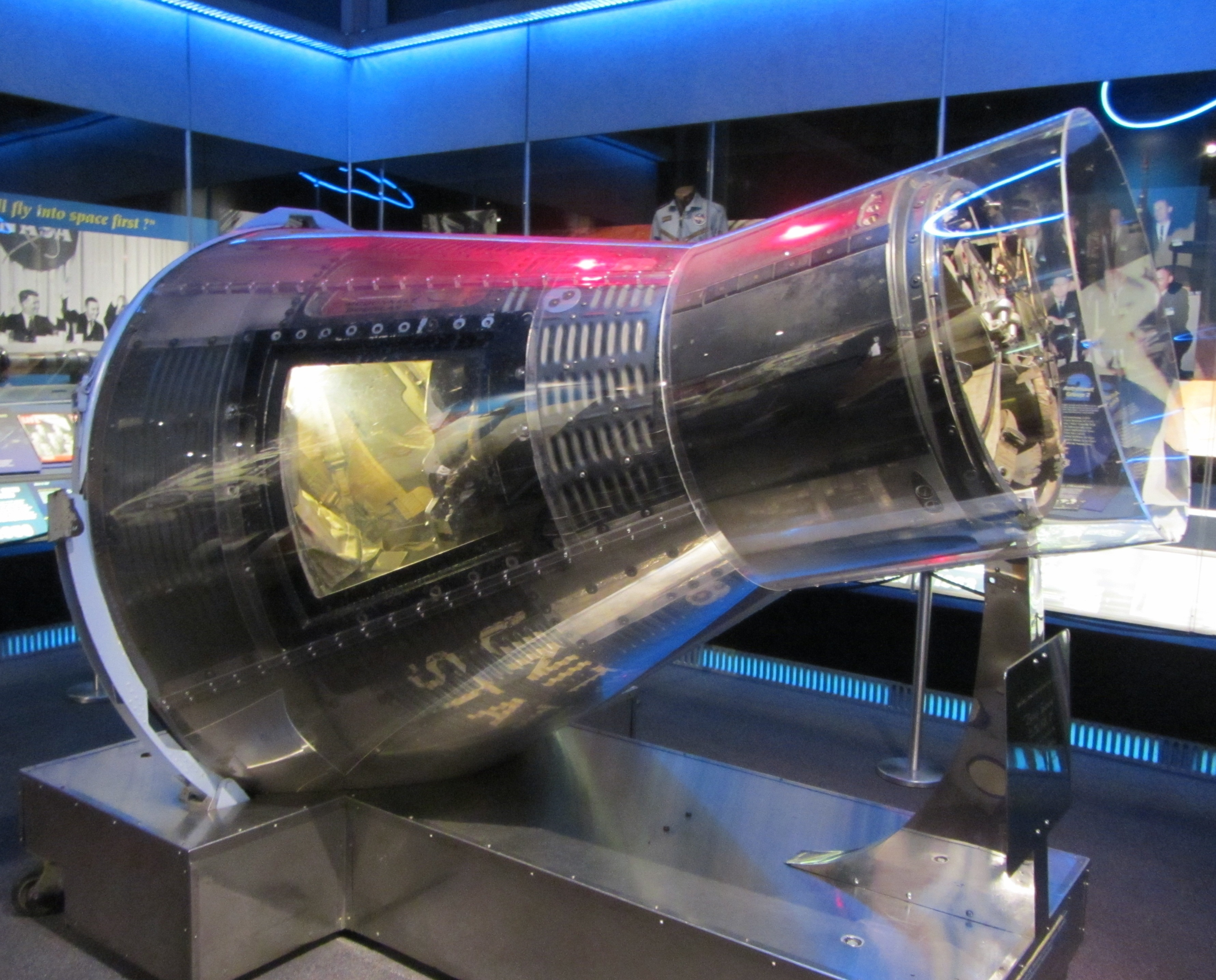
合衆国宇宙飛行士栄誉殿堂に展示されているシグマ7。2011年
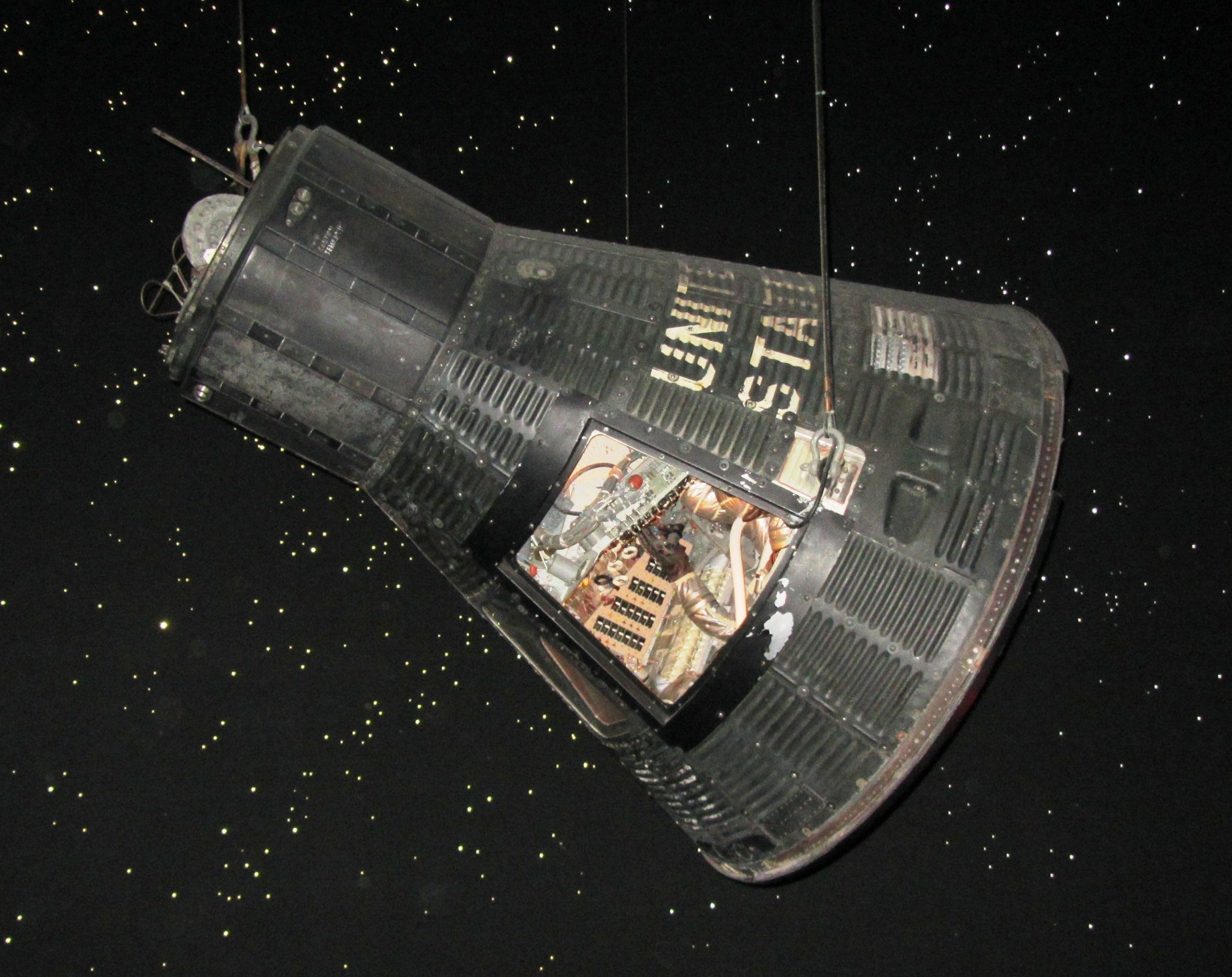
ヒューストン宇宙センターに展示されているフェイス7。2011年

### 計画の記章

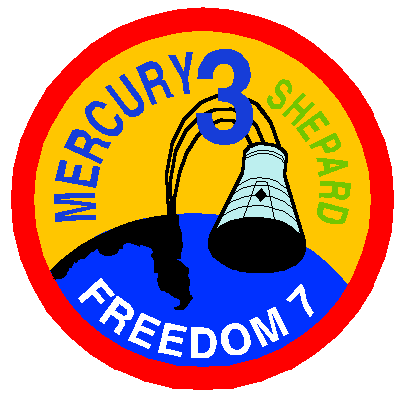
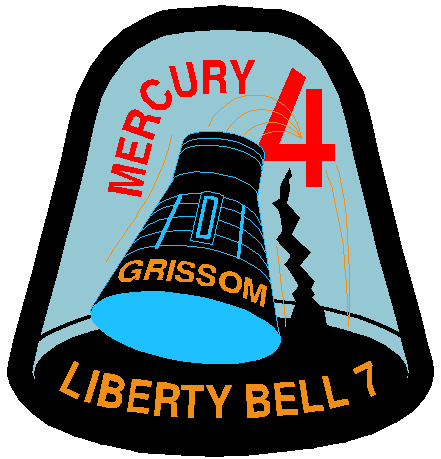
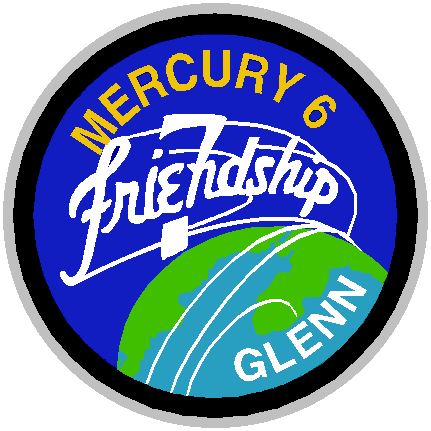
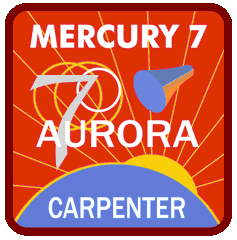
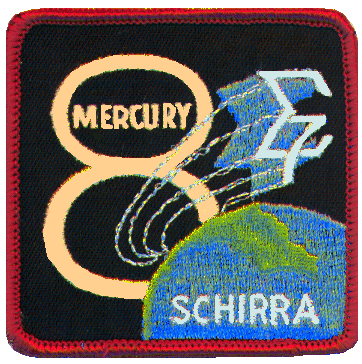
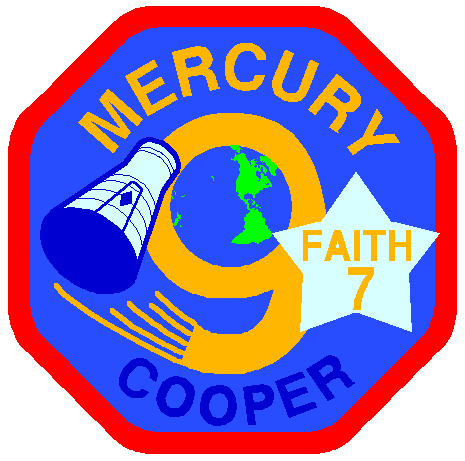

記念表彰は計画終了後に起業家たちが収集家を満足させるために制作した。

## 画像

### 飛行士の配置

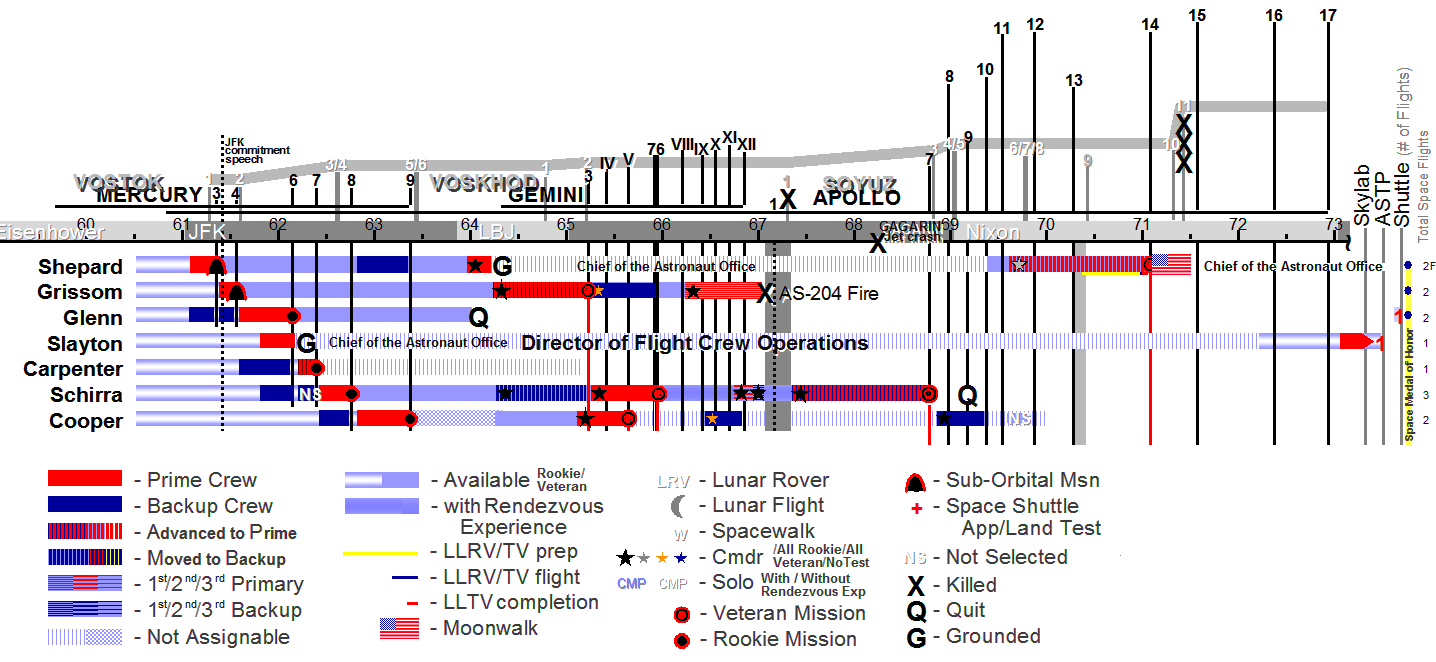
マーキュリー7の飛行士たちの配置表。シラーが3回と最も多くの飛行を割り当てられている。グレンは最も早くNASAを離れたが、1998年にスペースシャトルSTS-95で最後の飛行をしている[288]。シェパードは7人の中で唯一月面を歩いた男である。

### 追跡ネットワーク

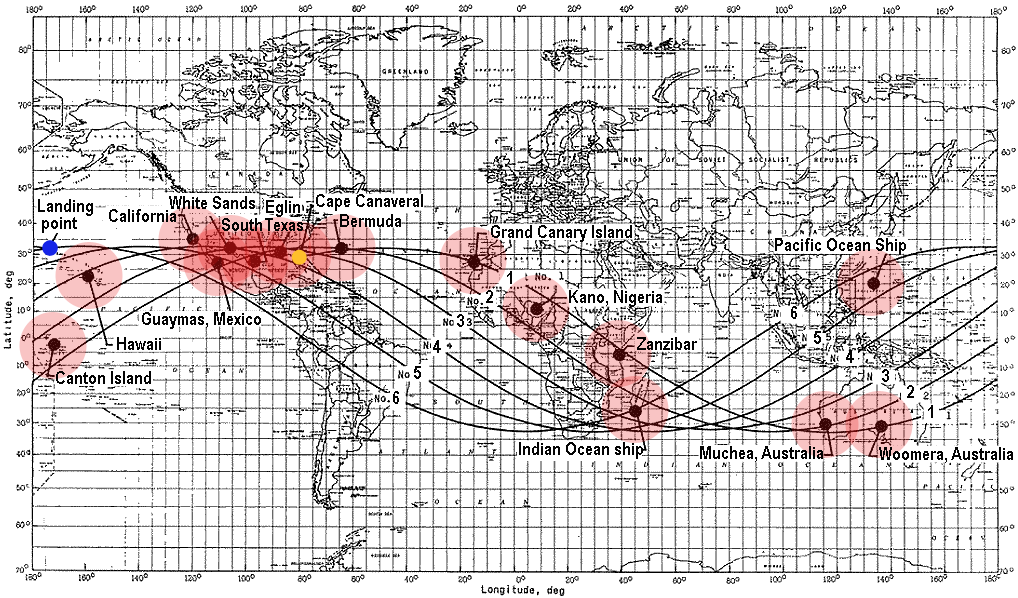
MA8の飛行経路および追跡ステーション。宇宙船はフロリダのケープ・カナベラルカら発射され、東に向かって飛行する。新しい軌道は地球の自転の影響で左のほうにそれぞれずれていく。軌道は北緯32.5°と南緯32.5°の間を移動する[289]。1〜6は軌道番号、黄色は発射地点、黒点は追跡ステーション、赤はステーションの追跡可能範囲、青は着陸地点を表す。

### 宇宙船解剖図

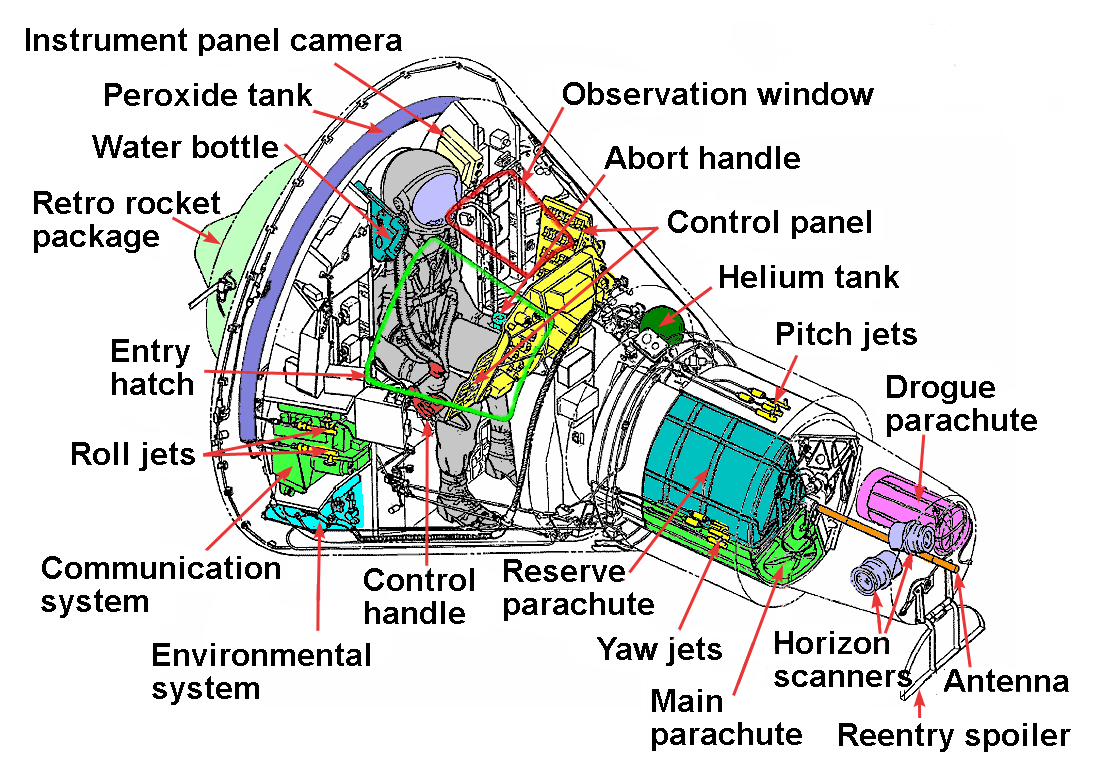
宇宙船内部
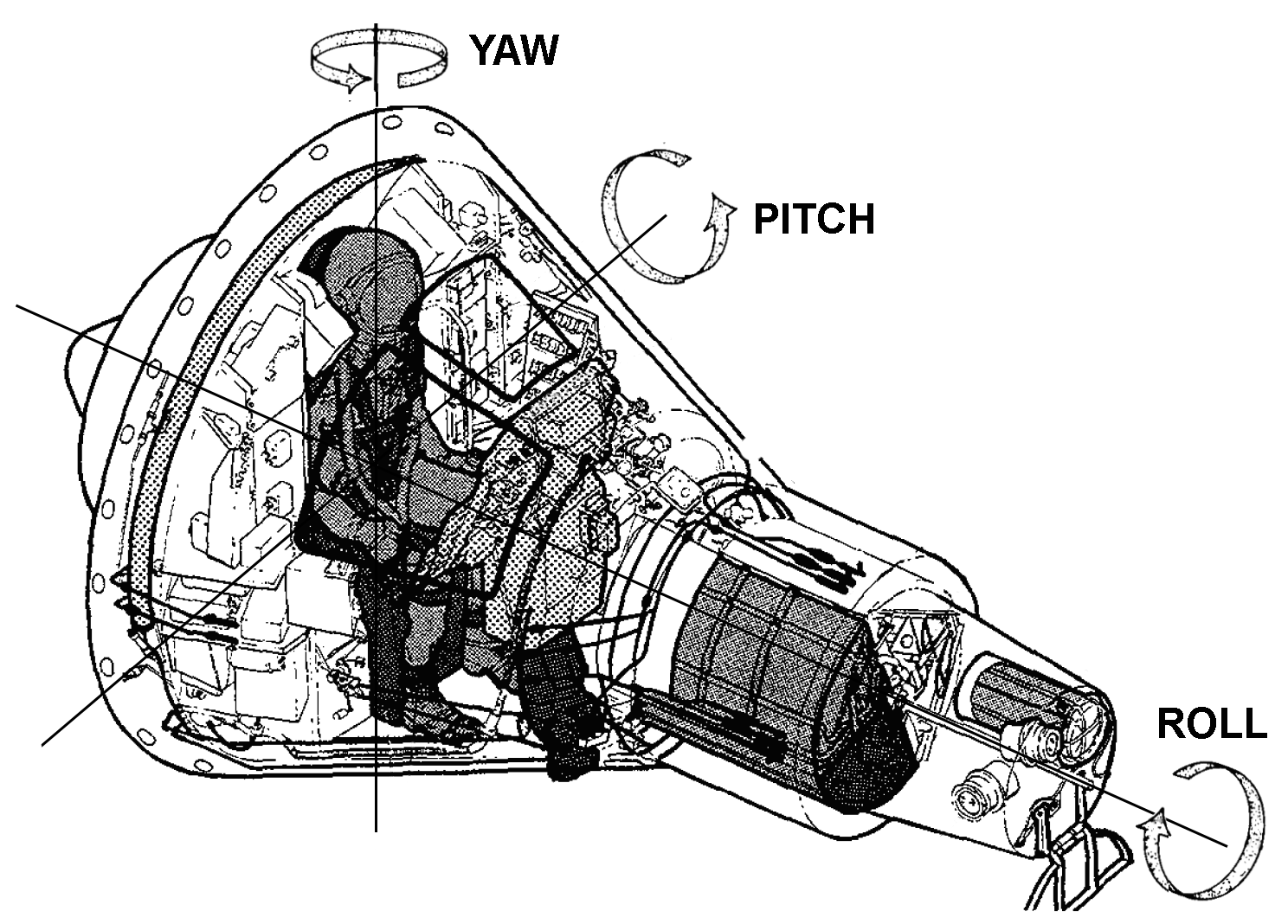
宇宙船のヨ－、ピッチ、ロールの3つの回転軸

### 計器板と操縦桿

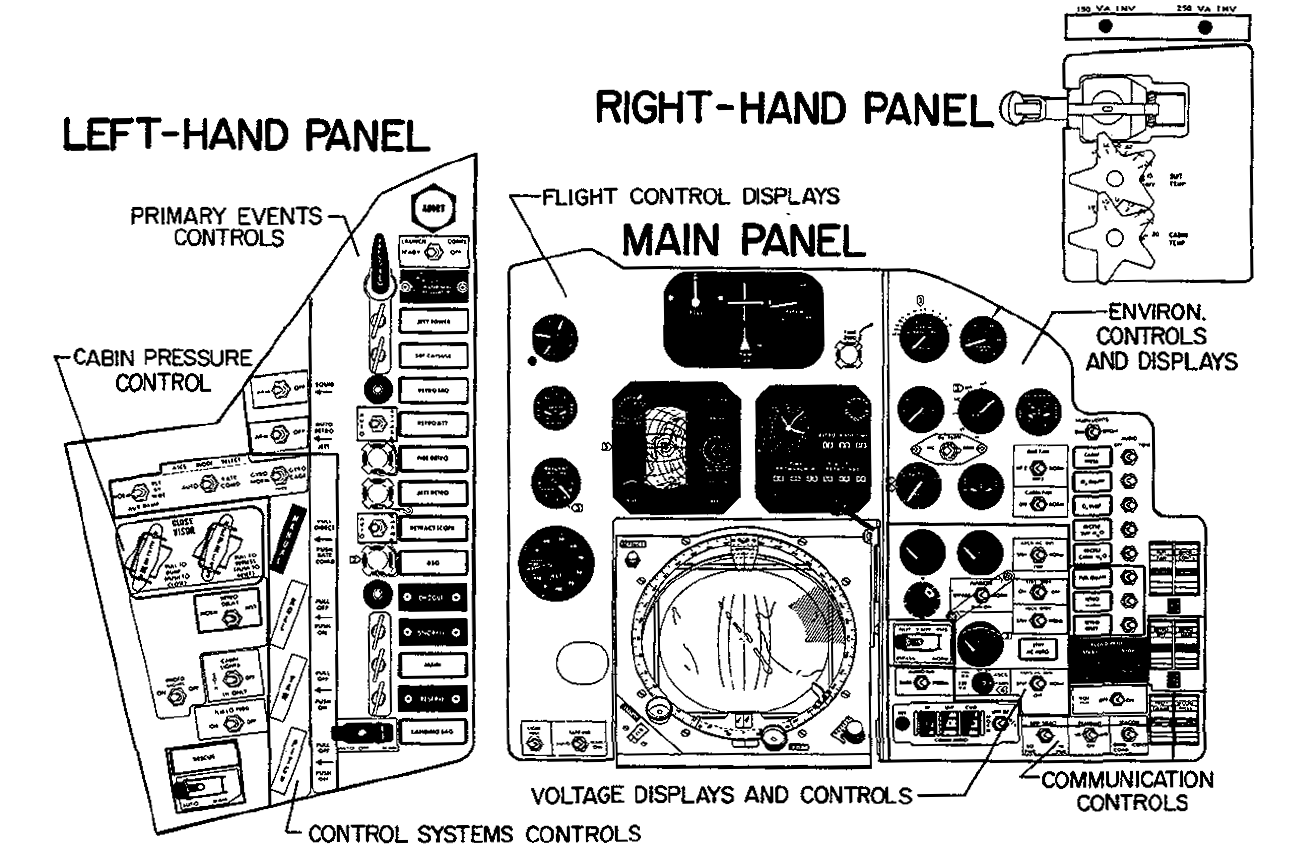
フレンドシップ7の計器板[290]。計器板は飛行によって変化したが、その中で中央を占める望遠鏡の表示スクリーンは最後の飛行では除かれた
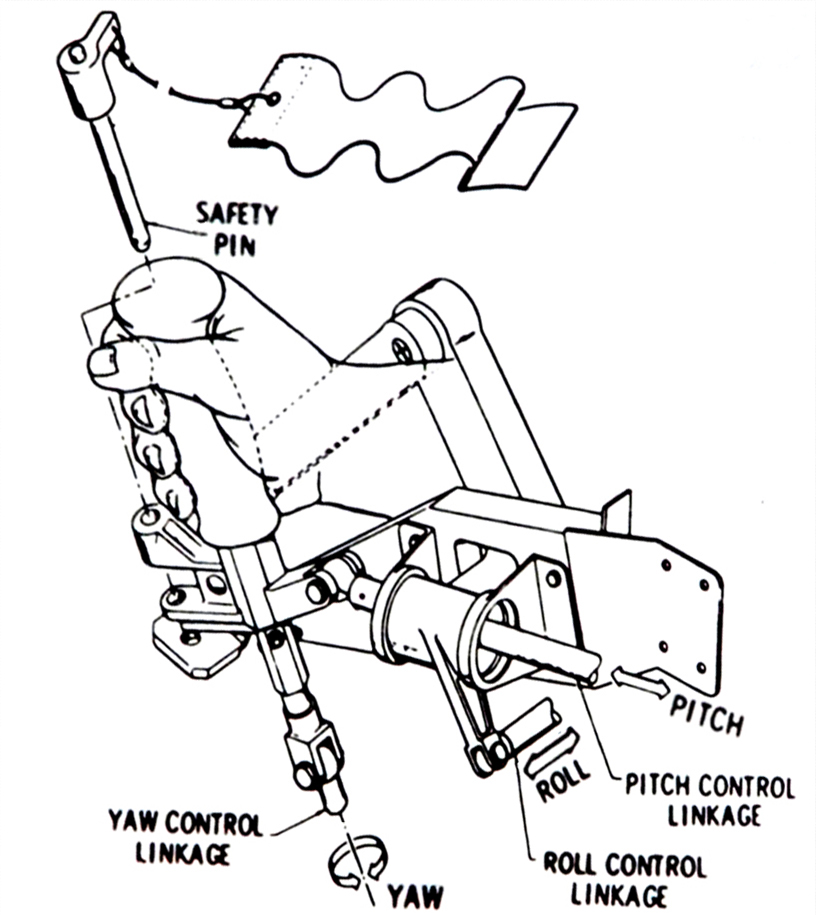
姿勢制御装置の3軸操縦桿

### 発射施設

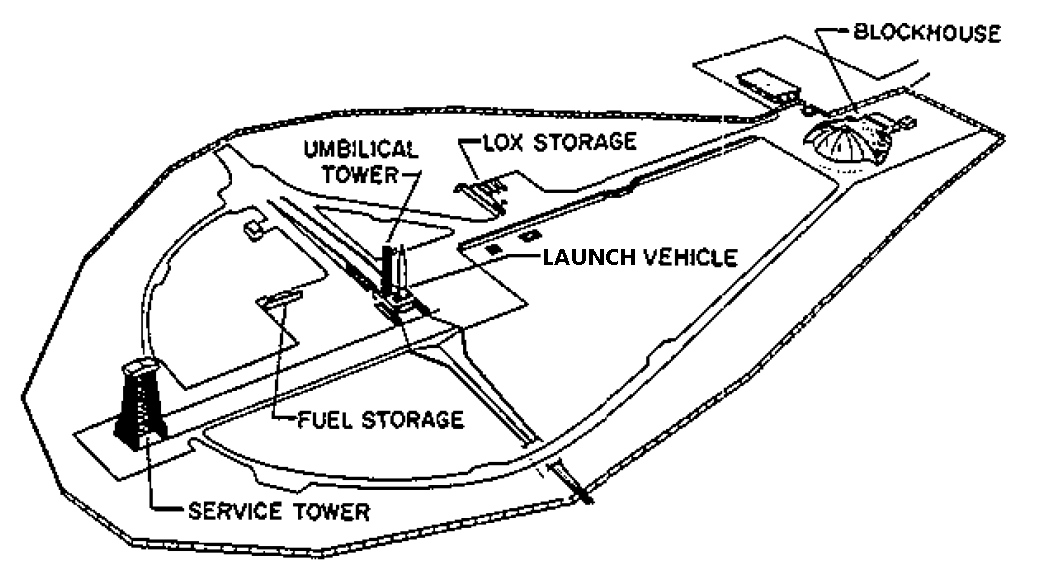
発射直前の第14発射施設 (整備塔は移動済み)。発射準備作業は防護室 (blockhouse) で行われる。

### 地上着陸システム試験

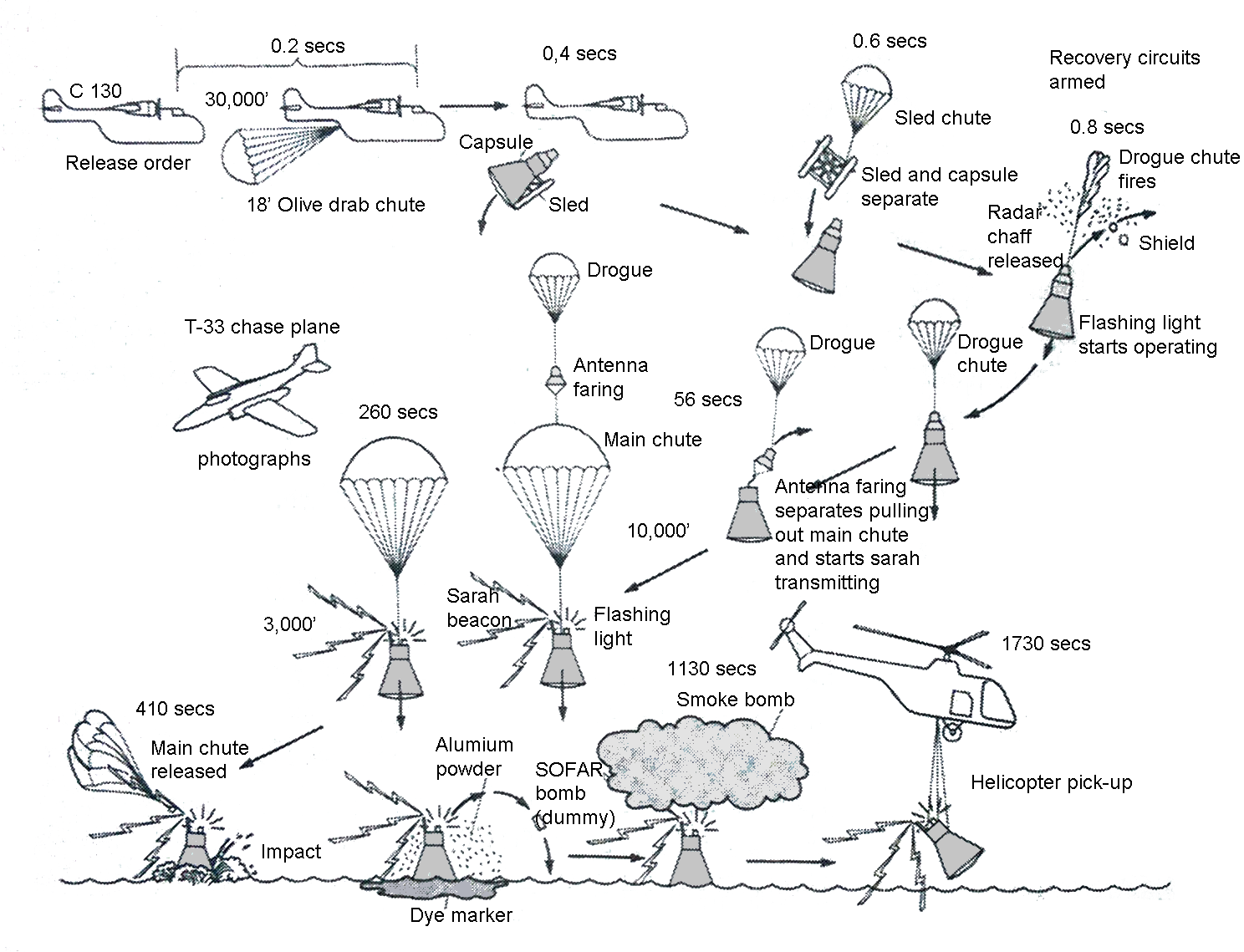
着水および回収訓練のため模型の宇宙船を落下させる際の手順。システムの個々の段階の試験と併せて、56種類のこのような品質試験が行われた。パラグライダーを使用する代替案も提案されたが、模型の試験では行われなかった[39]。

### 宇宙計画の比較

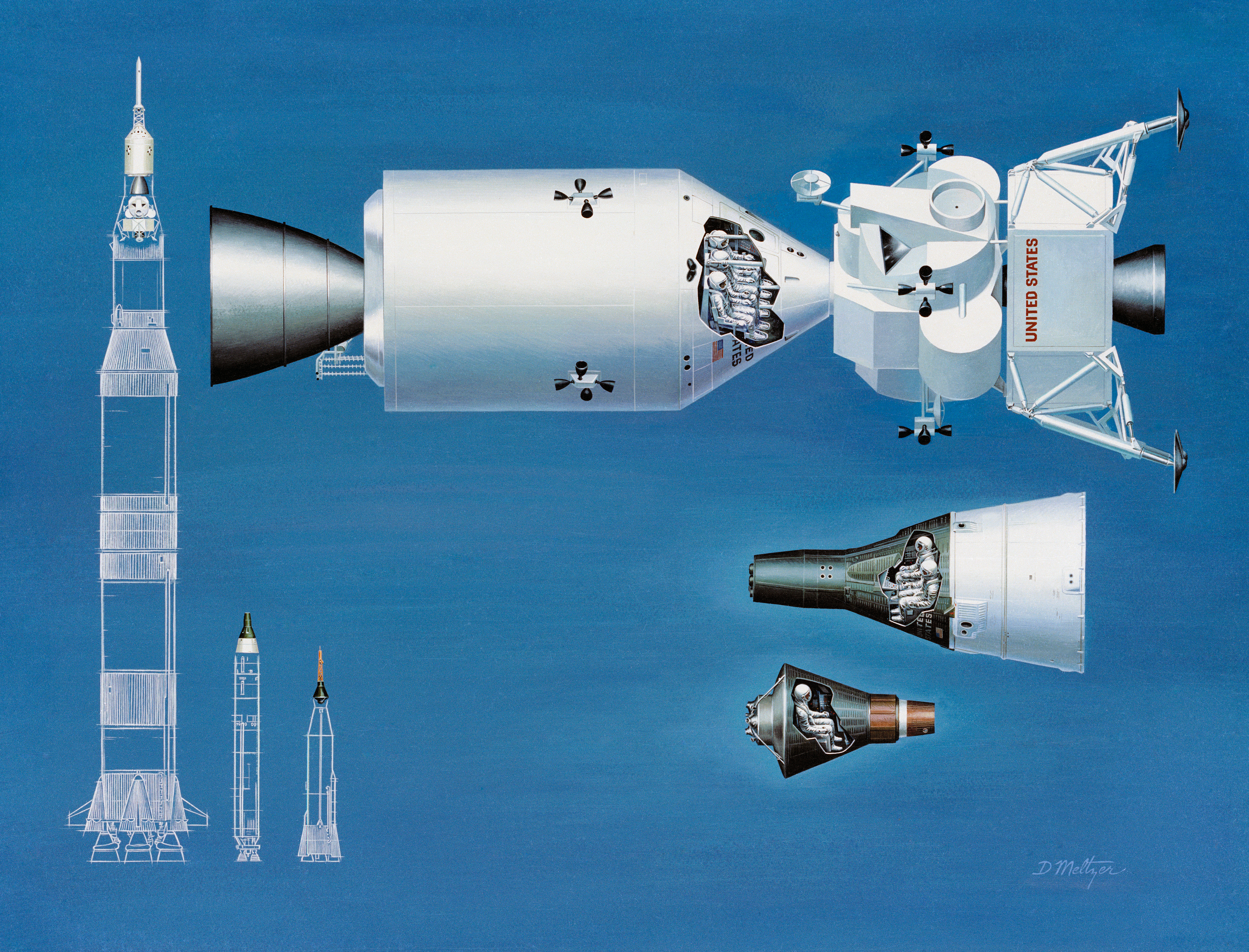
アポロ (最大)、ジェミニ、マーキュリー (最小) の、宇宙船およびロケットのNASAによる比較図。